# Johann Wolfgang von Goethe

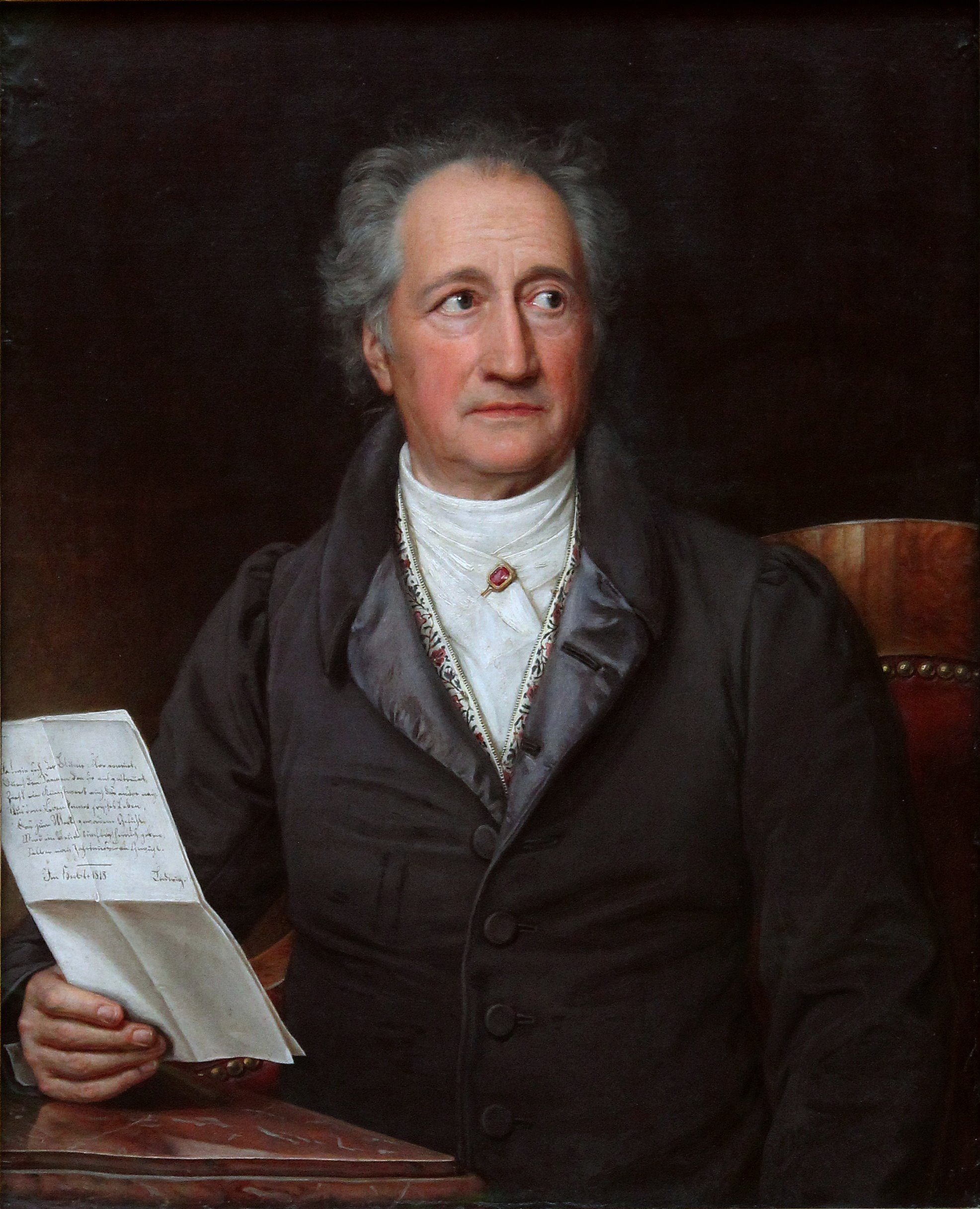
Johann Wolfgang von Goethe,
Ölgemälde von Joseph Karl Stieler, 1828

Johann Wolfgang Goethe, ab 1782 von Goethe (* 28. August 1749 in Frankfurt am Main; † 22. März 1832 in Weimar), war ein deutscher Dichter, Politiker und Naturforscher. Er gilt als einer der bedeutendsten Schöpfer deutschsprachiger Dichtung.
Goethe stammte aus einer wohlhabenden und angesehenen bürgerlichen Familie; sein Großvater mütterlicherseits war als Stadtschultheiß höchster Justizbeamter der Stadt Frankfurt am Main, sein Vater Doktor der Rechte und Kaiserlicher Rat. Er und seine Schwester Cornelia erfuhren eine aufwendige Ausbildung durch Hauslehrer. Dem Wunsch seines Vaters folgend, studierte Goethe in Leipzig und Straßburg Rechtswissenschaft und war danach als Advokat in Wetzlar und Frankfurt tätig. Gleichzeitig folgte er seiner Neigung zur Dichtkunst. Die ersten Anerkennungen in der Welt der Literatur erzielte er 1773 mit dem Drama Götz von Berlichingen, das ihm nationalen Erfolg eintrug, und 1774 mit dem Briefroman Die Leiden des jungen Werthers, mit dem er sogar europäischen Erfolg erreichte. Beide Werke sind der literarischen Strömung des Sturm und Drang (1765 bis 1785) zuzuordnen.
Der jugendliche Herzog Carl August von Sachsen-Weimar-Eisenach berief den 26-jährigen Goethe 1775 an seinen Hof in Weimar, wo er schließlich für den Rest seines Lebens blieb. Er bekleidete dort als Freund und Minister des Herzogs politische und administrative Ämter und leitete ein Vierteljahrhundert das Weimarer Hoftheater. Die aus seiner amtlichen Tätigkeit resultierende Vernachlässigung seiner schöpferischen Fähigkeiten löste nach dem ersten Weimarer Jahrzehnt eine persönliche Krise aus, der sich Goethe durch die Flucht nach Italien entzog. Die Italienreise von September 1786 bis Mai 1788 empfand er als eine „Wiedergeburt“. Ihr verdankte er die Vollendung wichtiger Werke wie Iphigenie auf Tauris (1787), Egmont (1788) und Torquato Tasso (1790).
Nach seiner Rückkehr wurden seine Amtspflichten weitgehend auf repräsentative Aufgaben beschränkt. Der in Italien erlebte Reichtum an kulturellem Erbe stimulierte seine dichterische Produktion, und die erotischen Erlebnisse mit einer jungen Römerin ließen ihn unmittelbar nach seiner Rückkehr eine dauerhafte, „unstandesgemäße“ Liebesbeziehung zu Christiane Vulpius aufnehmen, die er erst achtzehn Jahre später mit einer Eheschließung legalisierte.
Goethes literarisches Werk umfasst Lyrik, Dramen, Epik, autobiografische, kunst- und literaturtheoretische sowie naturwissenschaftliche Schriften. Daneben ist sein umfangreicher Briefwechsel von literarischer Bedeutung. Selbst Napoleon bat ihn zu einer Audienz anlässlich des Erfurter Fürstenkongresses. Im Bunde mit Schiller und gemeinsam mit Herder und Wieland verkörperte er die Weimarer Klassik. Die Wilhelm-Meister-Romane wurden zu beispielgebenden Vorläufern deutschsprachiger Künstler- und Bildungsromane. Sein Drama Faust (1808) errang den Ruf als die bedeutendste Schöpfung der deutschsprachigen Literatur. Im Alter wurde er auch im Ausland als Repräsentant des geistigen Deutschlands angesehen.
Im Deutschen Kaiserreich wurde er zum deutschen Nationaldichter und Künder des „deutschen Wesens“ verklärt und als solcher für den deutschen Nationalismus vereinnahmt. Es setzte damit eine Verehrung nicht nur des Werkes, sondern auch der Persönlichkeit des Dichters ein, dessen Lebensführung als vorbildlich empfunden wurde. Goethes Lyrik, der Faust und der Roman Die Leiden des jungen Werthers gehören zur Weltliteratur.

## Leben

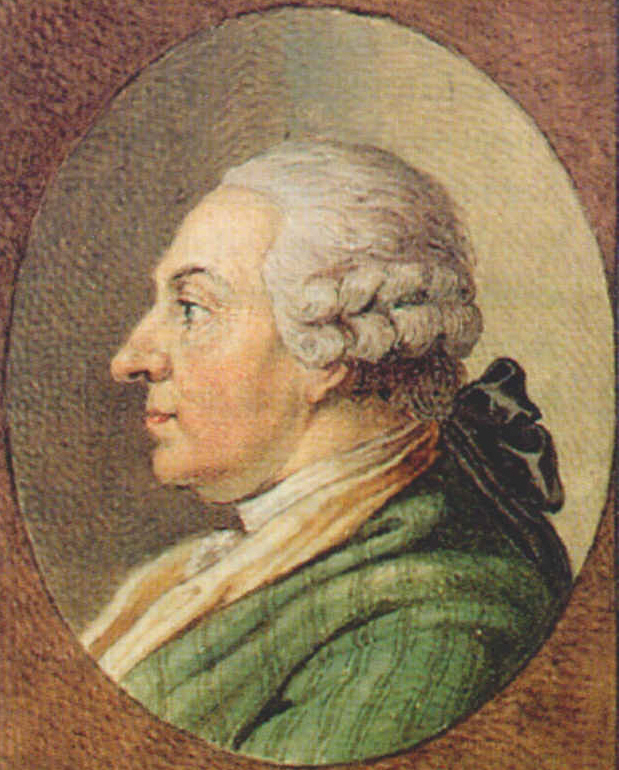
Johann Caspar Goethe, aquarellierte Zeichnung von Georg Friedrich Schmoll, 1774

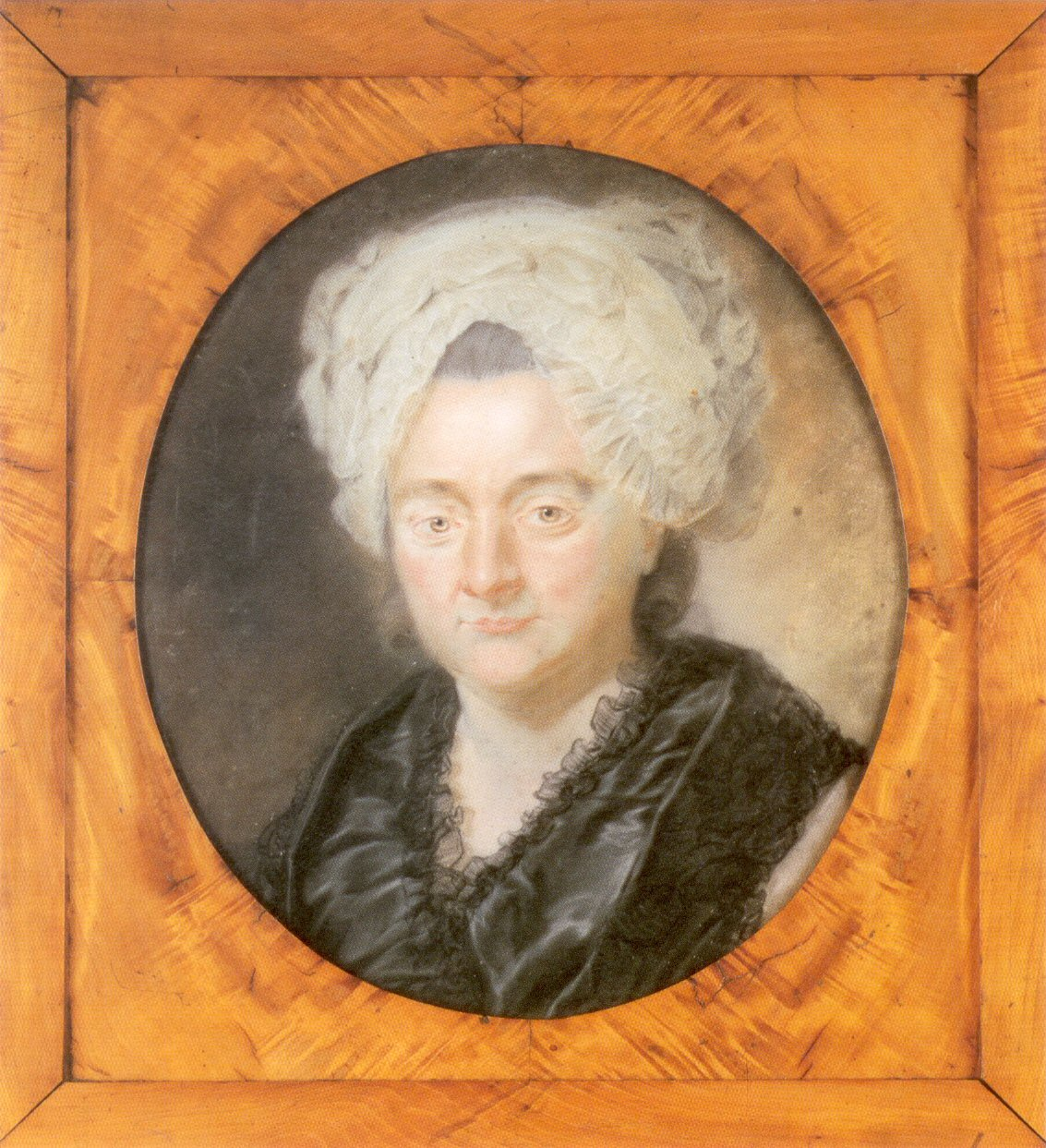
Catharina Elisabeth Goethe, Porträt von Georg Oswald May, 1776

### Herkunft und Jugend

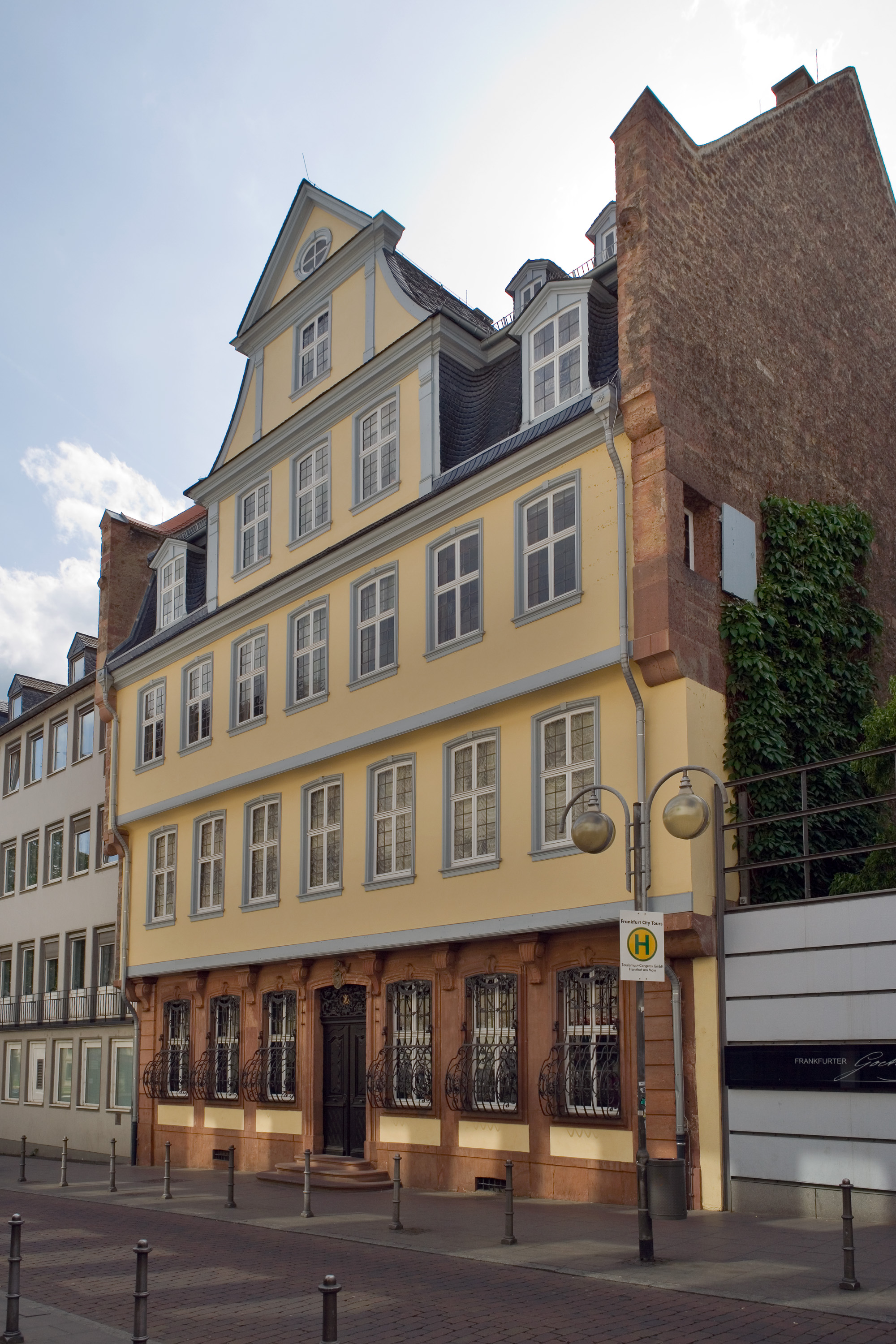
Rekonstruiertes Geburtshaus Goethes in Frankfurt am Main

Johann Wolfgang von Goethe wurde am 28. August 1749 im Goetheschen Familienhaus (dem heutigen Goethe-Haus) am Frankfurter Großen Hirschgraben geboren und tags darauf evangelisch getauft. Sein Rufname war Wolfgang. Bei der Geburt von Goethe ergaben sich große Probleme, denn er atmete zunächst nicht und es zeigten sich deutliche Zeichen von Sauerstoffmangel (Asphyxie). Es bestand akute Lebensgefahr und das Risiko einer hypoxischen Enzephalopathie. Man vermutet, dass eine Nabelschnurumschlingung seine Atmung behinderte. Auch als Kind und Jugendlicher war Goethe häufig krank und litt insbesondere schwer an einer Pockenerkrankung. Sein aus Thüringen stammender Großvater Friedrich Georg Göthe (1657–1730) hatte sich 1687 als Schneidermeister in Frankfurt niedergelassen, die Schreibweise des Familiennamens geändert und konnte in ein florierendes Gasthaus- und Herbergsgeschäft einheiraten. So kam er zu einem ansehnlichen Vermögen, das er in Gestalt von Immobilien, Hypothekarkrediten und mehreren Säcken voller Geld seinen beiden Söhnen aus erster Ehe und dem jüngsten Sohn Johann Caspar Goethe (1710–1782), Johann Wolfgang Goethes Vater, hinterließ. Goethes Vater hatte zwar an der Leipziger Universität den Doktorgrad der Jurisprudenz erworben, übte aber keinen juristischen Beruf aus. Mit dem Ehrentitel „Kaiserlicher Rat“ stieg er in die Frankfurter Oberschicht auf. Als Rentier lebte er von den Erträgen seines ererbten Vermögens, das später auch dem Sohn Leben und Studium ohne finanzielle Zwänge ermöglichen sollte. Er war vielseitig interessiert und gebildet, jedoch auch streng und pedantisch, was wiederholt zu Konflikten in der Familie führte.
Goethes Mutter, Catharina Elisabeth Goethe, geb. Textor (1731–1808), entstammte einer wohlhabenden und angesehenen Frankfurter Familie; ihr Vater Johann Wolfgang Textor war als Stadtschultheiß der ranghöchste Justizbeamte der Stadt. Die lebenslustige und kontaktfreudige Frau hatte mit 17 Jahren den damals 38-jährigen Rat Goethe geheiratet. Nach Johann Wolfgang wurden noch fünf weitere Kinder geboren, von denen jedoch nur die wenig jüngere Schwester Cornelia das Kindesalter überlebte. Mit ihr stand der Bruder in einem engen Vertrauensverhältnis, das nach Ansicht des Biographen Nicholas Boyle und des Psychoanalytikers Kurt R. Eissler inzestuöse Gefühle einschloss. Ihren Sohn nannte die Mutter ihren „Hätschelhans“. Ein Großvater der Mutter war der sächsische Kanzler Christian Brück, die Großmutter Barbara Cranach. Somit waren die Urgroßväter der sächsische Kanzler Gregor Brück sowie Lucas Cranach der Ältere.

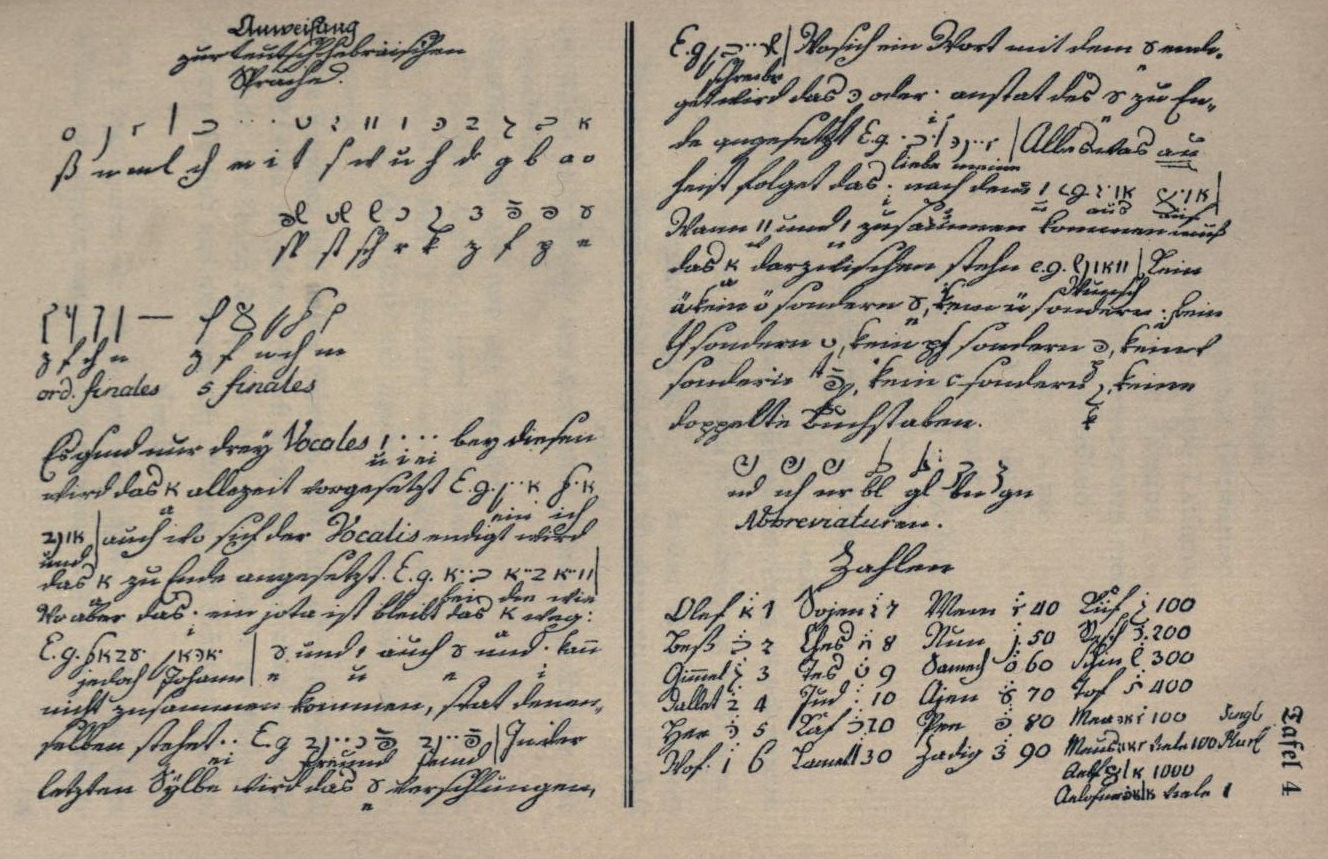
Anweisung zur teutsch-hebräischen Sprache in Goethes eigener Handschrift (oben, links: das hebräische Alphabet), etwa 1760

Die Geschwister erhielten eine aufwendige Ausbildung. Von 1756 bis 1758 besuchte Johann Wolfgang eine öffentliche Schule. Danach wurden er und seine Schwester gemeinsam vom Vater sowie von insgesamt acht Hauslehrern unterrichtet. Goethe erlernte Latein, Griechisch und Hebräisch als klassische Bildungssprachen sowie die lebenden Sprachen Französisch, Italienisch, Englisch und das „Judendeutsch“, das „in der Frankfurter Judengasse lebendige Gegenwart war“. Diese lebenden Sprachen wurden von muttersprachlichen Lehrern unterrichtet. Auf dem Stundenplan standen außerdem naturwissenschaftliche Fächer, Religion und Zeichnen. Überdies lernte er Klavier- und Cellospielen, Reiten, Fechten und Tanzen.
Goethes erste Kontakte mit Literatur bestanden in den Gutenachtgeschichten der Mutter und der Bibellektüre in der frommen, lutherisch-protestantischen Familie. Zu Weihnachten 1753 bekam er von der Großmutter ein Puppentheater geschenkt. Das für diese Bühne vorgesehene Theaterstück lernte er auswendig und führte es immer wieder mit Begeisterung gemeinsam mit Freunden auf. Erste Ansätze seiner literarischen Phantasie bewies der kleine Goethe auch mit seinen (nach eigener Aussage) „aufschneiderischen Anfängen“, wunderliche Märchen zu erfinden und seinen staunenden Freunden in der Ich-Form zur spannenden Unterhaltung aufzutischen. Gelesen wurde viel im Hause Goethe; der Vater besaß eine Bibliothek von rund 2000 Bänden. So lernte Goethe schon als Kind unter anderem das Volksbuch vom Dr. Faust kennen. Im Zuge des Siebenjährigen Krieges war von 1759 bis 1761 der französische Stadtkommandant Graf Thoranc im Elternhaus einquartiert. Ihm und der mitgereisten Schauspieltruppe verdankte Goethe seine erste Begegnung mit der französischen Dramenliteratur. Angeregt durch die vielen erlernten Sprachen, begann er als Zwölfjähriger einen mehrsprachigen Roman, in dem in buntem Durcheinander alle Sprachen zur Geltung kamen.
Seinen Biographen Nicholas Boyle und Rüdiger Safranski zufolge war Goethe zwar ein hochbegabtes Kind, aber kein Wunderkind wie etwa Mozart. Er lernte schnell Sprachen und besaß eine „ganz unkindliche Gewandheit im Verfassen von Versen“. Er war „lebhaft, von überschäumendem Temperament und eigensinnig, aber ohne Tiefgang“.

### Studium und frühe Dichtung

#### Leipzig (1765–1768)

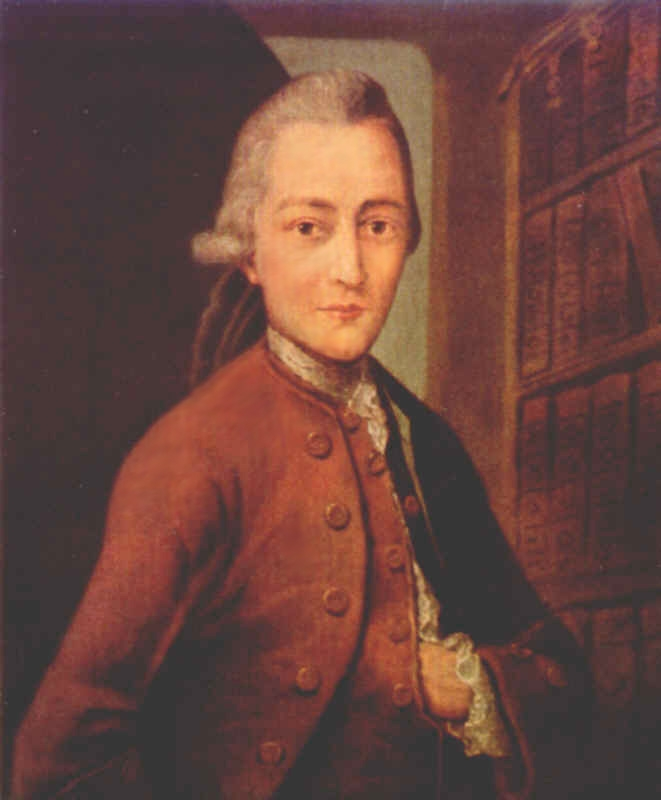
Goethe kurz vor seiner Studentenzeit in Leipzig, nach einem 1943 verbrannten Ölgemälde von Anton Johann Kern

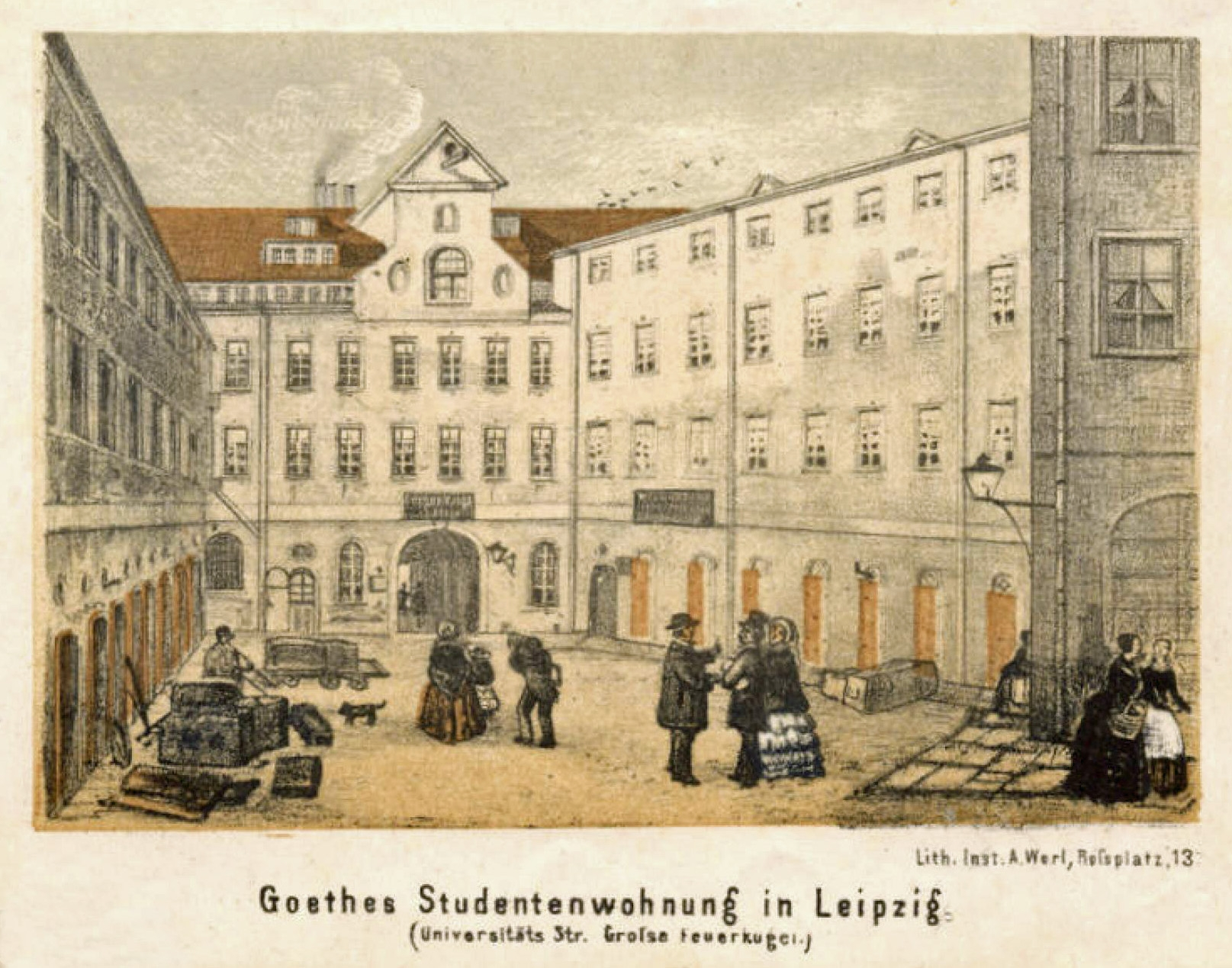
Hof der „Großen Feuerkugel“ – Goethes Studentenwohnung in Leipzig

Auf Weisung des Vaters begann Goethe im Herbst 1765 ein Jurastudium an der traditionsreichen Universität Leipzig. Im Gegensatz zum kleinbürgerlichen Frankfurt, das damals noch keine eigene Universität hatte, war Leipzig eine elegante, weltoffene Stadt, die den Spitznamen Klein-Paris trug. Goethe wurde als Provinzler behandelt und musste sich zunächst in Kleidung und Umgangsformen anpassen, um von seinen neuen Mitbürgern akzeptiert zu werden. Von seinem Vater mit einem monatlichen Wechsel von 100 Gulden versorgt, verfügte er über doppelt so viel Geld, wie ein Student selbst an den teuersten Universitäten damals benötigte.
Goethe wohnte in Leipzig in einem Hofgebäude des Hauses Große Feuerkugel am Neumarkt. Da während der Messe die Studenten ihre Unterkunft für die Händler frei machten, zog Goethe zur Messezeit auf ein Bauerngut in Reudnitz, einem Dorf östlich von Leipzig.
Obwohl ihn sein Vater der Obhut des Professors für Geschichte und Staatsrecht, Johann Gottlob Böhme, anvertraut hatte und dieser Goethe den gewünschten Wechsel des Studienfachs untersagte, begann er das Pflichtstudium schon bald zu vernachlässigen. Er gab dem Besuch der Poetikvorlesungen von Christian Fürchtegott Gellert den Vorzug, dem die Studenten ihre schriftstellerischen Versuche vorlegen konnten. Da Gellert Verse ungern annahm, reichte er Goethes poetische Versuche (unter anderem ein Hochzeitsgedicht auf den Onkel Textor) gleich an seinen Stellvertreter weiter, der davon wenig hielt. Der Maler Adam Friedrich Oeser, bei dem Goethe den Frankfurter Zeichenunterricht fortsetzte, machte ihn mit dem an der Antike orientierten Kunstideal seines Schülers Johann Joachim Winckelmann bekannt. Oeser, Gründungsdirektor der im Jahre 1764 ins Leben gerufenen Leipziger Kunstakademie, förderte Goethes Kunstverständnis und künstlerisches Urteilsvermögen. In einem Dankesbrief aus Frankfurt schrieb Goethe ihm, er habe bei ihm mehr gelernt als in all den Jahren an der Universität. Auf Oesers Empfehlung besuchte er im März 1768 Dresden und die Gemäldegalerie. Goethe schloss mit Oesers Tochter Friederike Elisabeth (1748–1829) im Jahre 1765 eine Freundschaft, die sich auch nach seinen Leipziger Jahren noch eine Weile im Briefwechsel erhielt. Oeser blieb auch selbst mit Goethe bis zu dessen Aufbruch nach Straßburg durch Briefe in engerem Kontakt. Ihre Verbindung hat bis zum Tode von Oeser angehalten.
Beim Kupferstecher Johann Michael Stock im Silbernen Bären erlernte Goethe in seiner Leipziger Studentenzeit die Techniken des Holzschnitts und der Radierung.
Fern dem Elternhaus genoss der 16- und 17-Jährige in Leipzig größere Freiheiten: Er besuchte Theateraufführungen, verbrachte die Abende mit Freunden und unternahm Ausflüge in die Umgebung. In die Leipziger Zeit fiel Goethes „erstes ernsthaftes Liebesverhältnis“. Die Romanze mit der Handwerker- und Gastwirtstochter Käthchen Schönkopf wurde nach zwei Jahren im gegenseitigen Einvernehmen wieder gelöst. Die Gefühlsaufwallungen dieser Jahre beeinflussten Goethes Schreibstil; hatte er zuvor schon Gedichte im regelgerechten Stil des Rokoko verfasst, so wurde ihr Tonfall nun freier und stürmischer. Eine Sammlung von 19 anakreontischen Gedichten, abgeschrieben und illustriert von seinem Freund Ernst Wolfgang Behrisch, ergab das Buch Annette. Eine weitere kleine Gedichtsammlung wurde 1769 unter dem Titel Neue Lieder als erstes von Goethes Werken gedruckt. In ihren jugendlichen Anfängen ist Goethes Dichtung, Nicholas Boyle zufolge, „kompromißlos erotisch“ und befasst sich „ganz direkt mit der machtvollsten Quelle des individuellen Wollens und Fühlens“.
Im Juli 1768 erlitt Goethe einen schweren Blutsturz. Es wurde eine tuberkulöse Erkrankung vermutet. Heute wird eher angenommen, dass es sich um ein blutendes Magengeschwür gehandelt hat, das infolge seines hohen Alkoholkonsums und starker psychischer Belastungen entstanden sein könnte. Goethe wurde vom Leipziger Arzt Georg Christian Reichel (1727–1771) erfolgreich behandelt. Wieder halbwegs reisefähig, kehrte er im August – zur Enttäuschung seines Vaters ohne akademischen Abschluss – ins Frankfurter Elternhaus zurück.

#### Frankfurt und Straßburg (1768–1771)

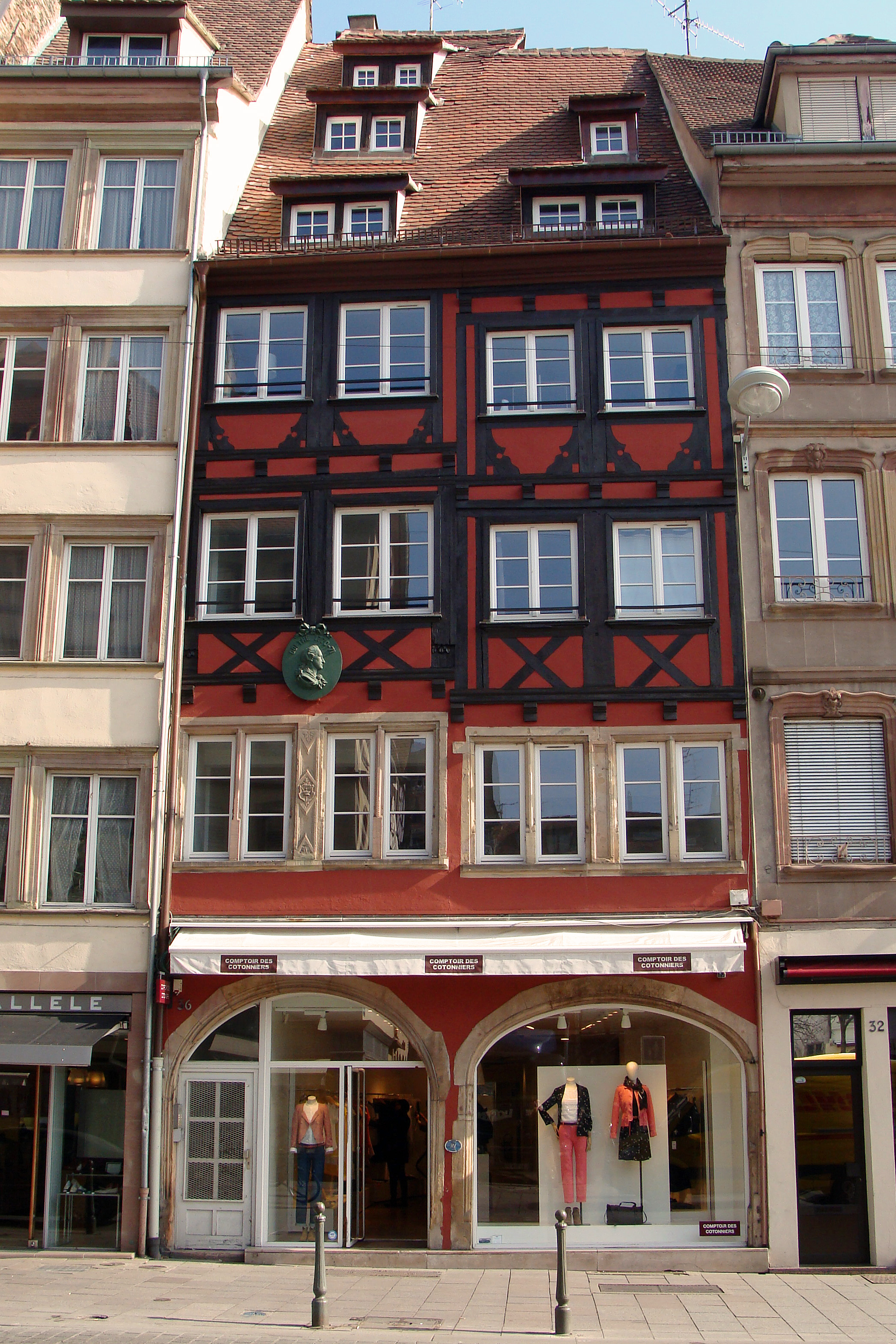
Goethes Wohnhaus in Straßburg, ehemals am Fischmarkt, jetzt Rue du Vieux Marché aux Poissons

Die lebensbedrohliche Erkrankung erforderte eine lange Rekonvaleszenz und machte ihn empfänglich für die Vorstellungen des Pietismus, die eine Freundin der Mutter, die Herrnhuterin Susanne von Klettenberg, ihm nahebrachte. In dieser Zeit näherte er sich als Erwachsener vorübergehend dem Christentum an. Er beschäftigte sich außerdem mit mystischen und alchemistischen Schriften, einer Lektüre, auf die er später im Faust zurückgreifen sollte. Unabhängig davon verfasste er in dieser Zeit sein erstes Lustspiel Die Mitschuldigen.
Im April 1770 setzte Goethe sein Studium an der Universität Straßburg fort. Straßburg war mit 43.000 Einwohnern größer als Frankfurt und war im Zuge der Reunionspolitik 1681 von Frankreich annektiert worden. Der Unterricht an der Universität erfolgte großenteils noch in deutscher Sprache.
Diesmal widmete sich Goethe zielstrebiger den juristischen Studien, fand aber auch Zeit, als Gasthörer 1770/1771 die Vorlesungen über Chemie und Botanik von Jacob Reinbold Spielmann zu besuchen. In Straßburg knüpfte er eine ganze Reihe persönlicher Bekanntschaften. Die wichtigste davon war die mit dem Theologen, Kunst- und Literaturtheoretiker Johann Gottfried Herder. Goethe nennt es das „bedeutendste Ereignis“ der Straßburger Zeit. Der Ältere öffnete ihm bei den fast täglichen Besuchen die Augen für die ursprüngliche Sprachgewalt von Autoren wie Homer, Shakespeare und Ossian sowie der Volkspoesie und gab so entscheidende Impulse für Goethes dichterische Entwicklung. Später sollte er auf Goethes Fürsprache hin in weimarische Dienste berufen werden. Zu seinem Freundes- und Bekanntenkreis, der sich meist beim gemeinsamen Mittagstisch traf, gehörten auch der spätere Augenarzt und pietistisch geprägte Schriftsteller Jung-Stilling und der Theologe und Schriftsteller Jakob Michael Reinhold Lenz. Obwohl von religiös orientierten Freunden umgeben, wandte er sich in Straßburg endgültig vom Pietismus ab.
Sein Studienfreund Friedrich Leopold Weyland führte ihn in die Familie des Pfarrers Brion in Sessenheim ein. Goethe lernte dabei die Pfarrerstochter Friederike Brion (1752–1813) kennen und lieben. Mit dem Abgang von der Straßburger Universität beendete der bindungsscheue junge Goethe die Beziehung, was für Friederike freilich erst durch einen Brief Goethes aus Frankfurt ersichtlich wurde. Wie Nicholas Boyle diese Episode deutet, musste sich Friederike schwerwiegend kompromittiert fühlen, da Goethe durch sein Verhalten ihr gegenüber als ihr Verlobter gelten konnte. Erschüttert und schuldbewusst nahm Goethe die Nachricht über ihren gesundheitlichen Zusammenbruch auf, die er ihrem späteren Antwortbrief entnahm. Friederike blieb bis an ihr Lebensende unverheiratet. Goethes Gedichte an sie wurden später als Sesenheimer Lieder bekannt (u. a. Willkommen und Abschied, Mailied, Heidenröslein). Karl Otto Conrady hält das Etikett „Erlebnislyrik“ hier für falsch. Die äußere Form der Lyrik biete nichts Neues, und auch der sprachliche Ausdruck gehe allenfalls in Nuancen über die gewohnte Gedichtsprache hinaus. Gleichwohl trage das Ich in ihnen individuelle Züge und lehne sich nicht an „vorgegebene Muster schäferlicher Typen“ an, vielmehr erschienen „sprechendes Ich, Geliebte, Liebe und Natur in einer bisher nicht gekannten sprachlichen Intensität“.
Im Sommer 1771 reichte Goethe seine (nicht erhaltene) juristische Dissertation ein, die das Verhältnis zwischen Staat und Kirche zum Thema hatte. Die Straßburger Theologen empfanden sie als skandalös; einer von ihnen bezeichnete Goethe als „wahnsinnigen Religionsverächter“. Der Dekan der Fakultät empfahl Goethe, die Dissertation zurückzuziehen. Die Universität bot ihm jedoch die Möglichkeit, das Lizenziat zu erwerben. Für diesen niedrigeren Abschluss brauchte er nur einige Thesen aufzustellen und zu verteidigen. Grundlage der Disputation am 6. August 1771, die er „cum applausu“ bestand, waren 56 Thesen in lateinischer Sprache unter dem Titel Positiones Juris. In der vorletzten These sprach er die Streitfrage an, ob eine Kindsmörderin der Todesstrafe zu unterwerfen sei. Das Thema griff er später in künstlerischer Form in der Gretchentragödie auf.

### Advokat und Dichter in Frankfurt und Wetzlar (1771–1775)

Goethes Profil im Schattenriss

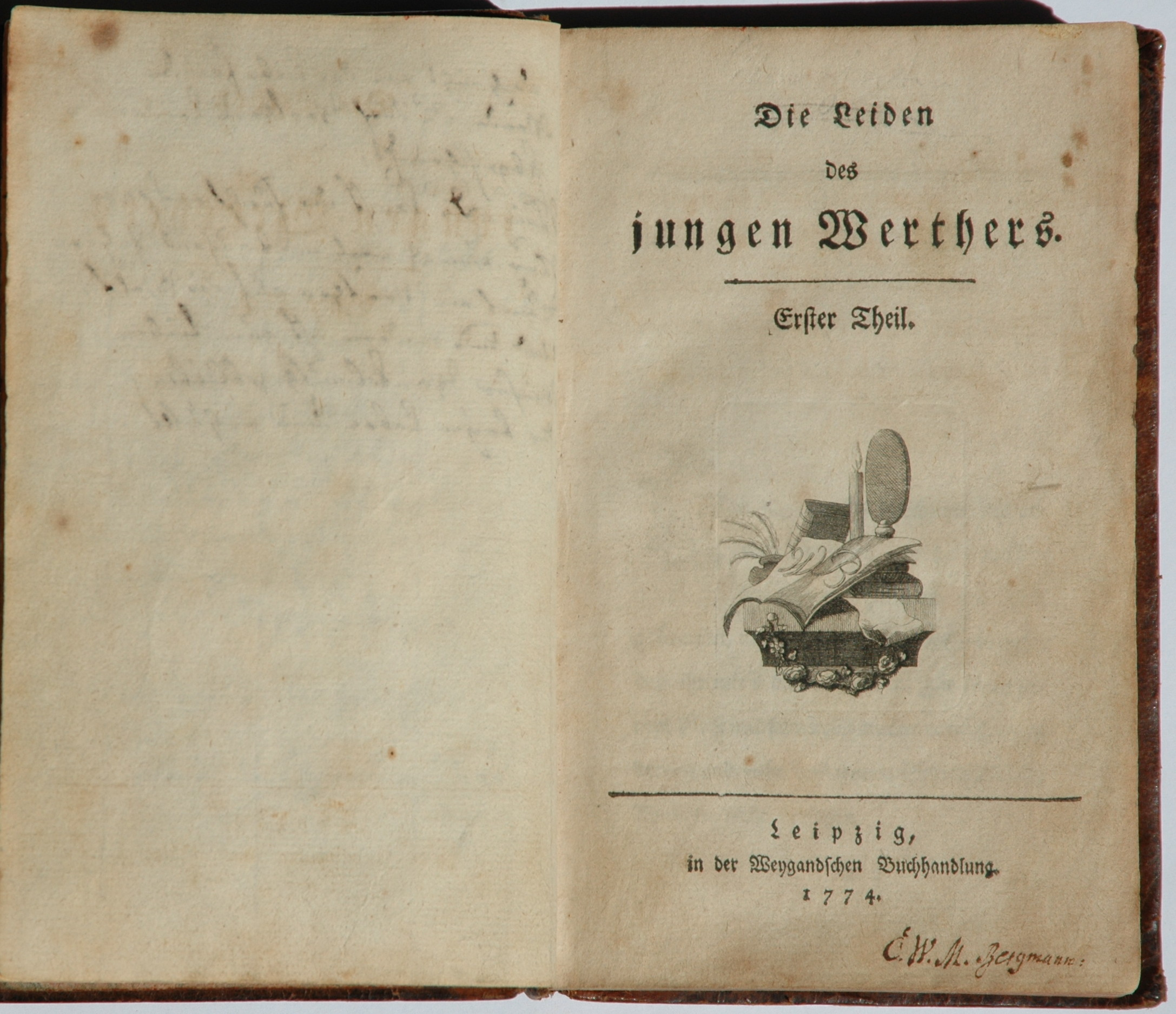
Die Leiden des jungen Werthers, Erstdruck von 1774 (bei einer späteren Überarbeitung entfiel das Genitiv-s)

Zurück in Frankfurt, eröffnete Goethe eine kleine Anwaltskanzlei, die vornehmlich seinem Vater als „bloße Durchgangsstation“ zu höheren Ämtern (etwa Schultheiß wie der Großvater) galt. Die Advokatur betrieb er mit bald nachlassendem Interesse und geringem Arbeitseifer vier Jahre lang bis zur Abreise nach Weimar. Wichtiger als der Anwaltsberuf war Goethe die Dichtung. Ende 1771 brachte er – innerhalb von sechs Wochen – die Geschichte Gottfriedens von Berlichingen mit der eisernen Hand zu Papier. Nach einer Überarbeitung wurde das Drama 1773 als Götz von Berlichingen im Selbstverlag veröffentlicht. Das mit allen überlieferten dramatischen Regeln brechende Werk fand begeisterte Aufnahme und gilt als ein Gründungsdokument des Sturm und Drang. Das der Epoche namengebende Drama Sturm und Drang stammte von Friedrich Maximilian Klinger, der zum Freundeskreis aus Goethes Jugendtagen gehörte.
Im Januar 1772 erlebte Goethe in Frankfurt die „düstere Zeremonie“ der öffentlichen Hinrichtung der Kindsmörderin Susanna Margaretha Brandt durch das Schwert. Sie bildete nach Rüdiger Safranski den persönlichen Hintergrund für die „Gretchen-Tragödie“ im Faust, an dem Goethe Anfang der 1770er Jahre zu arbeiten begonnen hatte. Seine Schwester Cornelia heiratete 1773 den Advokaten Johann Georg Schlosser, Goethes zehn Jahre älteren Freund, der als Anwalt an dem Prozess gegen die Kindsmörderin mitgewirkt hatte. Später, 1783, plädierte Goethe im parallel gelagerten Falle der Kindsmörderin Johanna Höhn auf Nachfrage des Herzogs Carl August von Weimar, der ihre Todesstrafe zu lebenslänglicher Haft umwandeln wollte, mit seiner ausschlaggebenden Stimme im Geheimen Consilium für die Beibehaltung der Todesstrafe, wonach Höhn am 28. November 1783 mit dem Schwert enthauptet wurde.
Häufige Besuche stattete er in diesen Jahren dem Darmstädter Kreis der Empfindsamen um Johann Heinrich Merck ab, wobei er 25 Kilometer lange Wanderungen von Frankfurt nach Darmstadt auf sich nahm. Auf Mercks Urteil legte Goethe großen Wert; in seiner Autobiographie bescheinigte er ihm, dass er „den größten Einfluß“ auf sein Leben gehabt habe. Seiner Einladung folgend, schrieb Goethe Rezensionen für die von Merck und Schlosser geleitete Zeitschrift Frankfurter gelehrte Anzeigen.
Zwischen den beiden Niederschriften des Götz hatte sich Goethe im Mai 1772, wiederum auf Drängen des Vaters, als Praktikant beim Reichskammergericht in Wetzlar eingeschrieben. Sein dortiger Kollege Johann Christian Kestner beschrieb später den damaligen Goethe:

„Er besitzt, was man Genie nennt, und eine ganz außerordentliche Einbildungskraft. Er ist in seinen Affekten heftig. Er hat eine edle Denkungsart. […] Er liebt die Kinder und kann sich mit ihnen sehr beschäftigen. Er ist bizarre und hat in seinem Betragen, seinem Äußerlichen verschiedenes, das ihn unangenehm machen könnte. Aber bei Kindern, bei Frauenzimmern und vielen andern ist er doch wohl angeschrieben. – Er tut, was ihm gefällt, ohne sich darum zu kümmern, ob es anderen gefällt, ob es Mode ist, ob es die Lebensart erlaubt. Aller Zwang ist ihm verhaßt. […] Aus den schönen Wissenschaften und Künsten hat er sein Hauptwerk gemacht oder vielmehr aus allen Wissenschaften, nur nicht denen sogenannten Brotwissenschaften.“

Wieder schenkte Goethe der juristischen Arbeit wenig Aufmerksamkeit. Stattdessen befasste er sich mit den antiken Autoren. Auf einem ländlichen Tanzvergnügen lernte er Kestners Verlobte, Charlotte Buff, kennen, in die er sich verliebte. Goethe wurde regelmäßiger und willkommener Gast im Haus der Familie Buff. Nachdem ihm Charlotte erklärt hatte, dass er auf nichts als ihre Freundschaft hoffen dürfe und Goethe die Hoffnungslosigkeit seiner Lage erkannt hatte, flüchtete er aus Wetzlar. 1774 wurde Goethe Pate von Georg Kestner, dem ältesten Sohn von Johann Christian Kestner und Charlotte.
Anderthalb Jahre später verarbeitete er diese Erfahrung sowie weitere eigene und fremde Erlebnisse in dem Briefroman Die Leiden des jungen Werthers, den er Anfang 1774 innerhalb von nur vier Wochen niederschrieb. Das hochemotionale Werk, das sowohl dem „Sturm und Drang“ wie der gleichzeitigen literarischen Strömung der „Empfindsamkeit“ zugerechnet wird, machte seinen Autor binnen kurzem in ganz Europa berühmt. Goethe selbst erklärte den ungeheuren Erfolg des Buches und das von ihm ausgelöste „Wertherfieber“ später damit, dass es genau die Bedürfnisse der damaligen Zeit getroffen habe. Der Dichter selbst rettete sich mit der schöpferischen Arbeit am Werther aus einer eigenen krisenhaften Lebenssituation: „Ich fühlte mich, wie nach einer Generalbeichte, wieder froh und frei, und zu einem neuen Leben berechtigt.“ Gleichwohl hielt er danach ein herzliches Verhältnis zu Kestner und Lotte durch Briefwechsel aufrecht.
Bei der Rückkehr aus Wetzlar empfing ihn der Vater mit Vorwürfen, weil der Sohn dort keine beruflichen Fortschritte erzielt hatte. Die folgenden Frankfurter Jahre bis zur Abreise nach Weimar zählten zu den produktivsten in Goethes Leben. Außer dem Werther entstanden die großen Hymnen (unter anderem Wandrers Sturmlied, Ganymed, Prometheus und Mahomets Gesang), mehrere Kurzdramen (unter anderem Das Jahrmarktsfest zu Plundersweilern und Götter, Helden und Wieland) sowie die Dramen Clavigo und Stella. Ein Schauspiel für Liebende. Auch griff Goethe in dieser Zeit zum ersten Mal den Fauststoff auf.
Zu Ostern 1775 verlobte Goethe sich mit der Frankfurter Bankierstochter Lili Schönemann. Gegenüber Eckermann äußerte er sich gegen Ende seines Lebens, sie sei die erste gewesen, die er „tief und wahrhaft liebte“. Zum ersten Mal bot ihm Lili, wie Nicholas Boyle schreibt, „die ganz reale Möglichkeit der Ehe“, aber vor einer solchen Bindung schreckte der junge Dichter zurück. Eine Ehe war mit seinen Lebensplänen nicht vereinbar. Als weitere Hemmnisse kamen die unterschiedlichen Milieus und Konfessionen der Eltern hinzu (er war evangelisch, sie Hugenottin). Um Abstand zu gewinnen, folgte er einer Einladung der Brüder Christian und Friedrich Leopold zu Stolberg-Stolberg zu einer mehrmonatigen Reise durch die Schweiz. In Zürich war er bei Lavater, an dessen Physiognomischen Fragmenten Goethe mitwirkte, zu Gast und machte die Bekanntschaft von Barbara Schultheß aus Lavaters Freundeskreis. Daraus entstand eine lebenslange Freundschaft; Goethe nannte sie seine „treueste Leserin“. Sie erhielt in Abständen die fertigen Bücher des entstehenden Wilhelm Meister–Romans, die sie mit Hilfe ihrer Tochter abschrieb. Einer ihrer Abschriften ist es zu verdanken, dass der Nachwelt die 1909 entdeckte und 1910 gedruckte Urfassung des Romans, Wilhelm Meisters theatralische Sendung, überliefert wurde.
Im Oktober 1775 wurde die Verlobung durch Lilis Mutter mit der Erklärung aufgelöst, dass sich eine Heirat wegen der Verschiedenheit der Religionen nicht schicke. Goethe, der unter der Trennung sehr litt, nahm in dieser Situation eine Einladung des 18-jährigen Herzogs Carl August zu einer Reise nach Weimar an.

### Minister in Weimar (ab 1775)

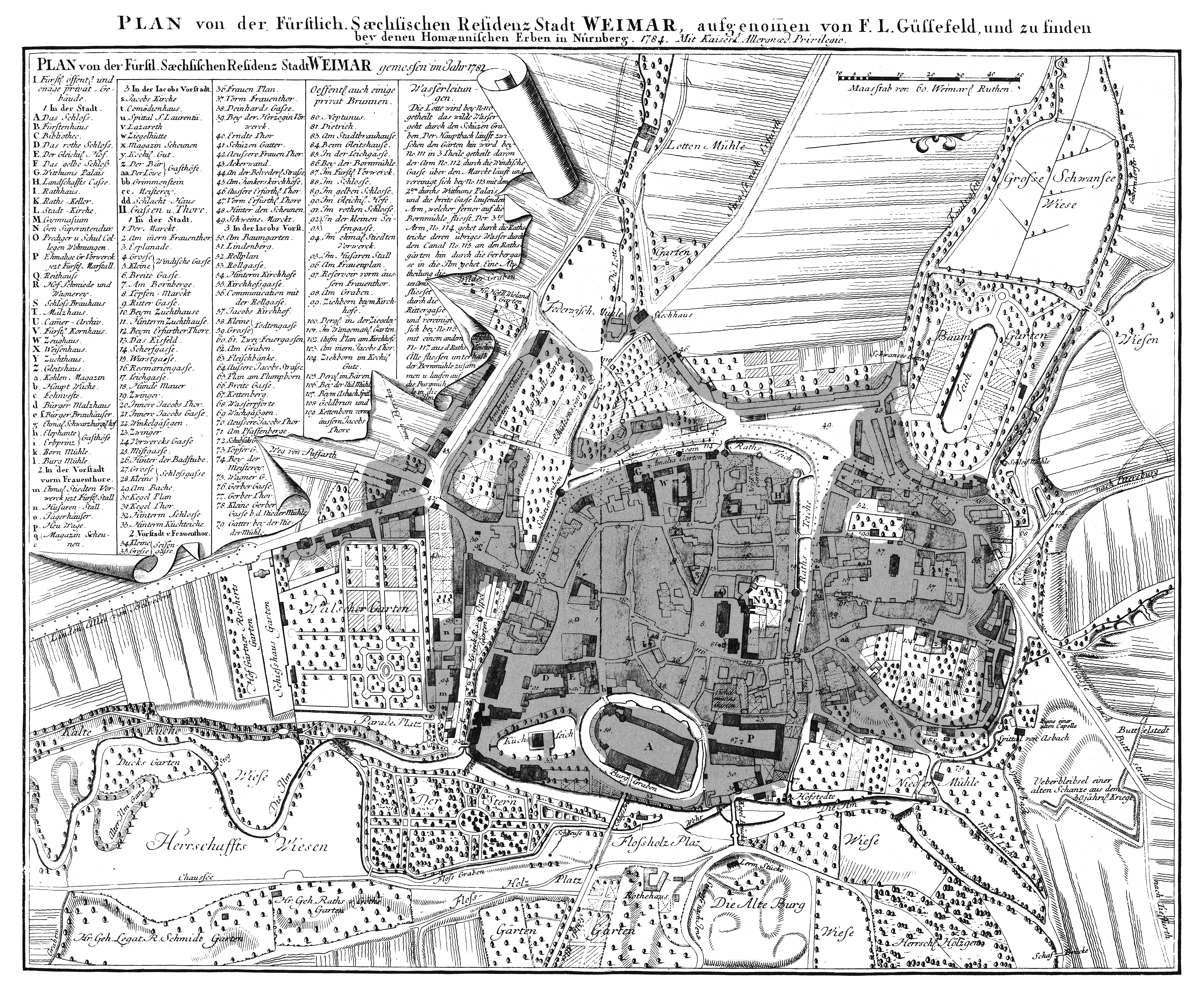
Stadtplan von Weimar (1782 gemessen); unten links ist Goethes Garten eingetragen

Im November 1775 erreichte Goethe Weimar. Die Hauptstadt des Herzogtums Sachsen-Weimar-Eisenach zählte nur rund 6000 Einwohner (das Herzogtum rund 100.000), durch die Anstrengungen der Herzoginmutter Anna Amalia entwickelte es sich dennoch zu einem kulturellen Zentrum. Ihr Hof hatte das renommierte Theaterensemble von Abel Seyler beherbergt, bis ein Brand im Jahr 1774 das Schloss Weimar zerstörte. Zu der Zeit, als Goethe ohne Zweckbestimmung nach Weimar eingeladen wurde, war er bereits ein europaweit berühmter Autor. Er gewann schnell das Vertrauen des acht Jahre jüngeren, im aufgeklärten Geist erzogenen Herzogs Carl August, der seinen Großonkel Friedrich II. wegen seiner Freundschaft mit Voltaire bewunderte. Wie dieser wollte er sich „einen großen Geist zur Seite stellen“. Der Herzog tat alles, um Goethe in Weimar zu halten; er machte ihm großzügige Geschenke, u. a. das Gartenhaus im Park an der Ilm. Als der Herzog ihm vorschlug, bei der Leitung des Staates mitzuwirken, nahm Goethe nach einigem Zögern an. Dabei bestimmte ihn das Bedürfnis nach praktisch-wirksamer Tätigkeit. Einer Freundin aus Frankfurt schrieb er: „Ich werd […] wohl dableiben […]. Wär’s auch nur auf ein paar Jahre, ist doch immer besser als das untätige Leben zu Hause wo ich mit der grössten Lust nichts thun kann. Hier hab ich doch ein paar Herzogthümer vor mir.“

#### Im Staatsdienst

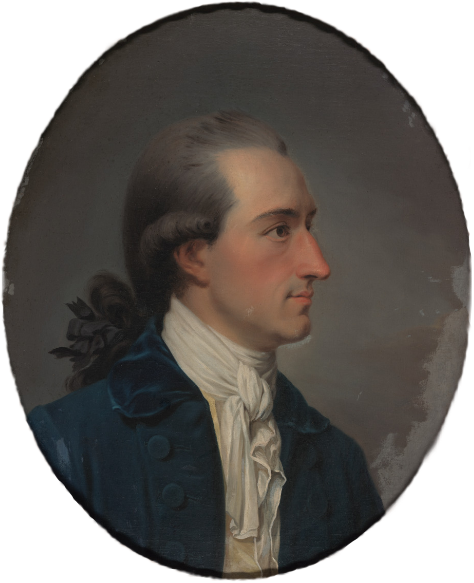
Johann Wolfgang Goethe, Ölgemälde von Georg Oswald May, 1779

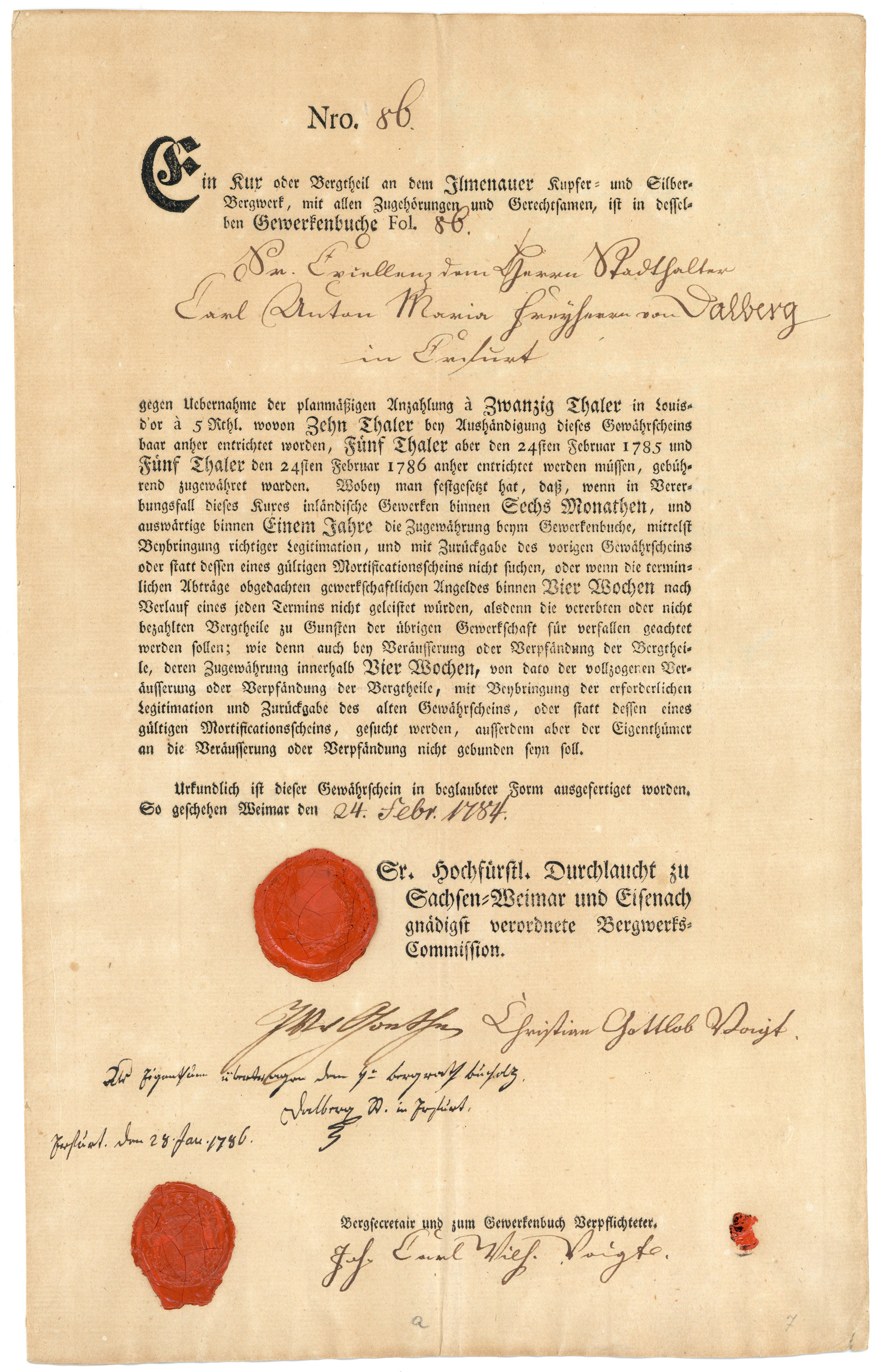
Ein Kux des Ilmenauer Kupfer- und Silber-Bergwerks über 20 „Thaler“, ausgegeben am 24. Februar 1784 in Weimar, im Original unterschrieben von Johann Wolfgang von Goethe, Johann Carl Wilhelm Voigt und Christian Gottlob Voigt. Eingetragen auf Karl Theodor Freiherr von Dalberg, Statthalter in Erfurt

Goethe wurde am 11. Juni 1776 Geheimer Legationsrat und Mitglied des Geheimen Consiliums, des dreiköpfigen Beratergremiums des Herzogs, mit einem Jahresgehalt von 1200 Talern. Nominell gehörte Goethe dem Geheimen Consilium bis zu dessen Auflösung im Jahr 1815 an. Er schrieb am 14. Mai 1780 an Kestner über sein literarisches Schaffen während des Staatsdienstes, dass er seine Schriftstellerei zurückstelle, sich aber „doch erlaube […] nach dem Beispiel des großen Königs, der täglich einige Stunden auf die Flöte wandte, auch manchmal eine Übung in dem Talente, das mir eigen ist.“
Von ehemaligen Freunden aus der Sturm-und-Drang-Periode, wie Lenz und Klinger, die ihn 1776 in Weimar besuchten, sich längere Zeit dort aufhielten und von Goethe finanziell unterstützt wurden, wandte er sich schließlich schroff ab. Lenz ließ er, nach einer bis heute ungeklärten Beleidigung, gar aus dem Herzogtum ausweisen.
Goethes Beamtentätigkeit erstreckte sich ab dem Jahre 1777 auf die Erneuerung des Ilmenauer Bergbaus und ab 1779 auf den Vorsitz zweier ständiger Kommissionen, der Wegebaukommission und der Kriegskommission, mit der Zuständigkeit für die Aushebung der Rekruten für die Weimarer Armee. Sein Hauptanliegen war es, durch Einschränkung der öffentlichen Ausgaben bei gleichzeitiger Förderung der Wirtschaft den hochverschuldeten Staatshaushalt zu sanieren. Dies gelang zumindest teilweise, beispielsweise führte die Halbierung der „Streitkräfte“ zu Einsparungen. Schwierigkeiten und die Erfolglosigkeit seiner Bemühungen im Staatsdienst bei gleichzeitiger Arbeitsüberlastung führten in die Resignation. Goethe notierte 1779 im Tagebuch: „Es weis kein Mensch was ich thue und mit wieviel Feinden ich kämpfe um das wenige hervorzubringen.“ Durch Reisen mit dem Herzog machte sich Goethe mit Land und Leuten vertraut. Seine Tätigkeiten führten ihn unter anderem nach Apolda, dessen Not er beschreibt, wie auch in andere Gebiete des Herzogtums. Zumeist im Rahmen dienstlicher Pflichten unternahm Goethe in seinem ersten Weimarer Jahrzehnt mehrere Reisen über die Landesgrenzen hinaus, darunter im Frühjahr 1778 eine Reise nach Dessau und Berlin, von September 1779 bis Januar 1780 in die Schweiz sowie mehrmals in den Harz (1777, 1783 und 1784). Am 5. September 1779 wurde er zum Geheimen Rat befördert.

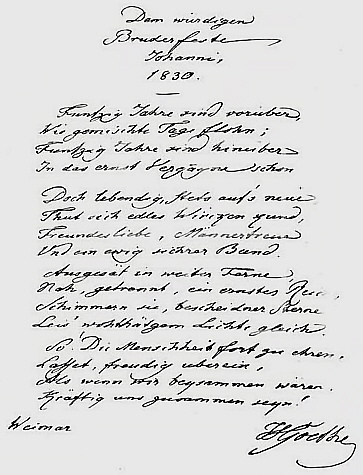
Danksagung von Goethe an die Weimarer Loge „Amalia“ zu seinem 50-jährigen Maurerjubiläum (1830)

Hofrat Johann Joachim Christoph Bode, der nach Weimar gekommen war, weckte Goethes Interesse an der Weimarer Freimaurerloge „Amalia“. Während seiner zweiten Schweizreise unternahm Goethe erste Bemühungen, aufgenommen zu werden; am 23. Juni 1780 trat er der Loge bei. Rasch absolvierte er die üblichen Grade und wurde 1781 zum Gesellen befördert und 1782, zugleich mit Carl August, zum Meister erhoben. Goethe reiste am 7. Oktober 1781 nach Gotha, um Friedrich Melchior Grimm, den deutsch-französischen Autor, Diplomaten und Freund von Denis Diderot und anderen Enzyklopädisten, persönlich zu treffen. Grimm hatte Goethe bereits am 8. Oktober 1777 auf der Wartburg besucht.
Goethes Tätigkeiten in Ilmenau und seine Bekämpfung der Korruption dort veranlassten den Herzog, ihm am 11. Juni 1782 die Aufgabe zu erteilen, sich mit der Direktion der Kammergeschäfte, also der Staatsfinanzen, vertraut zu machen, ohne ihm jedoch die Amtsbezeichnung des am 6. Juni 1782 entlassenen Kammerpräsidenten Johann August Alexander von Kalb zu übertragen. Er sollte an den Sitzungen des Kammerkollegiums teilnehmen und über alle außerordentlichen Geschäftsvorfälle unterrichtet werden. Im selben Jahre wurde er zur Aufsichtsperson der Universität Jena ernannt.

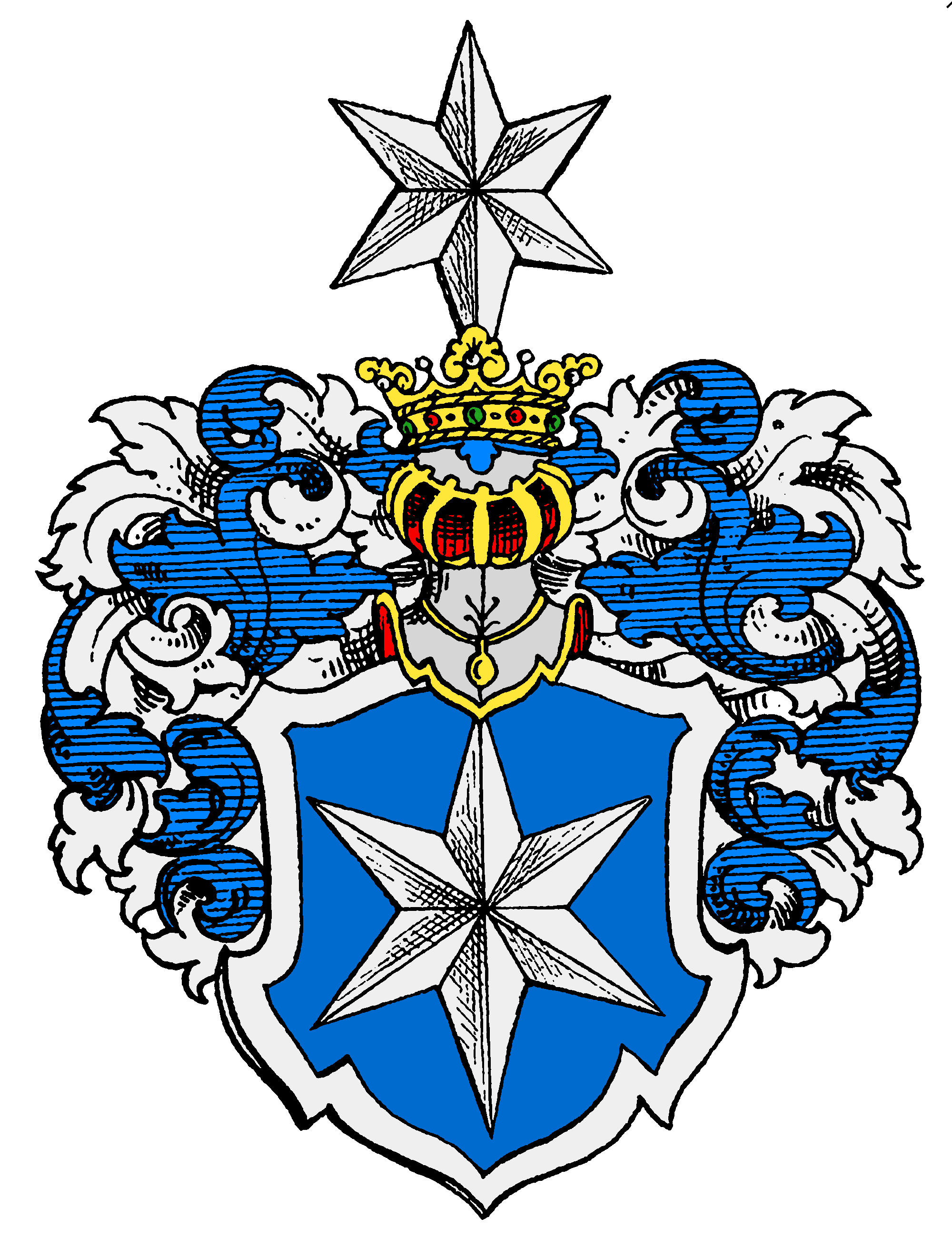
Wappen von Goethe

Auf Antrag des Herzogs erhielt er am 3. Juni 1782 von Kaiser Joseph II. das Adelsdiplom. Die Nobilitierung sollte ihm sein Wirken am Hof und in Staatsgeschäften erleichtern. Später, 1827, meinte Goethe gegenüber Johann Peter Eckermann zu seiner Nobilitierung: „Als man mir das Adelsdiplom gab, glaubten viele, wie ich mich dadurch möchte erhoben fühlen. Allein, unter uns, es war mir nichts, gar nichts! Wir Frankfurter Patrizier hielten uns immer dem Adel gleich, und als ich das Diplom in Händen hielt, hatte ich in meinen Gedanken eben nichts weiter, als was ich längst besessen.“ Damit erhob sich Goethes Selbstwertgefühl allerdings ein wenig über die Realität, denn keiner seiner beiden Großväter besaß von Geburt her das Frankfurter Bürgerrecht, geschweige denn die Zugehörigkeit zum Frankfurter Patriziat; Johann Wolfgang Textor war allerdings bis zum Älteren Bürgermeister aufgestiegen und soll eine Nobilitierung abgelehnt haben.
Die Immediatkommissionen zwischen 1776 und 1783 waren Goethes Hauptinstrument zur Durchsetzung von Reformvorhaben, da das „erstarrte“ Behördensystem dazu nicht in der Lage war. Die Reformbemühungen Goethes wurden in den achtziger Jahren durch die Aristokratie im Herzogtum behindert. Goethes Initiative zur Wiederbelebung des Kupfer- und Silberbergbaus in Ilmenau erwies sich als wenig erfolgreich, weshalb er 1812 schließlich ganz eingestellt wurde.
Mit knapp 33 Jahren hatte Goethe den Gipfel des Erfolgs erklommen. Nach dem Herzog war er der mächtigste Mann in Weimar. Wegen seiner Arbeit für den Herzog wurde er als „Fürstendiener“ und „Despotendichter“ kritisiert.
Goethes Wirken im Consilium wird in der Literatur unterschiedlich beurteilt. Einigen Autoren gilt er als aufklärerischer Reformpolitiker, der sich unter anderem um die Befreiung der Bauern von drückenden Fron- und Abgabenlasten bemühte; andere stellen heraus, dass er in amtlicher Funktion sowohl die Zwangsrekrutierung von Landeskindern für die preußische Armee als auch Maßnahmen zur Einschränkung der Redefreiheit befürwortete. 1783 votierte er für die Hinrichtung der ledigen Mutter Johanna Catharina Höhn, die ihr Neugeborenes aus Verzweiflung getötet hatte – im Gegensatz zu der verständnis- und mitleidsvollen Haltung, die er später in der Gretchentragödie zum Ausdruck brachte.
1784 konnte Goethe die weimarischen, jenaischen und eisenachischen Landstände zur Übernahme der Staatsschulden in Höhe von 130.000 Talern bewegen, indem er ihre jährlichen Bewilligungen für den Militäretat von 63.400 Talern auf 30.000 Taler senkte.
Am 13. September 1804 wurde Goethe schließlich Wirklicher Geheimer Rat mit dem Ehrenprädikat Excellenz.

#### Dichtung und Naturstudium
In seinem ersten Weimarer Jahrzehnt veröffentlichte Goethe außer einigen in Zeitschriften verstreuten Gedichten nichts. Die tägliche Arbeit ließ ihm für ernsthafte dichterische Tätigkeit wenig Zeit, zumal er auch für die Gestaltung von Hoffesten und die Belieferung des höfischen Liebhabertheaters mit Singspielen und Theaterstücken zuständig war. Zu diesen Gelegenheitsproduktionen, die er oft als eine lästige Pflicht ansah, gehört eine Neufassung des Jahrmarktsfests zu Plundersweilern. Von anspruchsvollen Arbeiten dieser Zeit wurde nur eine erste Prosafassung der Iphigenie auf Tauris fertig; begonnen wurden außerdem Egmont, Tasso und Wilhelm Meister. Ferner entstanden einige der bekanntesten Gedichte Goethes; neben den Liebesgedichten für Charlotte von Stein (beispielsweise. Warum gabst du uns die tiefen Blicke) waren dies unter anderem der Erlkönig, Wandrers Nachtlied, Grenzen der Menschheit (1780) und Das Göttliche.
Um 1780 begann Goethe, sich systematisch mit naturwissenschaftlichen Fragen auseinanderzusetzen. Er führte dies später auf seine amtliche Beschäftigung mit Fragen des Berg- und Ackerbaus, der Holzwirtschaft usw. zurück. Sein Hauptinteresse galt zunächst der Geologie und der Mineralogie, der Botanik und der Osteologie. Auf diesem Gebiet gelang ihm 1784 die vermeintliche Entdeckung (weil kaum bekannt, in Wirklichkeit nur eine Selbstentdeckung) des Zwischenkieferknochens beim Menschen. Im gleichen Jahr schrieb er seinen Aufsatz Über den Granit und plante ein Buch mit dem Titel Roman der Erde.

#### Beziehung zu Charlotte von Stein

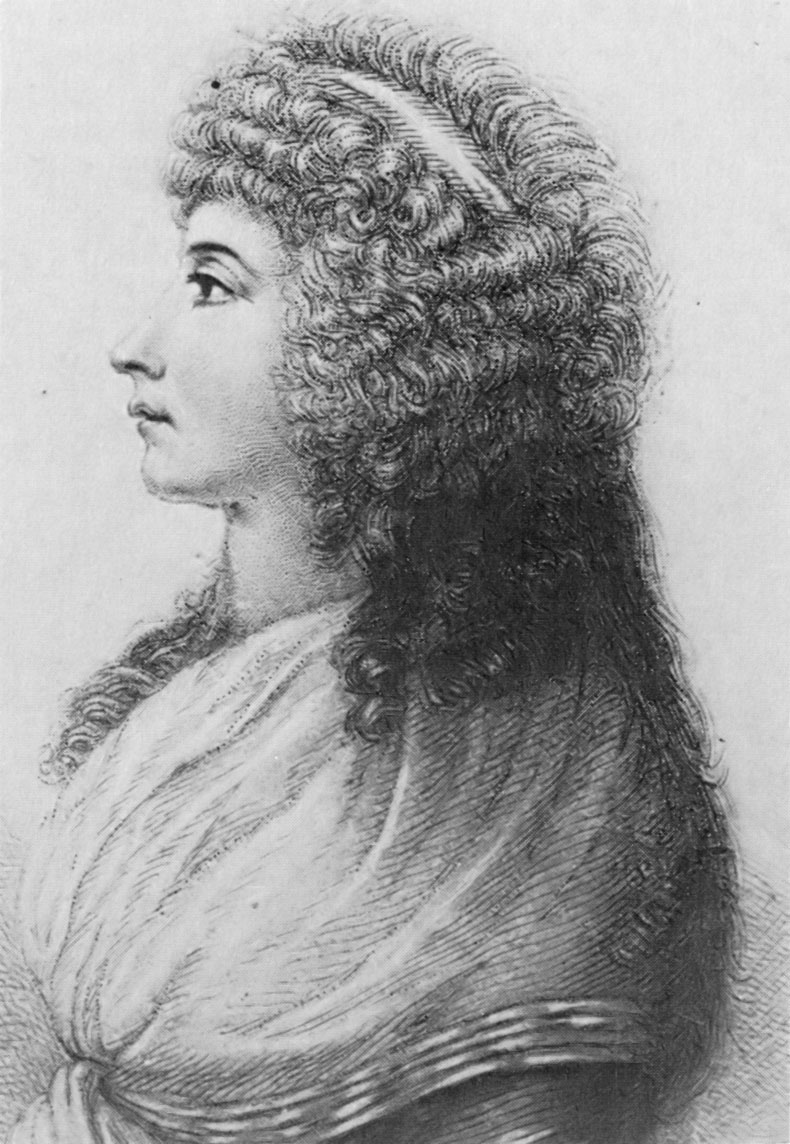
Charlotte von Stein

Die wichtigste und prägendste Beziehung Goethes während dieses Weimarer Jahrzehnts galt der Hofdame Charlotte von Stein (1742–1827). Die sieben Jahre Ältere war mit dem Hof-Oberstallmeister Gottlob Ernst Josias Friedrich von Stein (1735–1793) verheiratet, der wiederum sieben Jahre älter war als sie. Sie hatte sieben Kinder mit ihm, von denen noch drei lebten, als Goethe sie kennenlernte. Es sind 1770 Briefe, Billette, „Zettelgen“ und zahlreiche Gedichte Goethes an Frau von Stein erhalten. Darin wird deutlich, dass sie den Dichter als „Erzieherin“ förderte – Frau von Steins Briefe an ihn sind nicht erhalten. Sie brachte ihm höfische Umgangsformen bei, besänftigte seine innere Unruhe und stärkte seine Selbstdisziplin. Die Frage, ob es sich auch um ein sexuelles Verhältnis oder um eine reine „Seelenfreundschaft“ handelte, lässt sich nicht mit Sicherheit beantworten. Die Mehrzahl der Autoren geht davon aus, dass Charlotte von Stein sich dem körperlichen Verlangen des Geliebten verweigerte. In einem Brief aus Rom schrieb er, dass der „Gedanke, dich nicht zu besitzen mich […] aufreibt und aufzehrt“.
Häufig wird die These des Psychoanalytikers Kurt Eissler vertreten, wonach Goethe seinen ersten Geschlechtsverkehr als 39-Jähriger in Rom hatte. Auch sein Biograph Nicholas Boyle sieht in der römischen Episode mit „Faustina“ den ersten sexuellen Kontakt, der dokumentarisch belegt ist.
Goethes heimliche Abreise nach Italien 1786 erschütterte das Verhältnis, und nach der Rückkehr kam es zum endgültigen Bruch wegen der von Goethe aufgenommenen festen Liebesbeziehung mit Christiane Vulpius, seiner späteren Ehefrau, die ihm die tief verletzte Frau von Stein nicht verzieh. Sie, deren ganzes Leben und Selbstverständnis auf der Verleugnung der Sinnlichkeit gründete, sah in der Verbindung einen Treuebruch Goethes. Sie forderte ihre Briefe an ihn zurück. Christiane nannte sie nur „das Kreatürchen“ und meinte, Goethe habe zwei Naturen, eine sinnliche und eine geistige. Erst im Alter fanden beide erneut zu einer freundschaftlichen Beziehung, ohne dass sich der herzliche Umgang von einst wiederherstellte. Goethes kleiner Sohn August, der manche Botengänge zwischen dem Goetheschen und dem von Steinschen Haus erledigte und den Charlotte ins Herz geschlossen hatte, gab den Anstoß für eine stockende Wiederaufnahme ihres Briefwechsels ab 1794, der allerdings fortan per „Sie“ geführt wurde.

### Reise nach Italien (1786–1788)

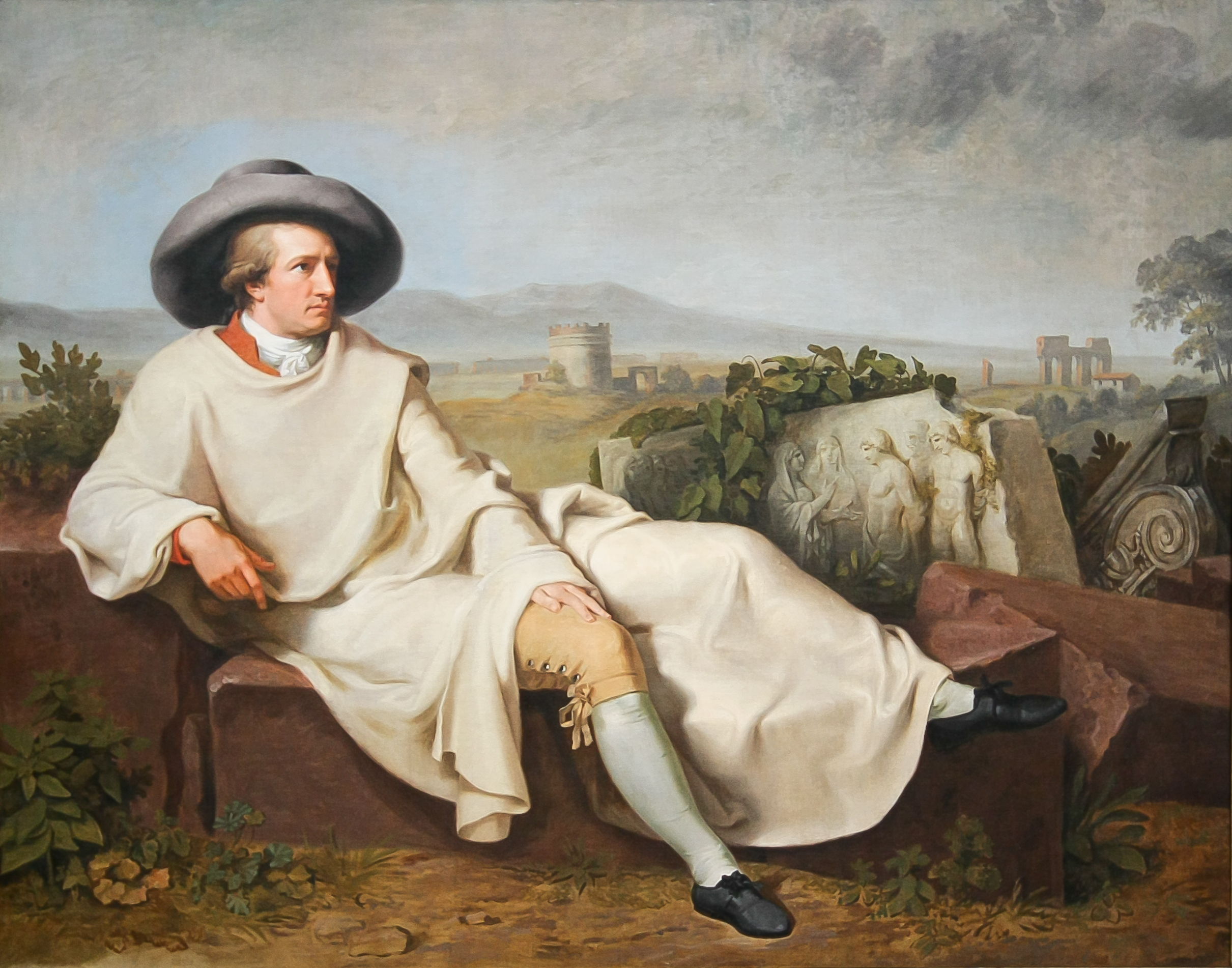
Goethe in der Campagna von Johann Heinrich Wilhelm Tischbein, 1787

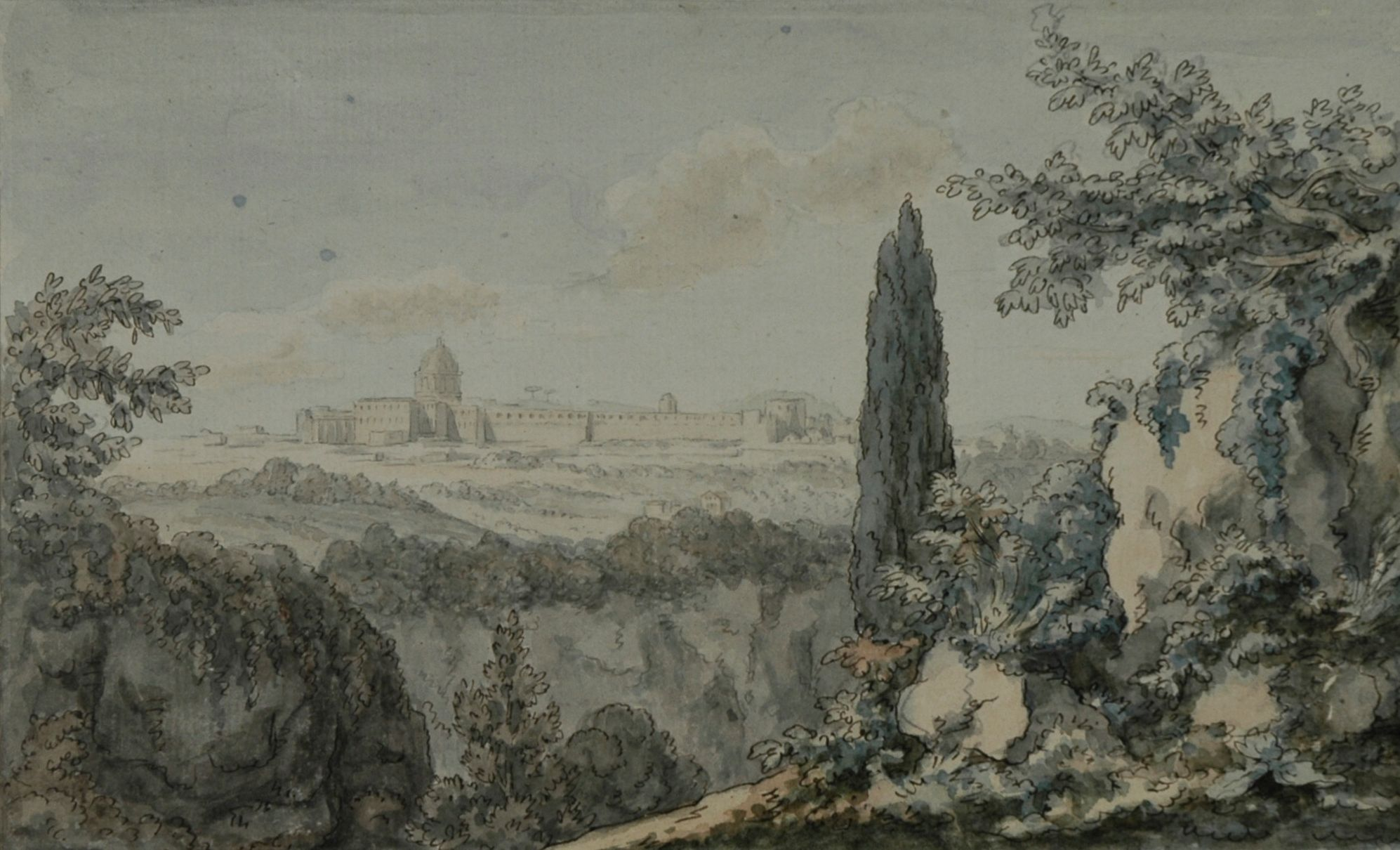
Blick auf den Petersdom vom Arco Oscuro nahe der Villa Giulia aus, Aquarell von Johann Wolfgang von Goethe, Sommer 1787

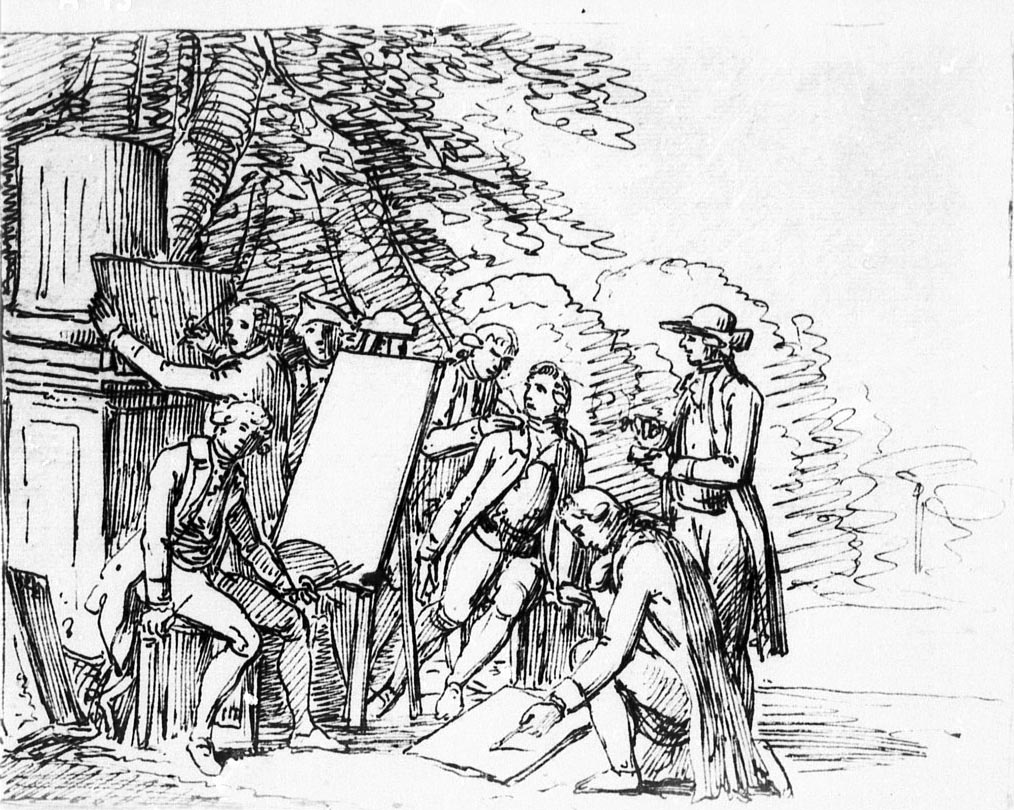
Johann Wolfgang von Goethe in seinem italienischen Freundeskreis, Federzeichnung von Friedrich Bury, um 1787

Mitte der 1780er Jahre, auf dem Gipfel seiner Amtskarriere, geriet Goethe in eine Krise. Seine amtlichen Tätigkeiten blieben ohne Erfolgserlebnisse, die Belastungen seiner Ämter und die Zwänge des Hoflebens wurden ihm lästig, die Beziehung zu Charlotte von Stein gestaltete sich zunehmend unbefriedigend. Als ihm der Verleger Göschen 1786 das Angebot einer Gesamtausgabe machte, wurde ihm schockartig klar, dass von ihm in den letzten zehn Jahren nichts Neues erschienen war. Im Blick auf seine dichterischen Fragmente (Faust, Egmont, Wilhelm Meister, Tasso) verstärkten sich die Selbstzweifel an seiner Doppelexistenz als Künstler und Amtsmensch. Im Schauspiel Torquato Tasso fand Goethe den adäquaten Stoff, um seine widersprüchliche Existenz am Hofe zu gestalten. Er legte sie in zwei Figuren auseinander, Tasso und Antonio, zwischen denen es keine Versöhnung gibt. Während er dem poetischen Ausgleich misstraute, versuchte er noch in der Realität beide Aspekte im Gleichgewicht zu halten.
Aber nach der ernüchternden Erfahrung seiner dichterischen Stagnation im ersten Weimarer Jahrzehnt entzog er sich dem Hof durch eine für seine Umgebung unerwartete Bildungsreise nach Italien. Am 3. September 1786 brach er ohne Abschied von einer Kur in Karlsbad auf. Nur sein Sekretär und vertrauter Diener Philipp Seidel war eingeweiht. Den Herzog hatte er nach dem letzten persönlichen Zusammensein in Karlsbad schriftlich um unbefristeten Urlaub gebeten. Am Vortag seiner Abreise kündigte er ihm seine bevorstehende Abwesenheit an, ohne sein Reiseziel zu verraten. Die geheime Abreise mit unbekanntem Ziel war wohl Teil einer Strategie, die es Goethe ermöglichen sollte, seine Ämter niederzulegen, das Gehalt jedoch weiter zu beziehen. Der europaweit berühmte Autor des Werther reiste inkognito unter dem Namen Johann Philipp Möller, um sich ungezwungen in der Öffentlichkeit bewegen zu können.
Nach Zwischenaufenthalten in Verona, Vicenza und Venedig erreichte Goethe im November Rom. Dort hielt er sich zunächst bis Februar 1787 auf (erster Romaufenthalt). Nach einer viermonatigen Reise nach Neapel und Sizilien kehrte er im Juni 1787 nach Rom zurück, wo er bis Ende April 1788 verweilte (zweiter Romaufenthalt). Auf der Rückreise machte er Zwischenstationen u. a. in Siena, Florenz, Parma und Mailand. Zwei Monate später, am 18. Juni 1788, war er wieder in Weimar.
In Rom wohnte Goethe bei dem deutschen Maler Wilhelm Tischbein, der das wohl bekannteste Porträt des Dichters (Goethe in der Campagna) malte. In regem Austausch stand er auch mit anderen Mitgliedern der deutschen Künstlerkolonie in Rom, darunter Angelika Kauffmann, die ihn ebenfalls porträtierte, mit Jakob Philipp Hackert, Friedrich Bury, und mit dem Schweizer Maler Johann Heinrich Meyer, der ihm später nach Weimar folgen und dort unter anderem sein künstlerischer Berater werden sollte. In freundschaftlicher Verbindung stand er auch mit dem Schriftsteller Karl Philipp Moritz; im Gespräch mit ihm bildeten sich die kunsttheoretischen Anschauungen aus, die für Goethes „klassische“ Auffassung von der Kunst grundlegend werden sollten und von Moritz in seiner Schrift Über die bildende Nachahmung des Schönen niedergelegt wurden.
Goethe lernte in Italien die Bau- und Kunstwerke der Antike und der Renaissance kennen und bewundern; seine besondere Verehrung galt Raffael und dem Architekten Andrea Palladio. An dessen Bauten hatte er in Vicenza mit Begeisterung wahrgenommen, dass sie die Formen der Antike zu neuem Leben erweckten. Unter Anleitung seiner Künstlerfreunde übte er sich mit großem Ehrgeiz im Zeichnen; etwa 850 Zeichnungen Goethes sind aus der italienischen Zeit erhalten. Er erkannte aber auch, dass er nicht zum bildenden Künstler, sondern zum Dichter geboren sei. Intensiv beschäftigte er sich mit der Fertigstellung literarischer Arbeiten: Er brachte die bereits in Prosa vorliegende Iphigenie in Versform, vollendete den zwölf Jahre zuvor begonnenen Egmont und schrieb weiter am Tasso. Daneben beschäftigte er sich mit botanischen Studien. Vor allem aber „lebte“ er: „Im Schutze des Inkognitos (den deutschen Freunden war seine wahre Identität jedoch bekannt) konnte er sich in einfachen Gesellschaftsschichten bewegen, seiner Freude an Spielen und Späßen freien Lauf lassen und erotische Erfahrungen machen.“
Die Reise wurde für Goethe zu einem einschneidenden Erlebnis; er selbst sprach in Briefen nach Hause wiederholt von einer „Wiedergeburt“, einer „neuen Jugend“, die er in Italien erfahren habe. Er habe sich selbst als Künstler wiedergefunden, schrieb er dem Herzog. Über seine zukünftige Tätigkeit in Weimar ließ er ihn wissen, er wolle von den bisherigen Pflichten befreit werden und das tun, „was niemand als ich tun kann und das übrige anderen auftragen“. Der Herzog gewährte Goethe die erbetene Verlängerung seines bezahlten Urlaubs, so dass er bis Ostern 1788 in Rom bleiben konnte. Ein Ergebnis seiner Reise war, dass er nach seiner Rückkehr nach Weimar die dichterische von der politischen Existenz trennte. Basierend auf seinen Tagebüchern verfasste er zwischen 1813 und 1817 die Italienische Reise.

### Zeit der Weimarer Klassik (ab 1789)

#### Beziehung zu Christiane Vulpius (1788–1816)

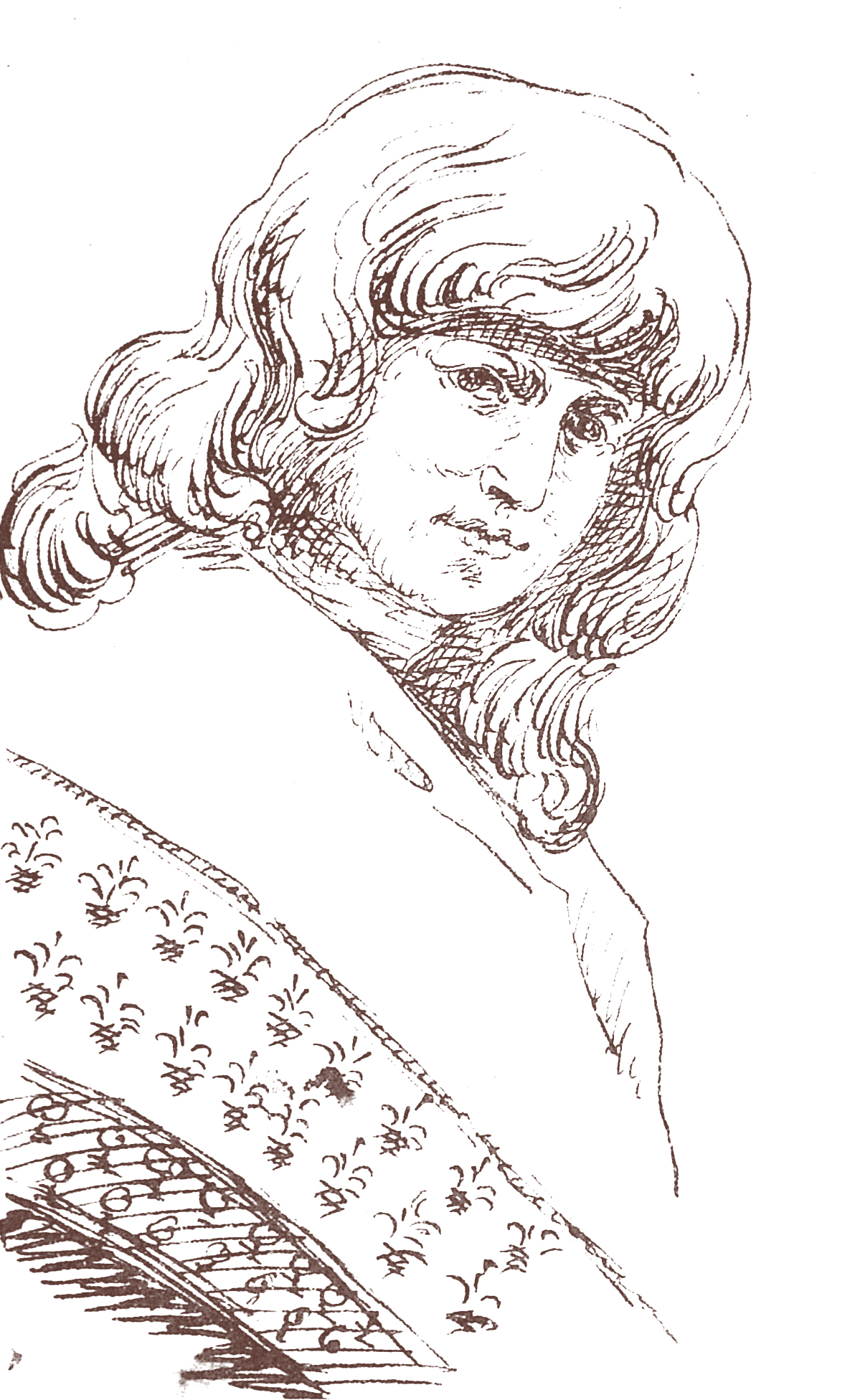
Christiane Vulpius, Zeichnung von Johann Wolfgang von Goethe

Wenige Wochen nach seiner Rückkehr machte Goethe am 12. Juli 1788 Bekanntschaft mit der 23-jährigen Putzmacherin Christiane Vulpius, die ihm gegenüber als Bittstellerin für ihren nach dem Jurastudium in Not geratenen Bruder Christian August Vulpius auftrat. Sie wurde seine Geliebte und bald darauf seine Lebensgefährtin. Goethes Mutter nannte sie den „Bettschatz“. Nicht nur aus den erotischen Anspielungen in den Römischen Elegien, die Goethe zu jener Zeit verfasste und in denen die Gestalt seiner römischen Geliebten Faustina mit der Christianes verschmolz, folgert Sigrid Damm, dass die beiden „ein sinnesfrohes, in der Liebe mit Phantasie begabtes Paar“ gewesen seien. Als Christiane hochschwanger war, wollte Goethe sie im Haus am Frauenplan aufnehmen, aber auf Wunsch des Herzogs und mit Rücksicht auf die Weimarer Gesellschaft bezog er mit ihr eine Wohnung vor den Toren der Stadt. Am 25. Dezember 1789 gebar sie den Sohn August Walter. Anlässlich der Taufe bekannte sich Goethe zwar nicht formal zu seiner Vaterschaft, doch wurde das Kind nicht als unehelich geführt. Ein Junge wurde 1791 tot geboren. Drei weitere gemeinsame Kinder überlebten die Geburt nur wenige Tage. 1792 stimmte der Herzog dem Umzug ins Haus am Frauenplan zu, welches Goethe mit Christiane mietfrei bewohnen konnte, bevor es 1794 durch eine Schenkung des Herzogs, aus Dankbarkeit für die Begleitung auf den Feldzügen 1792 und 1793, in Goethes Besitz überging.
Wenig bekannt ist über Goethes „flüchtige, sentimentale Bindung an eine adelige Dame“, die 21-jährige Henriette von Lüttwitz, die er nach der Geburt Augusts auf seiner Schlesienreise 1790 in Breslau kennengelernt und der er einen Heiratsantrag gemacht hatte, den ihr adeliger Vater ablehnte.
Der wenig gebildeten, aus einer in finanzielle Not geratenen Familie stammenden Christiane blieb der Zugang zur Weimarer Gesellschaft, in der Goethe sich bewegte, verschlossen. Sie galt dort als ordinär und vergnügungssüchtig; erschwerend kam die Illegitimität des „unstandesgemäßen Verhältnisses“ hinzu. Goethe schätzte ihr natürliches, fröhliches Wesen und hielt an der Verbindung mit seinem „kleinen Eroticon“ bis an Christianes Lebensende 1816 fest. Erst 1806 erleichterte er ihre gesellschaftliche Stellung durch die Heirat, die ihr den Weg in die gute Gesellschaft bahnte. Zur Heirat hatte sich Goethe kurzfristig entschlossen, nachdem ihn Christiane durch ihr beherztes Eingreifen aus Lebensgefahr gerettet hatte, als er am Abend der Schlacht bei Jena in seinem Haus in Weimar von plündernden französischen Soldaten bedroht wurde. Nur fünf Tage danach wurde die Ehe geschlossen. Als Gravur für die Ringe wählte Goethe das Datum der Schlacht und seiner Rettung in der Schreckensnacht: 14. Oktober 1806.

#### Metamorphose der Pflanzen und Römische Elegien
In den Jahren nach seiner Italienreise beschäftigte Goethe sich vor allem mit der Naturforschung. In seinem Verhältnis zur Natur unterschied er nur zwei Zeitperioden: das Jahrzehnt vor 1780, das vor allem in den Straßburger Jahren stark vom Naturerlebnis geprägt war, und die folgenden fünfzig Jahre systematischen Naturstudiums in Weimar. Dabei fand er zeitweise in Alexander von Humboldt einen ebenbürtigen wissenschaftlichen Partner, mit dem er sich auf langen Spaziergängen in Jena über ihre naturwissenschaftlichen Forschungen austauschen konnte und mit dem er im Frühjahr 1797 gemeinsame naturwissenschaftliche Experimente durchführte. In einem späteren Brief an Wilhelm von Humboldt nannte er die Begegnung mit ihm als einen von seinen „lichtesten Lebenspuncten“.
1790 hatte Goethe seinen Versuch die Metamorphose der Pflanzen zu erklären veröffentlicht, eine zu Goethes Lebzeiten mit wenig Interesse aufgenommene 86-seitige Monographie, die ihn zu einem Mitbegründer der vergleichenden Morphologie machte. Mit dem 1798 geschriebenen großen Lehrgedicht Die Metamorphose der Pflanzen gelang ihm die Verbindung von Poesie und Naturforschung. Das im Versmaß des elegischen Distichons verfasste Naturgedicht ist an eine „Geliebte“ (Christiane Vulpius) gerichtet und präsentiert seine morphologische Lehre in konzentrierter Form. In den 1790er Jahren begann er auch mit seinen Untersuchungen zur Farbenlehre, welche ihn bis ans Lebensende beschäftigen sollte.
Zu den Werken der frühen 1790er Jahre gehören die bald nach seiner Rückkehr entstandenen Römischen Elegien, eine Sammlung freizügig erotischer Gedichte. In den Formen antiker Dichtung verarbeitete Goethe nicht nur die Erinnerung an kulturelle und amouröse Rom-Erlebnisse seiner ersten Italienreise, sondern auch seine sinnlich-glückliche Liebe zu Christiane Vulpius. Zwanzig der vierundzwanzig Gedichte erschienen 1795 in Schillers Horen. Die Weimarer Gesellschaft nahm Anstoß an Goethes Erotica, obwohl er vier der freizügigsten Gedichte zurückbehalten hatte.

#### Amtliche Aufgaben, Feldzüge und Politik
Nach seiner Rückkehr aus Italien hatte Goethe sich vom Herzog von den meisten seiner amtlichen Pflichten entbinden lassen. Den Sitz im Consilium und damit die Möglichkeit politischer Einflussnahme behielt er jedoch bei. Als „Minister ohne Portefeuille“ übernahm er eine Reihe von kulturellen und wissenschaftlichen Aufgaben, darunter die Leitung der Zeichenschule und die Aufsicht über das öffentliche Bauwesen. Zudem wurde er mit der Leitung des Weimarer Hoftheaters betraut – einer Aufgabe, die viel Zeit in Anspruch nahm, da er für sämtliche Belange zuständig war. Daneben war Goethe in Angelegenheiten der zum Herzogtum gehörenden Universität Jena beratend tätig. Seiner Fürsprache ist die Berufung einer Reihe namhafter Professoren zu verdanken, darunter Johann Gottlieb Fichte, Georg Wilhelm Friedrich Hegel, Friedrich Wilhelm Joseph Schelling und Friedrich Schiller. Nachdem ihm 1807 die Aufsicht über die Universität übertragen worden war, setzte sich Goethe vor allem für den Ausbau der naturwissenschaftlichen Fakultät ein. Zudem hatte Goethe wesentlichen Anteil an der Gründung der Jenaer „Thierarzneyschule“ 1816.
Nach Abschluss der achtbändigen Göschen-Werkausgabe zu seinem 40. Geburtstag plante Goethe, erneut nach Italien zu reisen. 1790 verbrachte er mehrere Monate in Venedig, wo er die Herzoginmutter auf ihrer Rückreise von einer zweijährigen Italienreise erwartete. Er begleitete sie zurück nach Weimar, mit Aufenthalten in Padua, Vicenza, Verona und Mantua. Allerdings stellte sich die Hochstimmung der ersten Italienreise nicht wieder ein. Produkt dieser zweiten (unfreiwilligen) Italienreise sind die Venetianischen Epigramme, eine Sammlung von Spottgedichten auf die europäischen Zustände und Beschreibung eigenen Erlebens und Gefühle, die „die ästhetisch-moralische Toleranzgrenze der Zeit überschritten“. Im vierten Epigramm fühlt er sich von den Gastwirten „geprellt“ und vermisst „deutsche Redlichkeit“, klagt: „Schön ist das Land; doch ach! Faustinen find' ich nicht wieder.“ Stattdessen sehnte er sich zurück nach Christiane, seinem „Liebchen“, das er verließ. Im einhundertsten (100g) schrieb er „Knaben liebt ich wohl auch, doch lieber sind mir die Mädchen, Hab ich als Mädchen sie satt, dient sie als Knabe mir noch.“
1789 wurde das europäische Herrschafts- und Staatensystem durch die Französische Revolution erschüttert und in Frage gestellt. Die meisten von Goethes intellektuellen Zeitgenossen (z. B. Wieland, Herder, Hölderlin, Hegel, Georg Forster, Beethoven) begeisterten sich für die Freiheits- und Brüderlichkeitsideale, die von ihr ausgingen, etwa durch die Verkündigung der Menschenrechte. Klopstock feierte in seiner Ode Kennet euch selbst die Revolution als „des Jahrhunderts edelste Tat“. Goethe stand der Revolution von vornherein ablehnend gegenüber; für ihn war sie „das schrecklichste aller Ereignisse“ und stellte auch seine Weimarer Existenz als „Fürstendiener“ in Frage. Er war ein Befürworter allmählicher Reformen im Sinne der Aufklärung und fühlte sich insbesondere durch die Gewaltexzesse im Gefolge der Revolution abgestoßen; andererseits sah er deren Ursache in den sozialen Verhältnissen des Ancien Régime. Rückblickend sagte er später im Gespräch mit Eckermann, „daß die revolutionären Aufstände der unteren Klassen eine Folge der Ungerechtigkeiten der Großen sind“. Gleichzeitig verwahrte er sich dagegen, weil er Revolutionen hasste, als ein „Freund des Bestehenden“ angesehen zu werden: „Das ist […] ein sehr zweideutiger Titel, den ich mir verbitten möchte. Wenn das Bestehende alles vortrefflich, gut und gerecht wäre, so hätte ich gar nichts dawider. Da aber neben vielem Guten zugleich viel Schlechtes, Ungerechtes und Unvollkommenes besteht, so heißt ein Freund des Bestehenden oft nicht viel weniger als ein Freund des Veralteten und Schlechten.“
1792 begleitete Goethe den Herzog auf dessen Wunsch in den ersten Koalitionskrieg gegen das revolutionäre Frankreich. Drei Monate lang erlebte er als Beobachter das Elend und die Gewalttaten dieses Krieges, der mit einem französischen Sieg endete. Seine Erfahrungen legte er in der autobiografischen Schrift Campagne in Frankreich nieder. Nach kurzem Aufenthalt in Weimar zog er mit dem Herzog erneut an die Front. Im Sommer 1793 begleitete er ihn, um an der Belagerung von Mainz teilzunehmen. Das von den Franzosen besetzte und von deutschen Jakobinern regierte Mainz wurde durch die preußisch-österreichischen Koalitionstruppen nach dreimonatiger Belagerung und Bombardierung zurückerobert.
1796 trat das Herzogtum dem preußisch-französischen Sonderfrieden von Basel bei. Die nun folgende zehnjährige Friedenszeit ermöglichte mitten im vom Kriegsgeschehen erschütterten Europa die Blüte der Weimarer Klassik.

#### Dichterische Verarbeitung der Revolution
Im Rückblick notierte Goethe, dass die Französische Revolution, als „das schrecklichste aller Ereignisse“, ihn viele Jahre grenzenlosen Bemühens gekostet habe, „dieses in seinen Ursachen und Folgen dichterisch zu gewältigen“. Rüdiger Safranski zufolge erlebte Goethe die Revolution als ein Elementarereignis wie einen Vulkanausbruch des Sozialen und Politischen, und nicht zufällig habe er sich in den Monaten nach der Revolution mit dem Naturphänomen des Vulkanismus beschäftigt.
Unter dem Eindruck der Revolution entstand eine Reihe satirischer, antirevolutionärer, aber auch antiabsolutistischer Komödien: Der Groß-Cophta (1791), Der Bürgergeneral (1793) und das Fragment Die Aufgeregten (1793). Der Einakter Der Bürgergeneral war Goethes erstes Stück, das sich mit den Folgen der Revolution beschäftigte. Obwohl es zu seinen erfolgreichsten Stücken zählte – auf der Weimarer Bühne wurde es häufiger als Iphigenie und Tasso gespielt –, wollte er das später nicht mehr wahrhaben. Er nahm es auch nicht in die vom Berliner Verleger Johann Friedrich Unger von 1792 bis 1800 in unregelmäßigem Abstand veröffentlichte siebenbändige Ausgabe seiner Neuen Schriften auf. Auch der Reineke Fuchs, das 1792/93 in Hexametern verfasste Tierepos aus dem späten Mittelalter, welches die Grausamkeiten, Falschheit und Bosheit der Menschen im Tierreich widerspiegelt, verweist auf die Goethe’schen Erfahrungen jener Jahre. Noch im Heerlager vor Mainz 1793 feilte er das Epos nach und nach durch.
Das revolutionäre Zeitgeschehen bildete auch den Hintergrund der von Goethe 1795 verfassten Unterhaltungen deutscher Ausgewanderter und des Versepos Hermann und Dorothea (1797). Die Unterhaltungen sind eine Novellensammlung, in der die Revolution nur in der Rahmenhandlung thematisiert wird. Um den politischen Tagesstreit zu vergessen, erzählen sich adelige Flüchtlinge, die vor den französischen Revolutionstruppen von ihren linksrheinischen Gütern ins Rechtsrheinische geflohen sind, Geschichten in der Tradition romanischer Novellestik (Giovanni Boccaccio). Diese Erzähldichtung leitete den ersten Band von Schillers Zeitschrift Die Horen ein. Direkt mit den Folgen der Revolution befasste sich Hermann und Dorothea; in diesem Epos kleidete Goethe die Schilderung des Schicksals der linksrheinischen Deutschen in das Gewand des klassischen Hexameters. Das Werk erreichte neben Schillers Glocke eine „beispiellose Popularität“.

#### Leiter des Weimarer Theaters (1776–1817)
Goethe war 1776 die Leitung des Liebhabertheaters am Weimarer Hof übertragen worden, zu einer Zeit, als die Höfe französisches Drama und italienische Oper bevorzugten. Als Schauspieler agierten am Weimarer Theater adlige und bürgerliche Laien, Angehörige des Hofes einschließlich des Herzogs Carl August und Goethes. Die Spielstätten wechselten. Die auf Goethes Vorschlag für Weimar engagierte Sängerin und Schauspielerin Corona Schröter aus Leipzig war zunächst die einzige ausgebildete Schauspielerin. Sie wurde die erste Darstellerin der Iphigenie in der Erstaufführung der Prosafassung von Goethes Iphigenie auf Tauris 1779, in der Goethe den Orest und Carl August den Pylades spielte. 1779 wurde auch erstmals unter Goethes Leitung eine Schauspielergesellschaft unter Vertrag genommen.
Nachdem 1791 Herzog Carl August die Gründung des Weimarer Hoftheaters beschlossen hatte, übernahm Goethe dessen Direktion. Eröffnet wurde das Hoftheater am 7. Mai 1791 mit Ifflands Schauspiel Die Jäger. Goethes Wunsch, den talentreichen Schauspieler und Dramatiker Iffland an das Weimarer Theater zu binden, zerschlug sich, da dieser die attraktivere Stelle als Direktor des Berliner Nationaltheaters vorzog. Im Verlauf seiner 26-jährigen Direktion machte Goethe das Weimarer Hoftheater zu einer der führenden deutschen Bühnen, auf der nicht nur viele seiner eigenen Dramen, sondern auch die späteren Dramen von Schiller (wie die Wallensteintrilogie, Maria Stuart, Die Braut von Messina und Wilhelm Tell) zur Erstaufführung kamen. Auch Goethes Egmont bearbeitete Schiller für die Weimarer Bühne.
Der Herzog hatte Goethe freie Hand in seiner Theaterleitung gelassen, die er freilich mit einem ziemlich patriarchalischen Umgang mit den Schauspielern und Schauspielerinnen ausübte. Als sich die 1797 verpflichtete, voll ausgebildete und selbstbewusste Schauspielerin und Sängerin Karoline Jagemann Goethes autoritärem Führungsstil widersetzte, zog er sich 1817 vom Theater zurück. Ein Grund war, dass diese Künstlerin nicht nur die unbestrittene Primadonna war, die Weimars Bühne zum Leuchten brachte, sondern auch die offizielle Mätresse des Herzogs, dessen Unterstützung sie im Streit mit Goethe fand.

#### Im Bund mit Schiller (1789–1805)

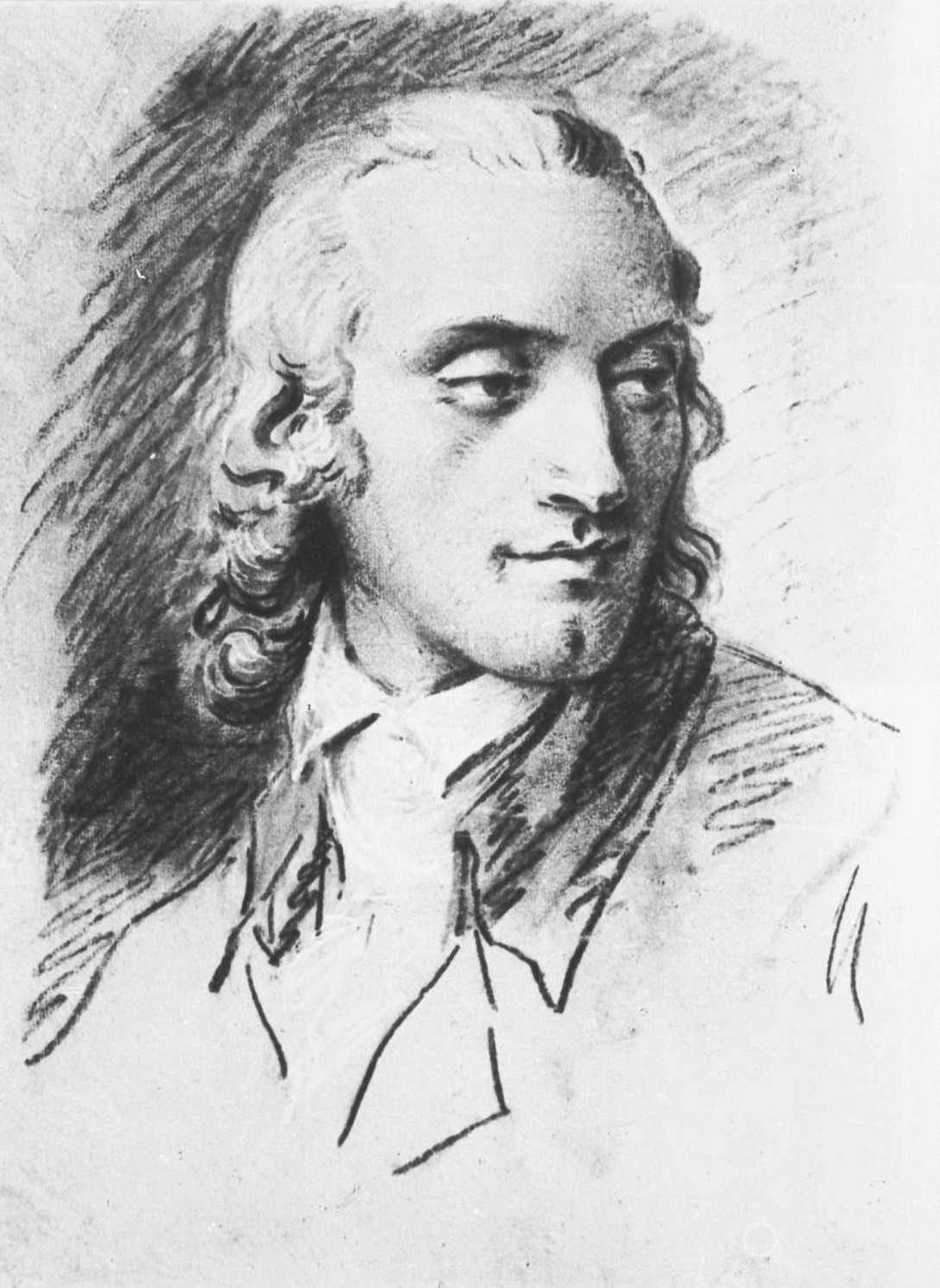
Friedrich von Schiller, Zeichnung von Friedrich Georg Weitsch, 1804

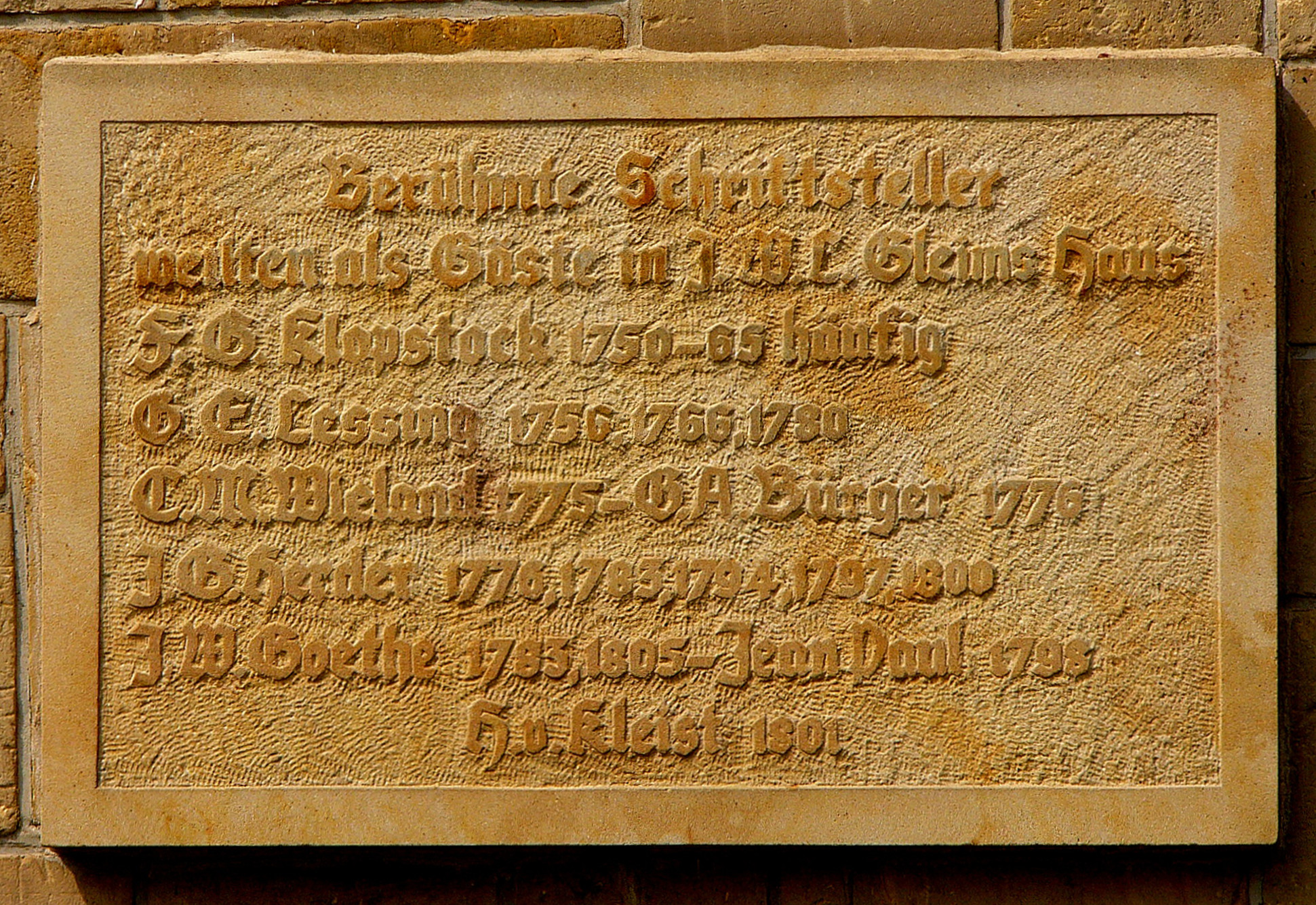
Zweimal weilte Johann Wolfgang von Goethe im Gleimhaus zu Halberstadt

Bevor Goethe mit Schiller erstmals im Herbst 1788 im thüringischen Rudolstadt persönlich zusammentraf, waren sich beide nicht fremd geblieben. Sie kannten jeweils die frühen Werke des anderen. Bereits als Schüler der Karlsschule hatte Schiller mit Begeisterung Goethes Götz und Werther gelesen und den von ihm Bewunderten bei der Abschlussfeier seines Jahrgangs 1780 als Besucher gemeinsam mit dem Weimarer Herzog neben Karl Eugen stehen sehen. Goethe, der Schillers Räuber mit ihrer Gewalttätigkeit ablehnte, hatte nach seiner Rückkehr aus Italien mit Erstaunen Schillers gewachsenen Ruhm wahrgenommen, später auch die Gedankenlyrik Schillers und seine historischen Schriften schätzen gelernt. Schillers Urteile und Gefühle gegenüber Goethe waren zunächst schnell wechselnd und darauf angelegt, sogleich wieder revidiert zu werden. Mehrfach nennt er Goethe einen „gefühlskalten Egoisten“. Safranski spricht von einer „Haß-Liebe“ und zitiert aus einem Brief Schillers an Körner: „Mir ist er […] verhaßt, ob ich gleich seinen Geist von ganzem Herzen liebe“. Für die Befreiung von Ressentiment und Rivalität hat Schiller später die „wunderbare Formel“ (Rüdiger Safranski) gefunden: „daß es, dem Vortrefflichen gegenüber keine Freyheit gibt als die Liebe“ (Brief an Goethe vom 2. Juli 1796).
Die erste persönliche Begegnung in Rudolstadt, arrangiert von Charlotte von Lengefeld, der späteren Ehefrau Schillers, verlief relativ emotionslos. In einem Bericht an Körner zweifelte Schiller „ob wir einander je sehr nahe rücken werden“. Nach dieser „misslungenen Begegnung“ hatte Goethe Schillers Berufung auf eine Jenaer Professur betrieben, die dieser aber zunächst unbesoldet antrat.
Seit 1789 als Geschichtsprofessor im nahen Jena lebend, hatte Schiller Goethe im Juni 1794 gebeten, dem Herausgeberkreis einer von ihm geplanten Zeitschrift für Kultur und Kunst, Horen, beizutreten. Nach Goethes Zusage trafen sich die beiden im Juli des gleichen Jahres in Jena, für Goethe „ein glückliches Ereignis“ und der Beginn der Freundschaft mit Schiller. Im September 1794 lud er Schiller zu einem längeren Besuch in Weimar ein, der sich auf zwei Wochen ausdehnte und einem intensiven Ideenaustausch zwischen ihnen diente. Diesem Treffen schlossen sich häufige wechselseitige Besuche an. Wegen Schiller blieb Goethe oft mehrere Wochen in Jena. Er wohnte dann im weitgehend ungenutzten Stadtschloss, dem ehemaligen Sitz der Herrscher des Herzogtums, wo er seine eigenen Zimmer hatte.
Die beiden Dichter stimmten in der Ablehnung der Revolution ebenso überein wie in der Hinwendung zur Antike als höchstem künstlerischen Ideal; dies war der Beginn eines intensiven Arbeitsbündnisses, aus dem zwar alles Persönlichere ausgeklammert war, das jedoch geprägt war von tiefem Verständnis für das Wesen und die Arbeitsweise des anderen.
In der gemeinsamen Erörterung ästhetischer Grundsatzfragen entwickelten beide eine Literatur- und Kunstauffassung, die als „Weimarer Klassik“ zur literarhistorischen Epochenbezeichnung werden sollte. Goethe, dessen literarisches Schaffen, ebenso wie dasjenige Schillers, zuvor ins Stocken gekommen war, betonte die anregende Wirkung der Zusammenarbeit mit dem zehn Jahre Jüngeren: „Sie haben mir eine zweite Jugend verschafft und mich wieder zum Dichter gemacht, welches zu sein ich so gut als aufgehört hatte.“
Im ersten Jahrgang der Horen erschienen die Römischen Elegien erstmals unter dem Titel Elegien und ohne Angabe des Verfassers. Darüber empörten sich offensichtlich „alle ehrbaren Frauen“ Weimars. Herder veranlasste die Veröffentlichung zu dem ironischen Vorschlag, die Horen müssten nun mit einem „u“ geschrieben werden. In den Horen veröffentlichte Schiller 1795/96 in drei Folgen sein Traktat Über naive und sentimentalische Dichtung, eine poetische Typologie, die wesentlich zu ihrer beider Selbstverständnis beitrug: Goethe der „naive“, Schiller der „sentimentalische“ Dichter.
Beide Dichter nahmen lebhaften theoretischen und praktischen Anteil an den Werken des anderen. So beeinflusste Goethe Schillers Wallenstein, während dieser die Arbeit an Goethes Roman Wilhelm Meisters Lehrjahre kritisch begleitete und ihn zur Fortführung des Faust ermunterte. Goethe hatte Schiller gebeten, ihm bei der Fertigstellung des Wilhelm Meister-Romans behilflich zu sein, und Schiller enttäuschte ihn nicht. Er kommentierte die ihm zugesandten Manuskripte und war höchst erstaunt, dass Goethe nicht genau wusste, wie der Roman enden sollte. An Goethe schrieb er, er rechne es „zu dem schönsten Glück meines Daseins, dass ich die Vollendung dieses Produkts erlebte“. Für Nicholas Boyle bildete der Briefwechsel über den Wilhelm Meister in den Jahren 1795/96 den Höhepunkt in der geistigen Beziehung zwischen Goethe und Schiller.
Sie betrieben auch gemeinsame publizistische Projekte. Zwar beteiligte sich Schiller kaum an Goethes kurzlebiger Kunstzeitschrift Propyläen; dieser jedoch veröffentlichte zahlreiche Werke in den Horen und dem ebenfalls von Schiller herausgegebenen Musen-Almanach. Der Musen-Almanach für das Jahr 1797 brachte eine Sammlung gemeinschaftlich verfasster Spottverse, die Xenien. Im Musen-Almanach des Folgejahres erschienen die berühmtesten Balladen beider Autoren, wie Goethes Der Zauberlehrling, Der Schatzgräber, Die Braut von Korinth, Der Gott und die Bajadere sowie Schillers Der Taucher, Die Kraniche des Ibykus, Der Ring des Polykrates, Der Handschuh und Ritter Toggenburg.
Im Dezember 1799 zog Schiller mit seiner vierköpfigen Familie nach Weimar um, zunächst in eine Mietwohnung, die zuvor Charlotte von Kalb bewohnt hatte; 1802 erwarb er ein eigenes Haus auf der Esplanade. In Weimar bildeten sich Parteien, die zum Vergleich der beiden „Dioskuren“ herausforderten. So versuchte der erfolgreiche Theaterautor August von Kotzebue, der sich in Weimar niedergelassen hatte, mit einer prunkvollen Feier zu Ehren Schillers einen Keil zwischen die beiden zu treiben. Trotz einiger zeitweiliger Irritationen zwischen ihnen blieb ihre Freundschaft bis zum Tode Schillers jedoch intakt.
Die Nachricht von Schillers Tod am 9. Mai 1805 stürzte Goethe in einen Zustand der Betäubung. Er blieb der Beerdigung fern. An den befreundeten Musiker Carl Friedrich Zelter schrieb er, er habe einen Freund und mit ihm „die Hälfte meines Daseins“ verloren. Der Tod Schillers markierte für Rüdiger Safranski eine Zäsur in Goethes Leben, einen „Abschied von jenem goldenen Zeitalter, als für eine kurze Zeit die Kunst nicht nur zu den schönsten, sondern zu den wichtigsten Dingen des Lebens gehörte“. Mit ihm endete Dieter Borchmeyer zufolge die prägende Periode der Weimarer Klassik.

### Der späte Goethe (1805–1832)

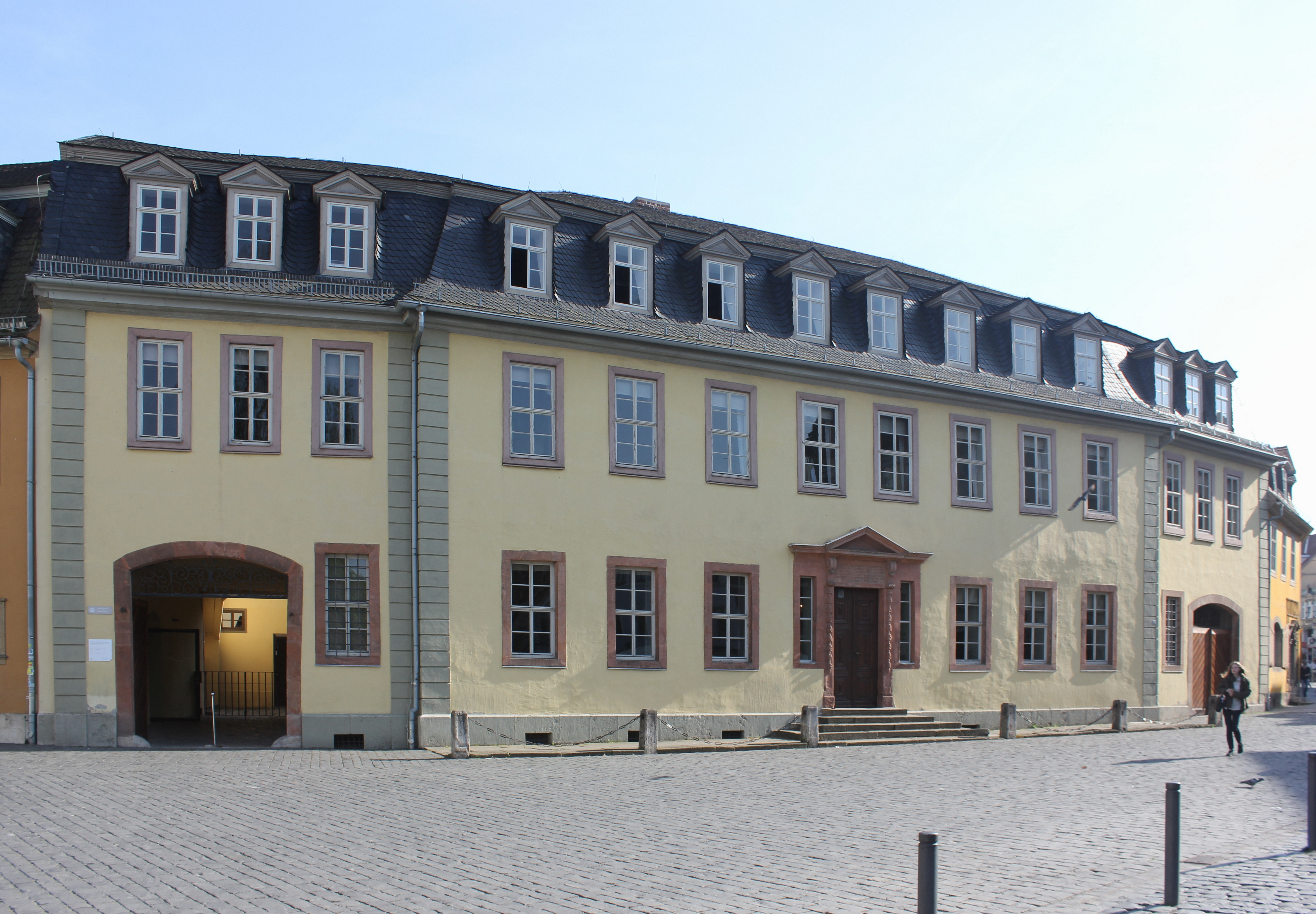
Goethes Wohnhaus in Weimar

Den Tod Schillers im Jahr 1805 empfand Goethe als einschneidenden Verlust. Um diese Zeit litt er zudem an verschiedenen Krankheiten (Gesichtsrose oder Gesichtserysipel 1801, Nierenkoliken, Herzattacken). Beunruhigend empfand er auch die politische Lage mit dem sich abzeichnenden Krieg mit Napoleon Bonaparte. Im Geiste sah Goethe sich mit seinem Herzog bereits bettelnd und asylsuchend durch Deutschland ziehen. Seine letzten Jahrzehnte waren gleichwohl von erheblicher Produktivität und starken Liebeserlebnissen geprägt. Als Sekretär wurde ihm Friedrich Riemer (seit 1805 Erzieher seines Sohnes) bald unentbehrlich.

#### Späte Werke und Farbenlehre

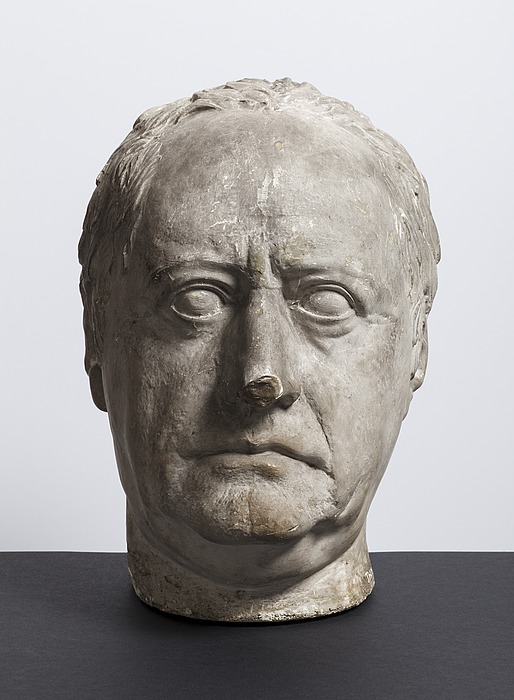
Goethes Lebendmaske, von Carl Gottlieb Weisser 1807 gegossen, ausgestellt in Thorvaldsens Museum

Als unmittelbare Nachwirkung von Schillers Tod wertet Safranski, dass Goethe die Arbeit am Faust wiederaufnahm; hinzu kam der äußere Druck vonseiten des Verlegers Cotta. Die neue achtbändige Gesamtausgabe von 1808 sollte die erste vollständige Fassung des ersten Teils des Faust enthalten.
Die Eheschließung mit Christiane hinderte Goethe nicht, bereits 1807 eine amouröse Neigung zu Minna Herzlieb, der achtzehnjährigen Pflegetochter des Buchhändlers Frommann in Jena, zu zeigen. Von einer „kleinen Verliebtheit“, die Goethe als „Ersatz“ für den „schmerzlich empfundenen Verlust Schillers“ erklärte, spricht Safranski. Ein Nachklang der inneren Erlebnisse dieser Zeit findet sich in seinem letzten Roman, Die Wahlverwandtschaften (1809). Charakteristisch für Goethe ist, wie er in diesem Werk Poesie und Naturforschung verknüpft. In der zeitgenössischen Chemie gebrauchte man den Begriff der „Wahlverwandtschaft“ der Elemente, den Goethe übernahm, um die „Naturhaftigkeit durch Vernunft nicht endgültig beherrschbarer Anziehungskräfte“ zwischen zwei Paaren zu thematisieren.
1810 veröffentlichte Goethe die aufwendig ausgestattete Farbenlehre in zwei Bänden und einem Band mit Bildtafeln. Mit ihr hatte er sich seit annähernd zwanzig Jahren befasst. Safranski zufolge dienten die immer wieder aufgenommenen Farbenstudien (in Form von Versuchen, Beobachtungen, Überlegungen und Literaturstudien) Goethe, um vor äußeren Turbulenzen und innerer Unruhe zu flüchten; so hatte er auch während des Feldzuges in Frankreich und bei der Belagerung von Mainz seine einschlägigen Beobachtungen notiert. Die Resonanz auf die Veröffentlichung war gering und erfüllte Goethe mit Unmut. Zwar bezeugten Freunde Respekt, doch die wissenschaftliche Welt nahm sie kaum zur Kenntnis. Die literarische Welt nahm sie als überflüssige Abschweifung in einer Zeit heftiger politischer Umwälzungen auf.
Im Januar 1811 begann Goethe mit der Abfassung einer großen Autobiographie, die später den Titel Aus meinem Leben. Dichtung und Wahrheit erhielt. Dabei war ihm Bettina Brentano behilflich, die Aufzeichnungen über Erzählungen seiner Mutter über Goethes Kindheit und Jugend besaß. Bettina besuchte Goethe 1811 in Weimar. Nach einem Streit zwischen ihr und Christiane brach Goethe mit ihr. Die ersten drei Teile der Autobiographie erschienen zwischen 1811 und 1814. Der vierte Teil erschien erst nach seinem Tod 1833. Die ursprüngliche Konzeption war eine als Metamorphose stilisierte Bildungsgeschichte des Dichters mit der Betonung der „Naturhaftigkeit der ästhetischen und dichterischen Fähigkeiten und Anlagen“. Eine Krise während der Arbeit am dritten Teil ließ sie ihm als unangemessen erscheinen. An ihre Stelle setzte er das Dämonische als „Chiffre […] des übermächtig gewordenen Natur- wie Geschichtszusammenhangs“.
Um 1828 schrieb Goethe als Fragment Der Zauberflöte zweyter Theil, das von Karl Goepfart, einem Schüler von Franz Liszt zum 100. Todestag von Wolfgang Amadeus Mozart als Oper zur Aufführung gebracht wurde. Die Oper mit dem Namen „Sarastro“ wurde vom Textdichter Gottfried Stommel textlich bearbeitet und erweitert. Welche Passagen im Original oder verändert von Stommel übernommen wurden, ist auf der Herausgeber-Webseite sichtbar gemacht.

#### Begegnungen mit Napoleon und Beethoven

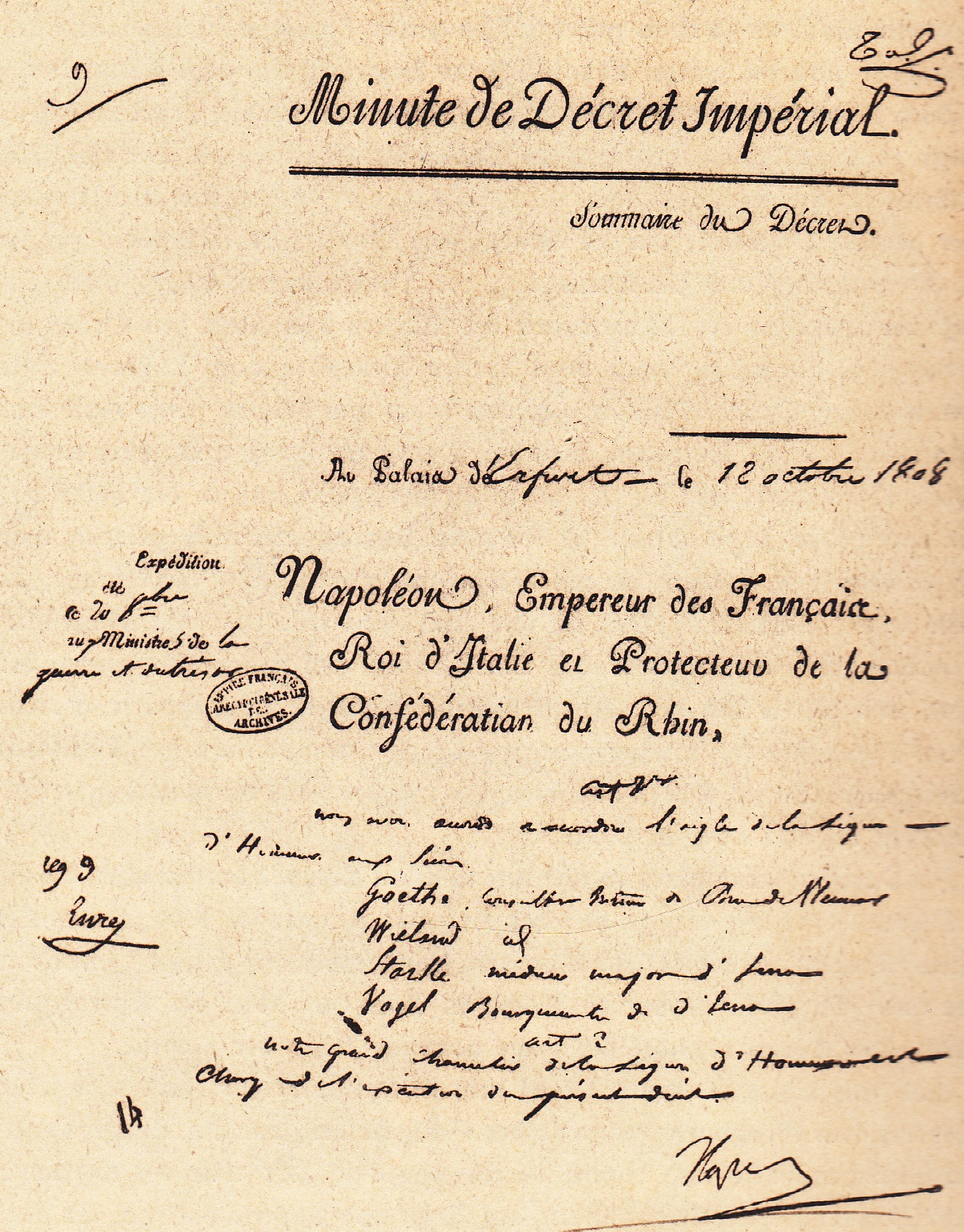
Dekret Napoleons vom 12. Oktober 1808 über die Ernennung zum Ritter der Ehrenlegion für Goethe, Wieland, Goethes Arzt Stark und den Juristen Vogel

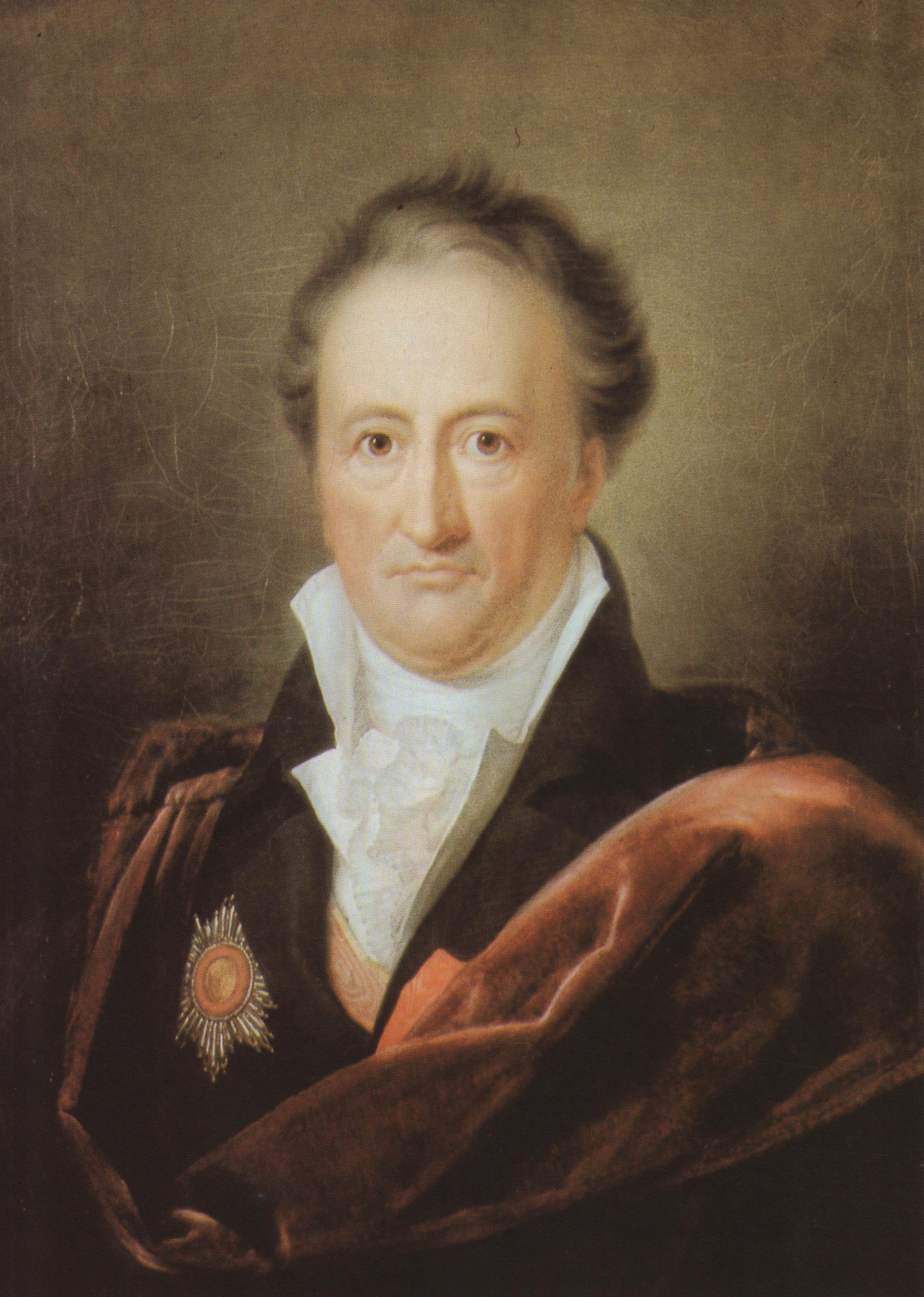
Johann Wolfgang von Goethe, Ölgemälde von Gerhard von Kügelgen, 1810. Das repräsentative Gemälde zeigt den Dichter mit dem Schulterband der französischen Ehrenlegion und dem Stern des russischen Ordens der Heiligen Anna 1. Klasse

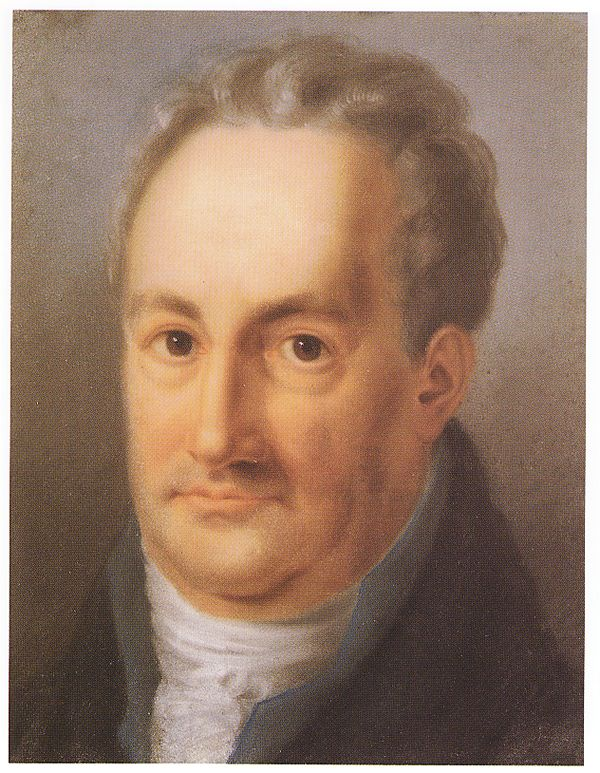
Goethe 1811 (Pastellzeichnung von Louise Seidler)

Napoleon hat auf Goethe bis an sein Lebensende eine persönliche Faszination ausgeübt. Für ihn war Napoleon „einer der produktivsten Menschen […], die je gelebt haben“. „Sein Leben war das Schreiten eines Halbgottes von Schlacht zu Schlacht und von Sieg zu Sieg.“ 1808 traf Goethe zweimal mit Napoleon zusammen. Das erste Mal empfing der Kaiser ihn am 2. Oktober auf dem Erfurter Fürstenkongress zu einer Privataudienz, auf der Napoleon ihn anerkennend auf seinen Werther ansprach. Talleyrand, Savary und Soult waren ebenfalls anwesend und er wurde ihnen vorgestellt. Nachdem der Kaiser ihn sorgfältig gemustert hatte, sagte er: „Vous êtes un homme“ (auf Deutsch: Ihr seid ein Mann). Zu einer zweiten Begegnung (gemeinsam mit Wieland) kam es in Weimar anlässlich eines Hofballs am 6. Oktober. Am 14. Oktober wurden er und Wieland zu Rittern der Ehrenlegion ernannt. Der ebenfalls beim Fürstenkongress anwesende Zar Alexander I. verlieh beiden den Annenorden. Goethe hat zum Ärger seiner Zeitgenossen und auch des Herzogs Carl August das Legionskreuz stolz getragen, sogar noch während der deutschen Befreiungskriege. 1813 äußerte er in einem Gespräch: „Schüttelt nur an Euren Ketten; der Mann ist Euch zu groß, Ihr werdet sie nicht zerbrechen.“ Unmittelbar nach der Nachricht vom Tod Napoleons am 5. Mai 1821 auf St. Helena verfasste der italienische Dichter Alessandro Manzoni die Ode Il Cinque Maggio (Der fünfte Mai) mit 18 sechszeiligen Strophen. Als Goethe die Ode in Händen hielt, war er von ihr so beeindruckt, dass er sich unverzüglich an die Übersetzung machte, unter Wahrung ihres hohen, feierlichen Tons.
Mit Beethoven war Goethe im Juli 1812 im böhmischen Kurbad Teplitz zusammengetroffen. Zu dieser Zeit hatte Beethoven bereits verschiedene Verse und Lieder Goethes vertont und im Auftrag des Wiener Hoftheaters 1809/10 die Ouvertüre zum Trauerspiel Egmont komponiert. Sie gilt als eine Hommage an Goethes Dramenfigur als Inbegriff des heroischen Menschen. Mit großer Respektbezeugung hatte Beethoven die Partitur Goethe zukommen lassen. Es kam in Teplitz zu mehreren Begegnungen, wo Beethoven ihm auch auf dem Klavier vorspielte. Am 19. Juli trafen Goethe und Beethoven bei einem Spaziergang zufällig auf den österreichischen Hofstaat in Anwesenheit von Kaiserin Maria Ludovika. Im Gegensatz zu Beethoven, der offenbar grußlos seiner Wege ging, verbeugte sich Goethe galant vor der Kaiserin, was unter anderem vom Historienmaler Carl Röhling sowie im Auftrag des Industriellen Georg Schicht bildlich festgehalten wurde. Das Ereignis wurde von beiden Beteiligten unterschiedlich bewertet. Am Abend des 19. Juli schrieb Goethe an seine Frau: „Zusammengefasster, energischer, inniger habe ich noch keinen Künstler gesehen“. An Zelter schrieb er: „Sein Talent hat mich in Erstaunen gesetzt; allein er ist leider eine ganz ungebändigte Persönlichkeit, die zwar gar nicht unrecht hat, wenn sie die Welt detestabel findet, aber sie dadurch freilich weder für sich noch für andere genußreicher macht.“ Nicht minder kritisch äußerte sich Beethoven nach dem Treffen seinem Verleger Härtel gegenüber: „Göthe behagt die Hofluft zu sehr – mehr als es einem Dichter ziemt.“ Zwischen beiden wurden zwar noch einige Briefe gewechselt, doch es blieb beim höflichen Umgang.

#### Freundschaften mit Zelter und Boisserée
Goethe pflegte während seines langen Lebens viele Freundschaften. Als wichtigstes Kommunikationsmedium der Freundschaft diente der private Brief. In seinen letzten Lebensjahrzehnten schloss er zwei besondere Freundschaften mit Carl Friedrich Zelter und Sulpiz Boisserée.
Der Musiker und Komponist Carl Friedrich Zelter hatte Goethe 1796 über seine Verlegerin einige Vertonungen von Texten aus Wilhelm Meisters Lehrjahren zukommen lassen. Goethe bedankte sich mit den Worten, „daß ich der Musik kaum solche herzliche Töne zugetraut hätte“. Sie begegneten sich erstmals im Februar 1802, aber bereits 1799 hatten sie brieflichen Kontakt aufgenommen. Der ausgedehnte Briefwechsel mit fast 900 Briefen dauerte bis zu Goethes Tod an. Goethe fühlte sich in dieser Altersfreundschaft von Zelter, dessen Musik seinen Ohren angenehmer klang als das „Getöse“ Ludwig van Beethovens, nicht nur in Fragen der Musik aufs Beste verstanden.
Was ihm die Freundschaft mit Zelter für sein Musikverständnis bedeutete, verdankte er Sulpiz Boisserée für seine Erfahrungen mit der bildenden Kunst. Der Heidelberger Kunstsammler Boisserée, ein Jünger Friedrich Schlegels, hatte ihn erstmals 1811 in Weimar besucht. Daraus entstand ein dauerhafter Briefwechsel und eine lebenslange Freundschaft, die ihn in den nächsten Jahren um neue Kunsterfahrungen bereicherten. Sie schlugen sich, nach einer Reise in die Rhein- und Maingegend mit einem Besuch der Boisséereschen Gemäldesammlung in Heidelberg, in dem Reisebericht Ueber Kunst und Altertum in den Rhein und Mayn Gegenden von 1816 nieder. Während der Reise geriet Goethe 1814 in das Treiben des traditionellen Sankt-Rochus-Festes zu Bingen, das ihn faszinierte wie einst der Römische Karneval und das er als Volksfest liebevoll schilderte.

#### West-östlicher Divan
Zur patriotischen Erhebung gegen die französische Fremdherrschaft hielt Goethe Distanz. Er flüchtete sich geistig in den Orient mit dem Studium des Arabischen und Persischen, er las im Koran und rezipierte mit Begeisterung die Verse des persischen Dichters Hafis in der von Cotta verlegten Neuübersetzung des Divans aus dem 14. Jahrhundert. Sie versetzten ihn in eine „schöpferische Hochstimmung“, die er später Eckermann gegenüber als „eine wiederholte Pubertät“ bezeichnete: Er verfasste in Hafis‘ leichtem und verspielten Ton binnen kurzer Zeit zahlreiche Gedichte. Von einer „eruptiven Produktivität“ spricht Hendrik Birus, der Herausgeber der Gedichtsammlung in der Frankfurter Ausgabe.
Im Sommer 1814 reiste Goethe in die Rhein- und Maingegend. In Wiesbaden traf er mit dem – ihm seit den Jugendtagen bekannten – Frankfurter Bankier und Förderer des Theaters Johann Jakob von Willemer und dessen Pflegetochter Marianne Jung zusammen. Er besuchte sie danach auf der Gerbermühle bei Frankfurt, wo er auch eine Zeitlang Quartier bezog. Der verwitwete Bankier hatte Marianne als junges Mädchen aufgenommen und lebte mit ihr im Konkubinat. Noch während Goethes Anwesenheit, und möglicherweise auf seinen Rat hin, heirateten die beiden förmlich in aller Eile. Der fünfundsechzigjährige Goethe verliebte sich in Marianne. Sie wurde ihm zur Muse und Partnerin bei der Dichtung des West-östlichen Divan. Zwischen ihnen entspann sich ein „lyrischer Wechselgesang“ und ein „literarisches Rollenspiel der Liebe“, das sie im folgenden Jahr bei einem erneuten mehrwöchigen Besuch fortsetzten. Die in den Frankfurter Wochen entstandenen Gedichte fanden vornehmlich im Buch Suleika Aufnahme. Im Jahre 1850 enthüllte Marianne gegenüber Herman Grimm, dass einige der in diese Sammlung aufgenommenen Liebesgedichte von ihr stammten. Heinrich Heine fand in seiner Schrift Die romantische Schule für die Gedichtsammlung die rühmenden Worte: „den berauschendsten Lebensgenuß hat hier Goethe in Verse gebracht, und diese sind so leicht, so glücklich, so hingehaucht, so ätherisch, daß man sich wundert, wie dergleichen in deutscher Sprache möglich war“.
Auf seiner Reise 1815 sah Goethe das letzte Mal seine Heimat wieder. Als er im Juli 1816 zur geplanten Kur nach Baden-Baden aufbrach und dabei den Willemers einen weiteren Besuch abstatten wollte, brach die Kutsche hinter Weimar zusammen, worauf Goethe die Reise abbrach. Fortan verzichtete er auf Besuche bei Marianne und schrieb ihr auch eine Weile nicht. Den West-östlichen Divan ließ er einige Zeit unvollendet liegen, erst 1818 schloss er ihn ab.

#### Tod Christianes, Werkaufarbeitung, Schriften zur Natur

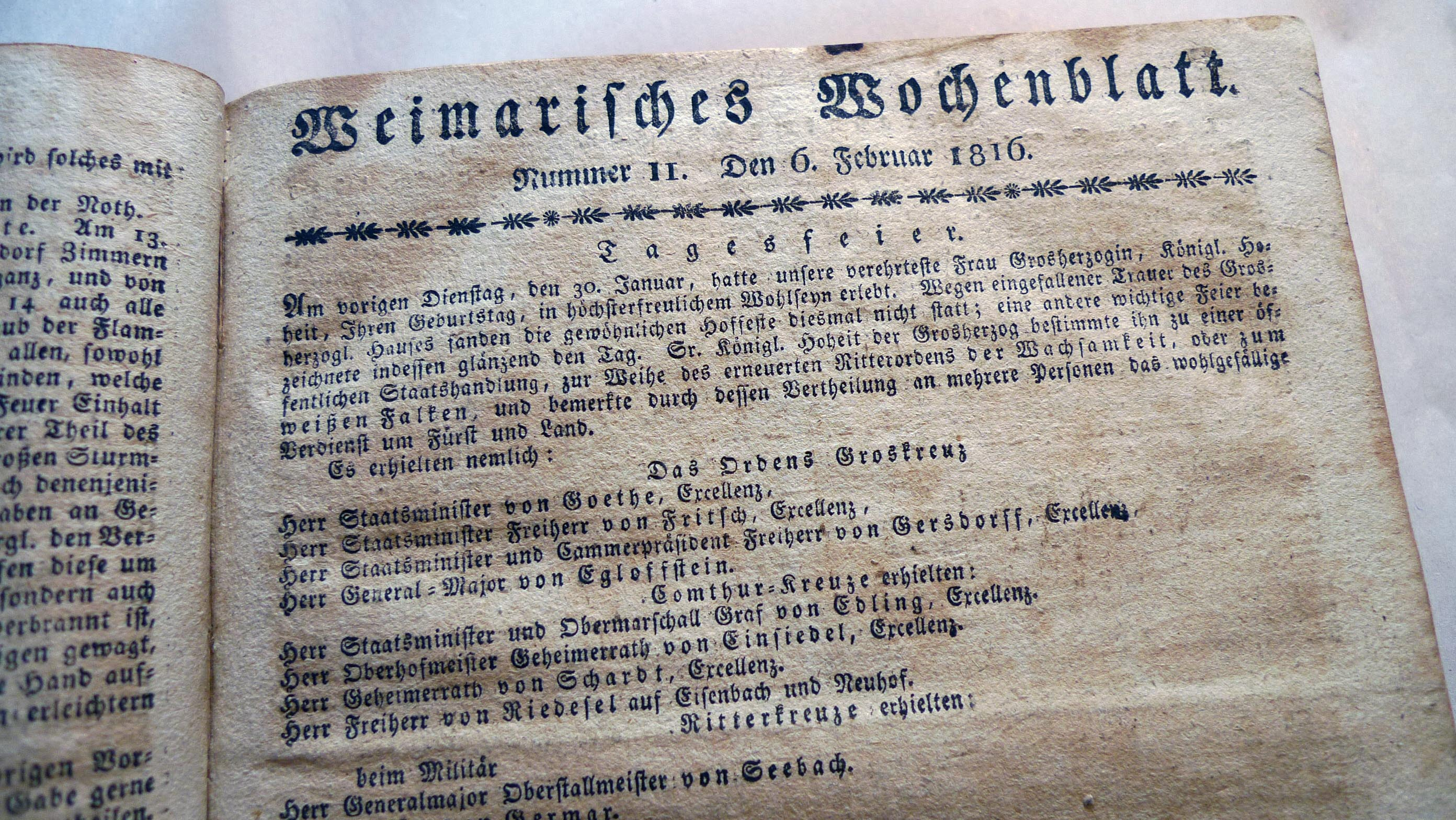
„Staatsminister von Goethe“ erhält für „wohlgefällige Verdienste um Fürst und Land“ das Großkreuz des Weimarischen Hausordens. Titelseite des Weimarischen Wochenblatts vom 6. Februar 1816

Goethes Frau Christiane starb im Juni 1816 nach langer Krankheit. Wie er auch in anderen Fällen von Tod und Krankheit in seiner Nähe Ablenkung in der Arbeit suchte oder sich mit einer eigenen Erkrankung beschäftigte, zog er sich auch beim Sterben Christianes zurück. Weder an ihrem Sterbebett noch bei ihrer Beerdigung war er anwesend. Konsequent vermied Goethe den Anblick von sterbenden oder gestorbenen Menschen, die ihm nahestanden. Johanna Schopenhauer berichtete einer Freundin, es sei seine Art, „jeden Schmerz ganz in der Stille austoben zu lassen, und sich seinen Freunden erst wieder in völliger Fassung zu zeigen“. Nach Christianes Tod wurde es im großen Haus am Frauenplan einsamer um ihn. Auch der Besuch von Charlotte Buff, verwitwete Kestner, im September 1816 in Weimar trug nicht zur Aufhellung seiner Stimmung bei. Sein Sohn heiratete 1817 Ottilie von Pogwisch, die sich als Schwiegertochter fortan um Goethe kümmerte. 1817 wurde Goethe von der Leitung des Hoftheaters entbunden. Das kleine Herzogtum war – entgegen Goethes Befürchtungen – unbeschadet aus den Wirren der napoleonischen Kriege hervorgegangen, Carl August durfte sich „Königliche Hoheit“ nennen, Goethe brachten die neuen Verhältnisse am 12. Dezember 1815 den Titel eines Staatsministers ein.
Goethe ordnete seine Schriften und Manuskripte. Die Tagebücher und lange liegen gebliebenen Notizen dienten ihm zur Aufarbeitung der Italienischen Reise. Zeitweise vertiefte er sich in altgriechische Mythen und orphische Dichtung. Ihren Niederschlag fand dies in fünf Stanzen, die erstmals 1817 in der Zeitschrift Zur Morphologie erschienen, zusammengefasst unter der Überschrift Urworte. Orphisch. Sie standen im Zusammenhang mit seinem Bemühen, die Lebensgesetze in Gestalt von Urpflanze und Urphänomenen zu erkennen. 1821 folgte die einbändige Erstfassung von Wilhelm Meisters Wanderjahre, die im Wesentlichen aus einer Sammlung teilweise schon zuvor veröffentlichter Novellen bestand.
In diesen Jahren entstand Geschichte meines botanischen Studiums (1817), bis 1824 folgten in der Schriftenreihe Zur Naturwissenschaft überhaupt Gedanken unter anderem zu Morphologie, Geologie und Mineralogie. Hier findet sich auch die Darstellung der Morphologie der Pflanzen in Form einer Elegie, die er bereits um 1790 für seine Geliebte verfasst hatte. In dieser Zeit stand er auch in Kontakt mit dem Forstwissenschaftler Heinrich Cotta, den er bereits 1813 erstmals in Tharandt aufgesucht hatte. 1818 war Goethe Mitglied der Leopoldina, einer der renommiertesten naturwissenschaftlichen Gesellschaften, geworden.
Im Februar 1823 erkrankte Goethe lebensbedrohlich, wahrscheinlich an einem Herzinfarkt. Nach seiner Genesung erschien er manchen geistig noch reger als zuvor.

#### Marienbader Elegie

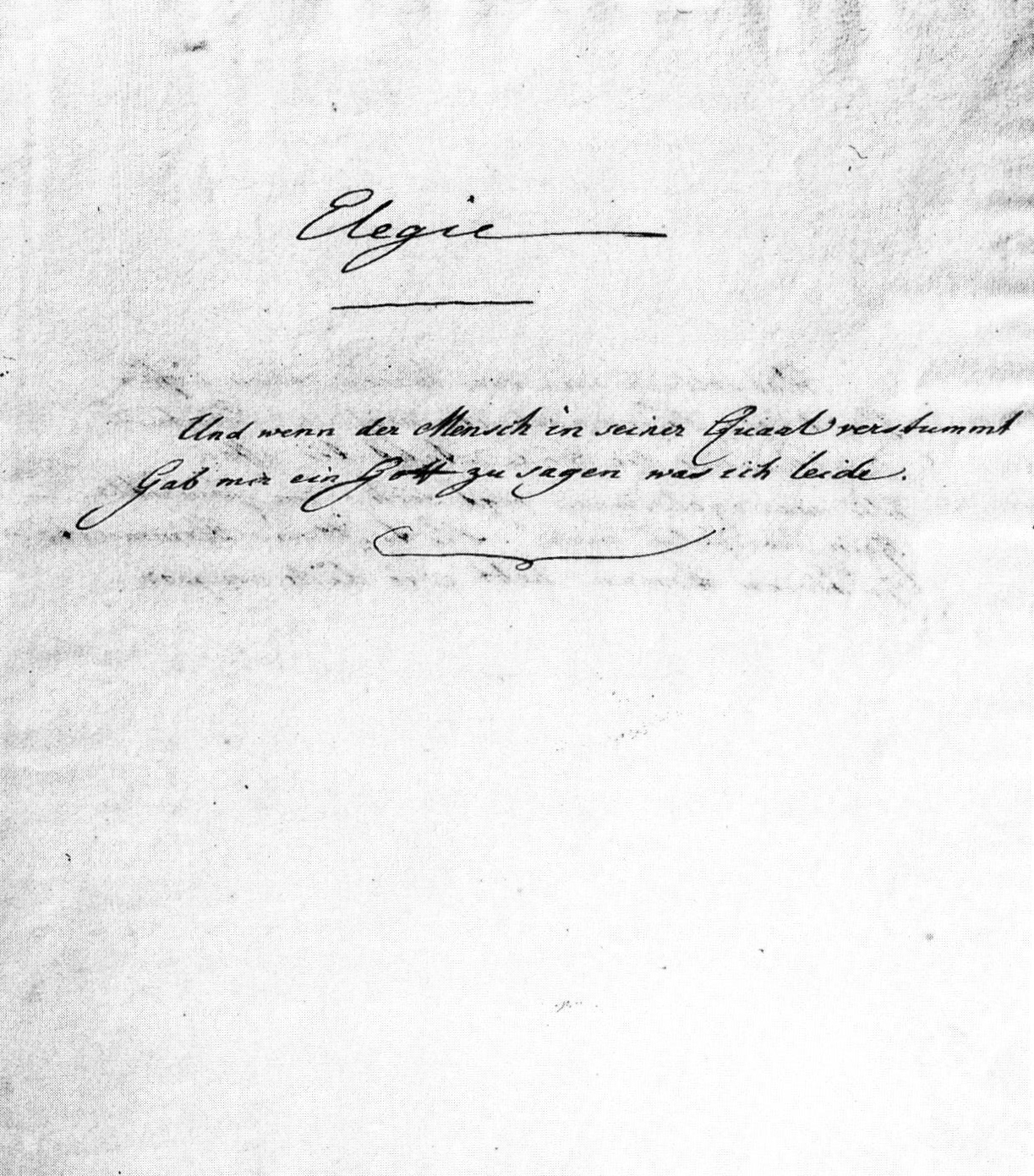
Das Motto der Marienbader Elegie in Goethes Reinschrift: „Und wenn der Mensch in seiner Quaal verstummt / Gab mir ein Gott zu sagen was ich leide.“

Im Sommer brach er mit großer Erwartung auf ein Wiedersehen mit Ulrike von Levetzow nach Marienbad auf. Er hatte die damals Siebzehnjährige mit ihrer Mutter 1821 während eines Kuraufenthaltes in Marienbad kennengelernt und sich in sie verliebt. Im darauffolgenden Jahr waren sie wieder in Marienbad zusammengetroffen und hatten gemeinsame gesellige Stunden verbracht. Beim dritten Zusammentreffen hielt der zu diesem Zeitpunkt vierundsiebzigjährige Goethe um die Hand der neunzehnjährigen Ulrike an. Zum Brautwerber hatte er seinen Freund, den Großherzog Carl August, gebeten. Ulrike lehnte höflich ab. Noch in der Kutsche, die ihn über mehrere Stationen (Karlsbad, Eger) nach Weimar zurückbrachte, schrieb er die Marienbader Elegie, ein lyrisches Meisterwerk und „das bedeutendste, das persönlich intimste und darum von ihm auch geliebteste Gedicht seines Alters“ im Urteil Stefan Zweigs, der seiner Entstehungsgeschichte ein Kapitel seiner historischen Miniaturen Sternstunden der Menschheit widmete.

#### Die letzten Jahre

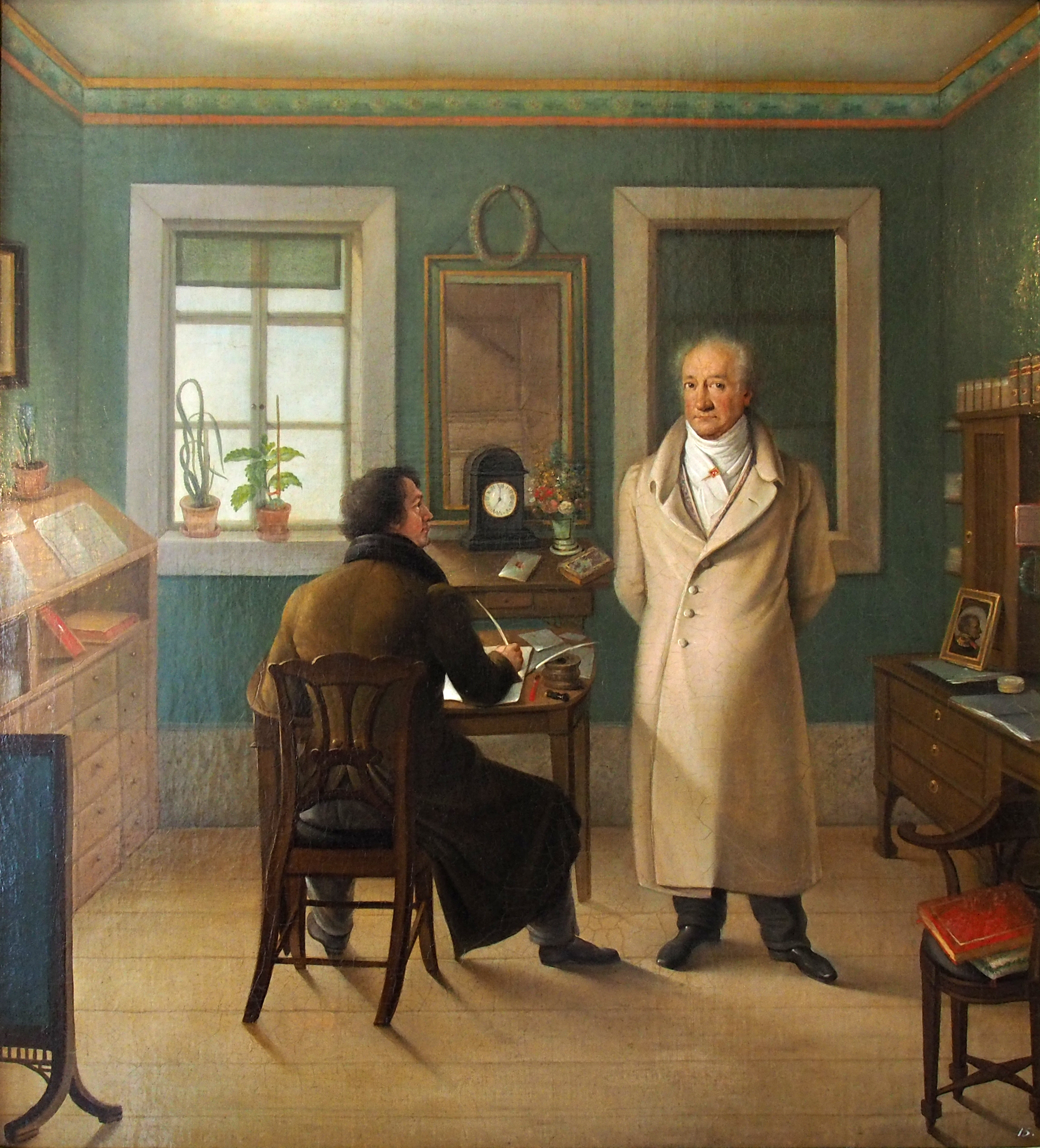
Goethe diktiert in seinem Arbeitszimmer dem Schreiber John. Ölgemälde von Johann Joseph Schmeller, 1834

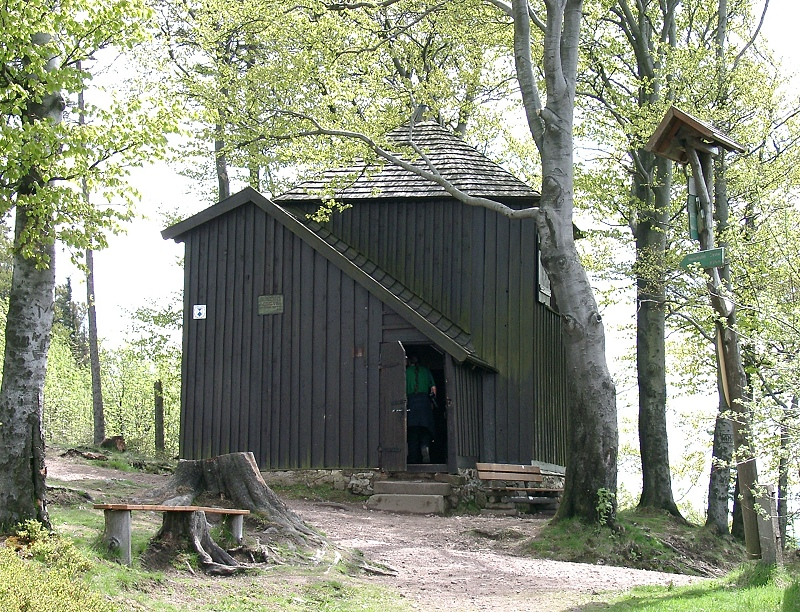
„Goethehäuschen“ in Ilmenau

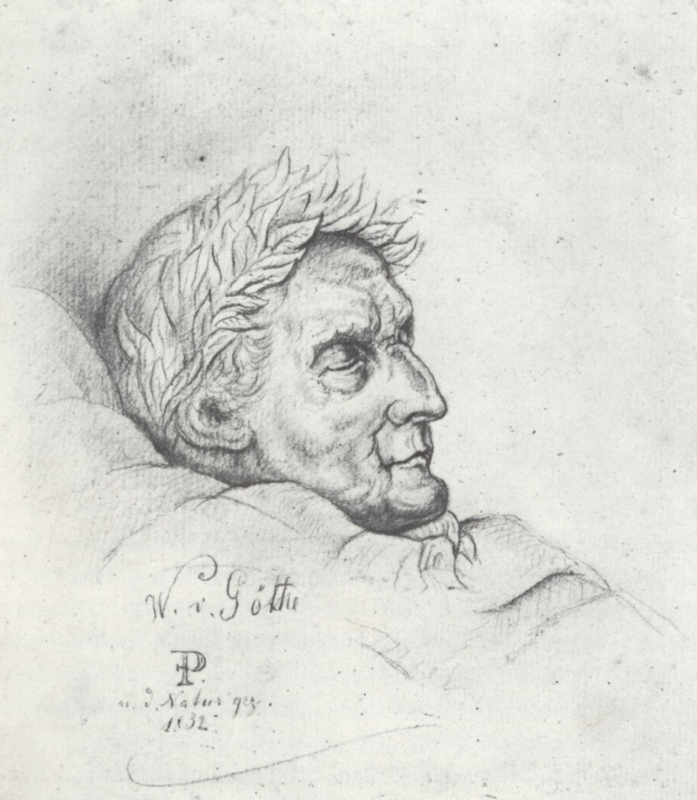
Der tote, mit Lorbeeren bekränzte Goethe im Sterbebett am 26. März 1832, naturgetreue Bleistiftzeichnung Friedrich Prellers des Älteren

Danach gehörte sein Leben „allein noch der Arbeit“. Er nahm die Arbeit am zweiten Teil des Faust wieder auf. Er schrieb kaum noch selbst, sondern diktierte. So konnte er nicht nur einen umfangreichen Briefwechsel bewältigen, sondern auch seine Erkenntnisse und Lebensweisheiten in weit ausholenden Gesprächen dem ihm ergebenen jungen Dichter Johann Peter Eckermann anvertrauen.
Für die Sammlung, Sichtung und Ordnung der schriftstellerischen Ergebnisse seines ganzen Lebens bei der Vorbereitung der Cotta-Ausgabe letzter Hand konnte Goethe sich auf einen Stab von Mitarbeitern stützen: neben dem Schreiber und Kopisten Johann August Friedrich John waren das der Jurist Johann Christian Schuchard, der Goethes Papiere archivierte und umfangreiche Register erstellte, sowie Johann Heinrich Meyer, zuständig für die Textrevision von Goethes kunsthistorischen Schriften, und der Prinzenerzieher Frédéric Soret, der sich der Herausgabe der naturwissenschaftlichen Schriften widmete. Auch der Bibliothekar und Schriftsteller Friedrich Wilhelm Riemer war, nach einem kurzzeitigen Zerwürfnis wegen der Erziehung von Goethes Sohn, wieder zum Mitarbeiterstab gestoßen. An dessen Spitze stand seit 1824 Eckermann, den Goethe ins Vertrauen zog und mit Anerkennung und Lob bedachte. Obwohl er Goethe seine ganze Arbeitskraft widmete, wurde er von ihm schlecht honoriert. Seinen Lebensunterhalt musste er zusätzlich durch Sprachunterricht für englische Bildungsreisende bestreiten. Goethe bestimmte ihn testamentarisch zum Herausgeber seiner nachgelassenen Werke.
1828 starb Goethes Freund und Förderer, der Großherzog Carl August, im November 1830 sein Sohn August. In demselben Jahr schloss er die Arbeit am zweiten Teil des Faust ab. Es war ein Werk, an dem ihm das jahrelange Werden das Wichtigste war, formal ein Bühnenstück, tatsächlich kaum auf der Bühne spielbar, eher ein phantastischer Bilderbogen, vieldeutig wie viele seiner Dichtungen. Schließlich schaltete er sich noch in die Kontroverse der beiden Paläontologen Georges Cuvier und Étienne Geoffroy Saint-Hilaire (Katastrophismus vs. kontinuierliche Entwicklung der Arten) ein. Geologie und Entwicklungslehre beschäftigten ihn ebenso wie der Regenbogen, den er mittels seiner Farbenlehre nie hatte erklären können. Auch die Frage, wie Pflanzen wachsen, ließ ihn nicht los.
Im August 1831 zog es Goethe nochmals in den Thüringer Wald, dahin, wo er einst seine ersten naturwissenschaftlichen Anregungen bekommen hatte, und er begab sich nach Ilmenau. 51 Jahre nachdem er 1780 an eine Bretterwand in der Jagdhütte „Goethehäuschen“ auf dem Kickelhahn bei Ilmenau sein bekanntestes Gedicht Wandrers Nachtlied („Über allen Gipfeln ist Ruh …“) geschrieben hatte, besuchte er diese Stätte 1831 kurz vor seinem letzten Geburtstag erneut.
In der Nacht auf den 21. März 1832 überfiel Goethe „nach einem vorhergegangenen ganz leichten Catarrh, plötzlich der heftigste Frost; Krämpfe in Brust und Unterleib machten besorgt. Erst am Morgen durfte der Arzt gerufen werden.“ Der hinzugezogenen Mediziner war Goethes Hausarzt Carl Vogel. Am Abend des 21. März hatte sich der Zustand des Kranken gebessert, und er soll nach dem Buch Seize mois, ou la révolution et les révolutionnaires von Narcisse-Achille de Salvandy verlangt haben.
Am 22. März 1832 starb Goethe im Alter von 82 Jahren, vermutlich an einem Herzinfarkt. Zeitgenössische Quellen sprachen davon, Goethe sei am Mittag des 22. März „sanft und friedlich, weniger an einem Stickfluss, als an gleichzeitiger Erschöpfung aller Lebenssysteme“ bzw. „nach einem Krankenlager von vier Tagen, an den Folgen eines gastrisch-nervösen Fiebers“ verstorben.
Ob Goethes überlieferten letzten Worte „Mehr Licht!“ authentisch sind, ist umstritten. Sie wurden von seinem Hausarzt Carl Vogel mitgeteilt, der sich jedoch im betreffenden Moment nicht im Sterbezimmer aufhielt. Vier Tage später wurde er in der Weimarer Fürstengruft bestattet. Sein Sarg war „in antiker Form mit Handhaben von Eisen, […] aus eichenen Bohlen und mit Bley gefüttert“. Er trug die schlichte Inschrift Goethe und „war nach der Zeichnung gemacht, welche Goethe zu dem Sarge entworfen hatte, der Schiller’s irdische Ueberreste in der Fürstengruft einschließen sollte“. Die (einzige) Trauerrede wurde vom Generalintendanten J. F. Röhr gehalten.

### Goethes Einzigartigkeit
Goethes Biographen haben häufig auf die Einzigartigkeit und enge Verwobenheit von Goethes Leben und Werk aufmerksam gemacht. Im Untertitel seiner Biographie – Kunstwerk des Lebens – hat Rüdiger Safranski dies auf den Punkt gebracht. Georg Simmel zentrierte seine Goethe-Monographie von 1913 auf die exemplarische geistige Existenz Goethes mit der Verkörperung einer unverwechselbaren Individualität. Der George-Schüler Friedrich Gundolf widmete seine Monographie von 1916 der „Darstellung von Goethes gesamter Gestalt, der größten Einheit worin deutscher Geist sich verkörpert hat“, und in der „Leben und Werk“ nur als verschiedene „Attribute einer und derselben Substanz“ erscheinen. Das Wort vom „Olympier“ kam schon zu Goethes Lebzeiten auf. Weniger blumenreich spricht der Psychoanalytiker Kurt R. Eissler in seiner umfangreichen Goethe-Studie von einem „kreativen Genie“ und umreißt dessen unglaublich weiten Gesichts- und Aktivitätskreis:

„Da gibt es Liebe und Freundschaft und Haß und Reisen und Feste und Krieg und Nächstenliebe; da gibt es Goethe den Höfling, den Abenteurer, den Wissenschaftler (Physiker, Mineraloge, Botaniker, Meteorologe, Anatom und Biologe), den Lehrer, den Liebhaber, den Ehemann, den Vater, den Verwalter, den Diplomaten, den Direktor der Theater und Museen, den Maler und Zeichner, den Zeremonienmeister, den Philosophen und den Politiker – und ich habe noch nicht einmal den Dichter und Dramatiker erwähnt, den Romancier, den Übersetzer, den Briefeschreiber und Kritiker.“

## Goethes „gegenständliches Denken“
Ein zusammenhängendes Weltbild bei Goethe zu vermuten wäre falsch; angemessener ist es von seinem Weltverständnis zu sprechen. Er hat sich in den Bereichen Philosophie, Theologie und Naturwissenschaft Wissen in einem Umfang und einer Breite angeeignet wie kein Dichter seiner Zeit, aber dieses Wissen nicht zu einem System vereinigt. Gleichwohl ging er von der Einheit des menschlichen Wissens und der Erfahrungen aus, vom Zusammenhang von Kunst und Natur, Wissenschaft und Poesie, Religion und Dichtung. „Für Philosophie im eigentlichen Sinne hatte ich kein Organ“, bekannte er in seinem Aufsatz Einwirkung der neueren Philosophie (1820). Damit bezeugte er seine Abneigung gegen begriffliche Abstraktionen, in deren Sphäre er sich nicht wohlfühlte. Die aus den verschiedensten Wissensbereichen übernommenen Befunde und Erkenntnisse befruchteten und bereicherten jedoch fast alles, was er schrieb.
Für das Verständnis seines philosophischen, naturwissenschaftlichen und künstlerischen Denkens sind „Anschauung“ und „gegenständliches Denken“ aufschlussreiche Schlüsselbegriffe. Immanuel Kants Kritik der Vernunft stellte er die Forderung nach einer Kritik der Sinne entgegen. Goethe bestand darauf, durch Anschauung und Nachdenken Erkenntnisse zu gewinnen, auch über „Urphänomene“ wie die „Urpflanze“. „Anschauung“ hieß für ihn der empirische Bezug auf die Phänomene durch Beobachtung und Experiment; darin folgte er der induktionistischen Methode von Francis Bacon. „Gegenständliches Denken“ ist die auf Goethe gemünzte Formulierung des Leipziger Psychiatrieprofessors Heinroth, die Goethe in seinem Aufsatz Bedeutende Fördernis durch ein einziges geistreiches Wort dankbar aufgriff. Goethe stimmte Heinroth auch darin zu, „daß mein Anschauen selbst ein Denken, mein Denken ein Anschauen sei“. Im weiteren Gedankengang seines Aufsatzes bezog er dieses Denken sowohl auf seine naturwissenschaftlichen Forschungen als auch auf seine „gegenständliche Dichtung“. Friedrich Schiller urteilte gegenüber Körner, dass Goethes Philosophie „zu viel aus der Sinnenwelt [holt]“. Heinrich Heine erkannte mit Bewunderung Goethes „Vermögen des plastischen Anschauens, Fühlens und Denkens“. „Lernbegier an den Dingen“ nannte es Andreas Bruno Wachsmuth, der langjährige Präsident der Goethe-Gesellschaft.

### Naturverständnis

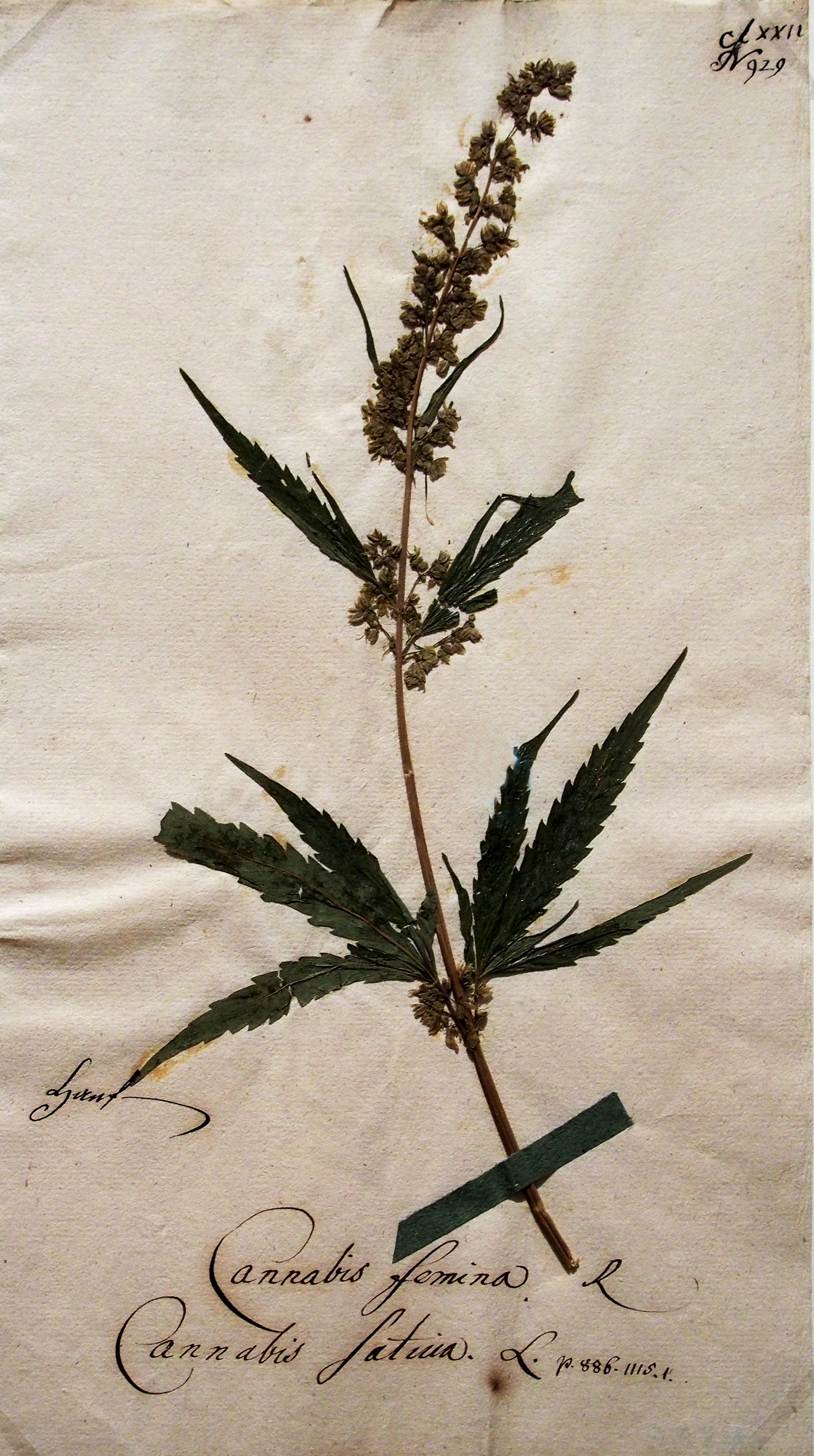
Hanfpflanze, Teil des Herbariums von Goethe

Der Goetheforscher Dieter Borchmeyer ist der Ansicht, dass Goethe die meiste Zeit seines Lebens der Naturwissenschaft gewidmet hat. Stefan Bollmann konstatiert in einer Monografie über Goethes Forschungen zur Natur: „Man wird sich an den Gedanken gewöhnen müssen, dass Deutschlands größter Dichter Naturwissenschaftler war.“ Jedenfalls war Goethes gesamtes Leben von einem intensiven Umgang mit der Natur gekennzeichnet, wobei sein Zugang ein doppelter war: fühlend und erlebend als Künstler, anschauend und analysierend als Gelehrter und Naturforscher. Für Goethe war die Natur in ihren unendlichen Facetten unmöglich als Ganzes zu erfassen: Sie „hat kein System; sie hat, sie ist Leben und Folge aus einem unbekannten Zentrum zu einer nicht erkennbaren Grenze. Naturbetrachtung ist daher endlos […]“. Sein „Naturdenken“ liefert den Schlüssel zum Verständnis seiner intellektuellen Biographie wie seines literarischen Werkes. Andreas Wachsmuth zufolge erhob Goethe „die Natur als Erlebnis- und Erkenntnisbereich zur höchsten Bildungsangelegenheit des Menschen“.
Seit den Straßburger Jahren und angestoßen von Herder wies Goethe der Natur in seinem Leben einen zentralen Stellenwert zu. Waren es zuerst unter dem Einfluss von Rousseau, Klopstock und Ossian das Naturerleben und das Naturgefühl, die ihn berührten, entwickelte sich ab 1780 in Weimar ein zunehmendes Interesse an Naturforschung und Naturwissenschaften. Der Philosoph Alfred Schmidt nennt es den vollzogenen „Schritt vom Naturgefühl zum Naturwissen“. Als naturbeobachtender Gelehrter forschte Goethe in vielen Disziplinen: Morphologie, Geologie, Mineralogie, Optik, Botanik, Zoologie, Anatomie, Meteorologie. Dabei beschäftigten ihn, wie er sich rückblickend gegenüber Eckermann äußerte, „solche Gegenstände, die mich irdisch umgaben und die unmittelbar durch die Sinne wahrgenommen werden konnten“.
Zu seinen Schlüsselbegriffen zählten Metamorphose und Typus einerseits, Polarität und Steigerung andererseits. Die Metamorphose verstand er als einen allmählichen Formwandel innerhalb der Grenzen, die der jeweilige Typus („Urpflanze“, „Urtier“) setzt. Der Wandel erfolgt in einem kontinuierlichen Prozess des Anziehens und Abstoßens (Polarität), der eine Steigerung zu Höherem herbeiführt.
Im pantheistischen Gedanken, Natur und Gott identisch zu denken, verknüpften sich Natur- und Religionsverständnis Goethes.
Werner Heisenberg schreibt über Goethes Naturbild: „Wir werden von Goethe auch heute noch lernen können, dass wir nicht zugunsten des einen Organs, der rationalen Analyse, alle andern verkümmern lassen dürfen ...“

### Religionsverständnis
Abgesehen von einer kurzen Phase der Annäherung an pietistische Glaubensvorstellungen, die ihren Höhepunkt während Goethes Rekonvaleszenz von einer schweren Erkrankung in den Jahren 1768–1770 fand, blieb er gegenüber der christlichen Religion kritisch eingestellt. Schon früh hatte er dem mit ihm befreundeten Theologen Johann Caspar Lavater in einem Antwortbrief 1782 beschieden, er sei „zwar kein Widerkrist, kein Unkrist[,] aber doch ein dezidirter Nichtkrist“. Der Goetheforscher Werner Keller fasst Goethes Vorbehalte gegen das Christentum in drei Punkten zusammen: „Die Kreuzessymbolik war für Goethe ein Ärgernis, die Lehre von der Erbsünde eine Entwürdigung der Schöpfung, Jesu Vergottung in der Trinität eine Blasphemie des einen Gottes.“
Laut Heinrich Heine nannte man Goethe „den großen Heiden […] allgemein in Deutschland“. In seiner durchweg optimistischen Sicht auf die menschliche Natur konnte er die Dogmen von Erbsünde und ewiger Verdammnis nicht akzeptieren. Seine „Weltfrömmigkeit“ (ein Begriff von Goethe aus Wilhelm Meisters Wanderjahre) brachte ihn in Gegensatz zu allen weltverachtenden Religionen; alles Übernatürliche lehnte er ab. In seiner großen Sturm-und-Drang-Ode Prometheus fand Goethes religiöse Rebellion ihren stärksten dichterischen Ausdruck. Nicholas Boyle sieht in ihr Goethes „explizite und wütende Absage an den Gott der Pietisten und den verlogenen Trost ihres Erlösers“. Heißt es in der zweiten Strophe des Rollengedichts „Ich kenne nichts Ärmer’s / Unter der Sonn’ als euch Götter“, dann steigert sich die prometheische Revolte am Ende der siebenstrophigen Ode zur trotzigen Herausforderung von Zeus, dem Prometheus entgegenschleudert: „Hier sitz ich, forme Menschen / Nach meinem Bilde, / Ein Geschlecht, das mir gleich sei, / Zu leiden, weinen, / Genießen und zu freuen sich, / Und dein nicht zu achten, / Wie ich.“
Zwar beschäftigte Goethe sich intensiv mit Christentum, Judentum und Islam und deren maßgeblichen Texten, doch wandte er sich gegen jede Offenbarungsreligion und gegen die Vorstellung eines persönlichen Schöpfer-Gottes. Der Einzelne müsse das Göttliche in sich selber finden und nicht einer äußeren Offenbarung aufs Wort folgen. Der Offenbarung setzte er die Anschauung entgegen. Navid Kermani spricht von einer „Religiosität der unmittelbaren Anschauung und allmenschlichen Erfahrung“, die „ohne Spekulation und fast ohne Glauben“ auskomme. „Natur hat weder Kern noch Schale / Alles ist sie mit einem Male“, heißt es in Goethes Gedicht Allerdings. Dem Physiker. von 1820, womit er betonte, dass die Natur in der Gestalt zugleich ihr Wesen zeige. Auf Friedrich Heinrich Jacobis Schrift gegen Spinoza hatte er 1785 dem Freund geantwortet, ein göttliches Wesen könne er nur in und aus den Einzeldingen erkennen, Spinoza „beweist nicht das Dasein Gottes, das Dasein ist Gott“. In einem weiteren Schreiben verteidigte er Spinoza mit den Worten: „Ich halte mich fest und fester an die Gottesverehrung des Atheisten […] und überlasse euch alles was ihr Religion heisst“.
In seinen Naturstudien fand Goethe für sich Grundfesten der Wahrheit. Immer wieder bekannte er sich als Pantheist in der philosophischen Tradition Spinozas und als Polytheist in der Tradition der klassischen Antike. Diesbezüglich ist zu beachten, dass Wolfgang Bartuschat aufzeigt, dass die Philosophie Spinozas zwar als Monismus zu verstehen ist, dieser spinozistische Monismus ist aber nicht gleichzusetzen mit einer Sakralisierung der Natur, wie sie Goethe an den Tag legt. Diese Vergöttlichung der Natur bei Goethe zeigt sich konkret darin, dass er in der Erforschung der Natur auch die Ergründung des Göttlichen sieht. Aus diesem Grund ist herauszustellen, dass Goethe eine bestimmte Interpretation Spinozas aufweist. Im Briefwechsel mit Friedrich Heinrich Jacobi tauscht sich Goethe im Jahr 1774 über die Philosophie Spinozas aus. Für Jacobi ist Goethes Naturanschauung ein Determinismus, der den freien Willen des Menschen verstanden als autonome Selbsttätigkeit negieren würde. Nach Jacobi zeigt sich diese autonome Selbsttätigkeit des Menschen in der erfahrbaren Lebenswirklichkeit im Handeln. Ein alleinheitlicher Existenzhorizont führt Jacobi zufolge zu einem deterministischen Menschen- und Weltbild und ist daher anthropologisch zu problematisieren. Für Goethe stellt sich diese anthropologische Problematisierung auf diese Weise nicht, da er je nach Diskussionszusammenhang unterschiedliche Ansichten vertritt.

„Wir sind naturforschend Pantheisten, dichtend Polytheisten, sittlich Monotheisten.“

Einem Reisenden gegenüber, berichtet Dorothea Schlegel, habe Goethe erklärt, er sei „in der Naturkunde und Philosophie ein Atheist, in der Kunst ein Heide und dem Gefühl nach ein Christ“.
Die Bibel und der Koran, mit dem er sich zur Zeit der Dichtung am West-östlichen Divan beschäftigt hatte, waren ihm „poetische Geschichtsbücher, da und dort mit Weisheiten durchsetzt, doch auch mit zeitgebundenen Torheiten“. Religionslehrer und Dichter sah er als „natürliche Gegner“ und Rivalen an: „die religiösen Lehrer möchten die Werke der Dichter ‚unterdrücken‘, ‚bei Seite schaffen‘, ‚unschädlich machen‘.“ Abgelöst von den Dogmen fand er in der Ikonographie und der erzählerischen Tradition aller bedeutenden Religionen, einschließlich des Islam und des Hinduismus, reiche Quellen für seine poetischen Symbole und Allusionen; die stärksten Zeugnisse davon liefern der Faust und der West-östliche Divan.
Goethe liebte die plastische Darstellung der antiken Götter und Halbgötter, der Tempel und Heiligtümer, während ihm das Kreuz und die Darstellung gemarterter Leiber geradezu verhasst waren.

„Vieles kann ich ertragen. Die meisten beschwerlichen Dinge /
Duld ich mit ruhigem Mut, wie es ein Gott mir gebeut. /
Wenige sind mir jedoch wie Gift und Schlange zuwider, /
Viere: Rauch des Tabaks, Wanzen und Knoblauch und Kreuz.“

Dem Islam begegnete Goethe mit Respekt, aber nicht kritiklos. In den Noten und Abhandlungen zum besseren Verständnis des West-östlichen Divans kritisierte er, Mohammed habe seinem Stamme „eine düstere Religionshülle übergeworfen“; dazu zählte er das negative Frauenbild, das Wein- und Rauschverbot und die Abneigung gegen die Poesie.
Kirchliche Zeremonien und Prozessionen waren ihm „seelenloses Gepränge“ und „Mummereyen“. Die Kirche wolle herrschen und brauche dazu „eine bornierte Masse, die sich duckt und die geneigt ist, sich beherrschen zu lassen“. Die ganze Kirchengeschichte sei ein „Mischmasch von Irrtum und von Gewalt“. Mit Anteilnahme und tiefgründigem Humor schilderte er andererseits das traditionelle Sankt-Rochus-Fest zu Bingen – ähnlich wie schon in seiner früheren Beschreibung des „Römischen Karnevals“ (1789) – als ein heiteres Volksfest, bei dem das Leben als gut und schön bejaht und jeder christlichen Askese abgeschworen wurde. Gleichwohl sah er im Christentum „eine Ordnungsmacht, die er respektierte und die er respektiert sehen wollte“. Das Christentum sollte zwar den gesellschaftlichen Zusammenhang im Volk fördern, doch für die geistige Elite war es aus Goethes Sicht überflüssig, denn: „Wer Wissenschaft und Kunst besitzt, / hat auch Religion; / wer jene beiden nicht besitzt, / der habe Religion.“
Andererseits war ihm die Vorstellung der Wiedergeburt nicht fremd. Sein Unsterblichkeitsglaube basierte jedoch nicht auf religiösen, sondern philosophischen Prämissen, etwa auf der Leibnizschen Konzeption der unzerstörbaren Monade oder der Aristotelischen Entelechie. Aus dem Gedanken der Tätigkeit entwickelte er im Gespräch mit Eckermann die These, dass die Natur verpflichtet sei, „wenn ich bis an mein Ende rastlos wirke, […] mir eine andere Form des Daseins anzuweisen, wenn die jetzige meinem Geist nicht ferner auszuhalten vermag“.

### Ästhetisches Selbstverständnis
Als Rezensent der von seinem Darmstädter Freund Johann Heinrich Merck geleiteten Frankfurter Gelehrten Anzeigen setzte sich Goethe in seiner Sturm-und-Drang-Periode mit der Ästhetik des damals einflussreichen Johann Georg Sulzer auseinander. Dem traditionellen ästhetischen Prinzip, dass Kunst Nachahmung der Natur sei, stellte Goethe in seiner frühen Ästhetik das Genie gegenüber, das in seinem schöpferischen Ausdruck selbst wie die Natur schaffe. Dichterisches Schaffen sei Ausdruck ungezügelter Natur und Shakespeare deren personifizierte Schöpferkraft.
Während seiner Italienreise bildete sich die Kunstanschauung Goethes heraus; sie war eng verbunden mit den Namen Johann Joachim Winckelmann und dem klassizistischen Baumeister Andrea Palladio. Im Winckelmannschen Klassizismus erkannte er die für ihn gültige Kunstwahrheit, wie schon am Beispiel Shakespeares formuliert: sie ist nicht einfach nachgeahmte, sondern gesteigerte Natur. Später würdigte er Winckelmann mit der Herausgabe von Briefen und Skizzen in dem Sammelwerk Winckelmann und sein Jahrhundert (1805).
Nach seiner Rückkehr aus Italien gewannen für Goethe die Gedanken der Autonomieästhetik, die Karl Philipp Moritz in der Schrift Über die bildende Nachahmung des Schönen (1788) niedergelegt hatte, große Bedeutung. Diese Schrift war Goethe zufolge aus Gesprächen zwischen ihm und Moritz in Rom hervorgegangen. Sie postulierte, dass das Kunstwerk keinem Fremdzweck diene und der Künstler keinem dienstbar sei, sondern als Schöpfer mit dem Erzeuger des Universums auf einer Stufe stehe. In diesem Anspruch fand Goethe auch die Lösung seines Dilemmas zwischen höfischer und künstlerischer Existenz: Als Schöpfer literarischer Schönheit lässt sich der Künstler durch einen Mäzen versorgen, ohne damit dessen Zwecken zu dienen.
Im Gegensatz zu Schiller lehnte er es ab, poetische Werke als Gestaltung von Ideen zu begreifen. Mit Blick auf den Faust fragte er rhetorisch, was wohl das Ergebnis gewesen wäre, „wenn ich ein so reiches, buntes und höchst mannigfaltiges Leben, wie ich es im ‚Faust‘ zur Anschauung gebracht, auf die magere Schnur einer einzigen durchgehenden Idee hätte reihen wollen!“ Dem fügt sich die im gleichen Gespräch von Eckermann festgehaltene Äußerung Goethes: „je inkommensurabeler und für den Verstand unfaßlicher eine poetische Produktion, desto besser“. Auch Denis Diderots Ansicht, dass die Kunst eine getreue Nachbildung der Natur vermitteln solle, lehnte er ab. Er bestand auf der Unterscheidung von Natur und Kunst. Ihm zufolge organisiert die Natur „ein lebendiges gleichgültiges Wesen, der Künstler ein totes, aber ein bedeutendes, die Natur ein wirkliches, der Künstler ein scheinbares. Zu den Werken der Natur muß der Beschauer erst Bedeutsamkeit, Gefühl, Gedanken, Effekt, Wirkung auf das Gemüt selbst hinbringen, im Kunstwerk will und muß er alles schon finden.“ Der Kunst, so resümiert Karl Otto Conrady, ist ein entscheidendes Mehr vorbehalten, das sie von der Natur abhebt. Der Künstler fügt der Natur etwas hinzu, was ihr nicht zu eigen ist.
Schiller hatte in seiner Schrift Über naive und sentimentalische Dichtung – einer für die „Selbstdefinition der Weimarer Klassik“ sehr wichtigen „dichtungstypologischen Abhandlung“ – Goethe als naiven Dichter charakterisiert und ihn in eine Ahnenreihe mit Homer und Shakespeare gestellt. In den naiven Dichtern sah Schiller ein Streben zur „Nachahmung des Wirklichen“, ihr Objekt sei die vom Dichter durch Kunst geschaffene Welt. Demgegenüber sei das Schaffen des sentimentalischen Dichters selbstreflexiv auf die „Darstellung des Ideals“ der verlorenen Natur gerichtet. Goethe, der Realist und Optimist, versagte es sich auch, seine Dramen und Romane mit Tod und Katastrophe enden zu lassen. In einem Brief an Schiller vom 9. Dezember 1797 bezweifelte er, dass er „eine wahre Tragödie schreiben könnte“. Seine Dramen und Romane enden meist untragisch mit Entsagung, so der Roman Wilhelm Meisters Wanderjahre mit dem bezeichnenden Untertitel Die Entsagenden. In den Wahlverwandtschaften gestaltete er (in der Person Ottilie) das Thema der Entsagung ins Asketische und Heilige; diesen Roman führte er zu einem tragischen Ende.
Mit seiner Wortprägung von der „Weltliteratur“ setzte der späte Goethe den partikulären Nationalliteraturen eine „allgemeine Weltliteratur“ entgegen, die „weder dem Volke noch dem Adel, weder dem König noch dem Bauer“ gehöre, sondern „Gemeingut der Menschheit“ sei. In seiner literarischen Produktion samt Übersetzungen aus den wichtigsten europäischen Sprachen demonstrierte Goethe die Spannweite seines ästhetischen Zugriffs auf Literaturen Europas, des Nahen und Fernen Ostens und der Klassischen Antike in eindrucksvoller Weise. Von der Rezeption persischer und chinesischer Lyrik geben die Gedichtzyklen West-östlicher Divan und Chinesisch-deutsche Tages- und Jahreszeiten Zeugnis. Goethe stand in brieflichem Kontakt mit europäischen Schriftstellern, so mit dem schottischen Essayisten und Verfasser von The Life von Schiller (1825), Thomas Carlyle, mit Lord Byron und dem Italiener Alessandro Manzoni. Er übersetzte die Memoiren des Renaissance-Goldschmieds Benvenuto Cellini und Diderots satirisch-philosophischen Dialog Rameaus Neffe. Regelmäßig las er ausländische Journale wie die französische Literaturzeitschrift Le Globe, die kulturgeschichtliche italienische Zeitschrift L’Eco und die Edinburgh Review. Gerhard R. Kaiser vermutet, dass in Goethes Äußerungen über Weltliteratur die Verfasserin von De l’Allemagne. (Über Deutschland. 1813), Madame de Staël, die 1803 Weimar einen Besuch abgestattet hatte, unausgesprochen präsent sei, weil ihr Werk den sich zu Goethes Zeiten vollziehenden weltliterarischen Prozess beschleunigt habe.
Im Gespräch mit Eckermann postulierte er: „National-Literatur will jetzt nicht viel sagen, die Epoche der Welt-Literatur ist an der Zeit und jeder muß jetzt dazu wirken, diese Epoche zu beschleunigen.“ Während er in seinen letzten Jahren die neuere deutsche Literatur kaum einer Erwähnung für würdig befand, las er „aus Frankreich Balzac, Stendhal, Hugo, aus England Scott und Byron, und aus Italien Manzoni“.

## Werk
Das künstlerische Werk Goethes ist vielfältig. Den bedeutendsten Platz nimmt das schriftstellerische Werk ein. Daneben stehen das zeichnerische Werk mit über 3.000 hinterlassenen Arbeiten, die 26-jährige Theaterdirektion in Weimar und nicht zuletzt die Planung des „Römischen Hauses“ im Park an der Ilm. Sein Werk übergreifen und durchdringen seine Ansichten zur Natur und zur Religion und sein ästhetisches Verständnis.

### Lyrik
Von seiner Jugend bis ins hohe Alter war Goethe Lyriker. Mit seinen Gedichten prägte er die literarischen Epochen des Sturm und Drangs und der Weimarer Klassik. Ein großer Teil seiner Lyrik erlangte Weltgeltung und gehört zum bedeutendsten Teil des lyrischen Kanons der deutschsprachigen Literatur.
Im Laufe von etwa 65 Jahren schrieb er mehr als 3000 Gedichte, die teils eigenständig, teils in Zyklen wie den Römischen Elegien, dem Sonettenzyklus, dem West-östlichen Divan oder der Trilogie der Leidenschaft erschienen. Das lyrische Werk zeigt eine erstaunliche Formen- und Ausdrucksvielfalt und entspricht der Weite des inneren Erlebens. Neben langen, mehrere hundert Verse umfassenden Gedichten stehen kurze Zweizeiler, neben Versen mit hoher sprachlicher und metaphorischer Komplexität einfache Sprüche, neben strengen und antikisierenden Metren liedhafte oder spöttische Strophen sowie reimlose Gedichte in freien Rhythmen. Mit seinem lyrischen Gesamtwerk hat Goethe das deutschsprachige Gedicht „erst eigentlich geschaffen“ und Vorbilder hinterlassen, an denen sich nahezu alle nachfolgenden Dichter gemessen haben.
In seiner lyrischen Produktion hat Goethe sich alle aus der (alten und neuen) Weltliteratur bekannten Formen dieser literarischen Gattung mit metrischer Virtuosität zu eigen gemacht. Sein poetisches Ausdrucksvermögen wurde ihm so selbstverständlich „wie Essen und Atmen“. Bei der Zusammenstellung seiner Gedichte ist er selten chronologisch vorgegangen, sondern nach Kriterien der thematischen Kohärenz, wobei sich die einzelnen Gedichte gegenseitig ergänzen, aber auch widersprechen konnten. Das stellt die Goetheforschung bei der Publikation seines lyrischen Werks in kritischen Gesamtausgaben vor große Probleme. Eine Gliederung, die sich als einflussreich erwiesen hat und leicht zugänglich ist, ist die von Erich Trunz in der Hamburger Ausgabe. Die beiden von Trunz herausgegebenen Bände sind im ersten Band, Gedichte und Epen I, in leicht chronologischer Ordnung gegliedert: Frühe Gedichte, Sturm und Drang, Gedichte der ersten Mannesjahre. Die Zeit der Klassik. Alterswerke. Der zweite Band, Gedichte und Epen II. enthält den West-östlichen Divan und die Versepen Reineke Fuchs. Hermann und Dorothea und Achilleis.

### Epik
Das epische Werk Goethes umfasst, wie das dramatische, fast alle Formen der epischen Literatur: die Tierfabel (Reineke Fuchs), das Versepos (Hermann und Dorothea), die Novelle (Novelle), den Roman (Die Wahlverwandtschaften, Wilhelm Meisters Lehr- und Wanderjahre) und Briefroman (Die Leiden des jungen Werthers), den Reisebericht (Italienische Reise) und autobiographische Schriften (Dichtung und Wahrheit, Campagne in Frankreich).
Goethes erster Roman, Die Leiden des jungen Werthers, wurde zu einem der größten Erfolge der deutschen Literaturgeschichte. Der Verfasser bediente sich einer für das 18. Jahrhundert typischen Erzählform, des Briefromans. Aber er radikalisierte dieses Genre, indem er keinen Briefwechsel zwischen Romanfiguren darstellte, sondern einen monologischen Briefroman schrieb. In Dichtung und Wahrheit bekennt er, dass er mit dem Roman zum ersten Mal von seinem Leben dichterischen Gebrauch gemacht habe. Mit der empfindsamen Gestaltung seiner unerfüllten Liebesgeschichte mit Charlotte Buff in Wetzlar löste er eine regelrechte „Werther-Mode“ aus. Man kleidete sich wie er (blauer Gehrock, gelbe Hosen, braune Stiefel), redete und schrieb wie er. Auch gab es zahlreiche suizidale Nachahmer, denen Werthers Freitod als Vorbild diente (siehe Werther-Effekt). Seinen frühen europäischen Ruf verdankte er diesem Roman, der 1800 in den meisten europäischen Sprachen greifbar war. Selbst Napoleon kam bei der historischen Begegnung mit Goethe am 2. Oktober 1808 in Erfurt auf dieses Buch zu sprechen.
Eine zentrale Stellung in Goethes epischem Werk nehmen die Wilhelm Meister-Romane ein. Der Roman Wilhelm Meisters Lehrjahre galt den Romantikern als epochales Ereignis und „Paradigma des romantischen Romans“ (Novalis), den realistischen Erzählern als „Auftakt zur Geschichte des Bildungs- und Entwicklungsromans“ im deutschsprachigen Bereich. Insbesondere den realistischen Erzählern wie Karl Immermann, Gottfried Keller und Adalbert Stifter, später auch Wilhelm Raabe und Theodor Fontane diente er als Paradigma für die poetische Reproduktion der realen Wirklichkeit. Hingegen erscheint das Spätwerk Wilhelm Meisters Wanderjahre durch seine offene Form, mit dem tendenziellen Verzicht auf die inhaltliche Instanz eines zentralen Helden und allwissenden Erzählers, als ein „hochmodernes Kunstwerk“, welches dem Leser „eine Vielzahl von Rezeptionsangeboten macht“. Der erst postum (1911) veröffentlichte Vorläufer Wilhelm Meisters theatralische Sendung – ein fragmentarischer „Urmeister“ – steht inhaltlich noch dem Sturm und Drang näher und wird formal dem Genre des Theater- und Künstlerromans zugeordnet. Unter diesem Genre hatten die Romantiker schon Wilhelm Meisters Lehrjahre rezipiert.
Die Wahlverwandtschaften hat Goethe in einer Konversation als sein „bestes Buch“ bezeichnet. In einer Art experimenteller Anordnung bringt er darin zwei Paare zusammen, deren naturgebundenes Schicksal er nach dem Modell chemischer Anziehungs- und Abstoßungskräfte gestaltet, indem er deren Gesetzmäßigkeit den Beziehungen zwischen den beiden Paaren unterlegt. Eine Ambivalenz von sittlichen Lebensformen und rätselhaften Leidenschaften bestimmt das Romangeschehen. Der Roman erinnert an Goethes ersten Roman, den Werther, vornehmlich durch den „unbedingten, ja rücksichtslosen Liebesanspruch“ einer der Hauptpersonen (Eduard), „im Kontrast mit dem selbstbeherrschten Verzicht“ der anderen. Thomas Mann sah in ihm „Goethe’s ideellstes Werk“, das einzige Produkt größeren Umfangs, das Goethe, seinem Selbstzeugnis zufolge, „nach Darstellung einer durchgreifenden Idee gearbeitet“ habe. Das Werk eröffnete die Reihe europäischer Ehe(bruch)romane: Flauberts Madame Bovary, Tolstois Anna Karenina, Fontanes Effi Briest. Es wurde als unmoralisch kritisiert, obwohl der Autor den Ehebruch nur gedanklich vollziehen lässt.
Die Italienische Reise veröffentlichte Goethe Jahrzehnte nach seiner Reise. Sie ist kein Reisebuch im üblichen Sinne, sondern eine Selbstdarstellung in der Begegnung mit dem Süden, ein Stück Autobiographie. Im Erstdruck erschien sie 1816–1817 als „Zweite Abteilung“ seiner Autobiographie Aus meinem Leben, deren „Erste Abteilung“ Dichtung und Wahrheit enthielt. Als Grundlage dienten Goethe sein an Charlotte von Stein in losen Folgen geschicktes italienisches Reisejournal und die damaligen Briefe an sie und Herder. Erst 1829 erschien das Werk unter dem Titel Italienische Reise mit einem zweiten Teil: „Zweiter Römischer Aufenthalt“. Darin wechseln redigierte Originalbriefe mit später geschriebenen Berichten.
Mit Dichtung und Wahrheit nahm Goethe im ersten Jahrzehnt des 19. Jahrhunderts die Abfassung einer großen Autobiographie in Angriff. Deren ursprüngliche Konzeption war eine zur Metamorphose stilisierte Bildungsgeschichte des Dichters. Bei der Arbeit am dritten Teil geriet er mit diesem Interpretationsmodell in die Krise; er ersetzte es durch die Kategorie des „Dämonischen“, mit der er das Unkontrollierbare eines übermächtigen Natur- wie Geschichtszusammenhangs zu erfassen suchte. Die Darstellung kam nicht über die Schilderung von Kindheit, Jugend, Studium und ersten literarischen Erfolgen hinaus.

### Dramatik
Goethe hat seit seiner Jugendzeit bis in seine letzten Lebensjahre mehr als zwanzig Dramen verfasst, von denen Götz von Berlichingen, Clavigo, Egmont, Stella, Iphigenie auf Tauris, Torquato Tasso und vornehmlich die beiden Teile des Faust noch heute zum klassischen Repertoire der deutschen Theater gehören. Obgleich seine Theaterstücke die gesamte Spannweite der Theaterformen – Schäferspiel, Farce, Schwank, Komödie, heroisches Drama, Trauerspiel – umfassen, bilden doch die klassischen Dramen und Tragödien den Schwerpunkt seiner dramatischen Produktion. Drei seiner Theaterstücke wurden zu Meilensteinen der deutschen Dramenliteratur.
Mit dem Sturm-und-Drang-Drama Götz von Berlichingen mit der eisernen Hand gelang Goethe der Durchbruch als Dramatiker; es machte ihn über Nacht berühmt. Zeitgenossen sahen in ihm „etwas von Shakespeares Geist“, ja in Goethe den „deutschen Shakespeare“. Neben dem „Götz-Zitat“ schlug sich auch der auf die Hauptperson gemünzte Ausruf „Es ist eine Wollust, einen großen Mann zu sehn“ im sprichwörtlichen Sprachschatz der Deutschen nieder. Ein weiteres historisches Drama, der Egmont, ist gleichfalls um einen einzelnen dominanten Charakter organisiert, auch er in stellvertretender Funktion für den Autor, der seine Werke als „Bruchstücke einer großen Konfession“ verstand.
Das Drama Iphigenie auf Tauris gilt als vorbildlich für Goethes Klassizismus. Goethe selbst bezeichnete es gegenüber Schiller als „ganz verteufelt human“. Friedrich Gundolf sah in ihm sogar das „Evangelium der deutschen Humanität schlechthin“. Die ursprüngliche Prosaversion wurde in der endgültigen Fassung (1787) wie der zur gleichen Zeit vollendete Torquato Tasso, das „erste reine Künstlerdrama der Weltliteratur“, in Blankversen verfasst.
Die Faust-Tragödie, an der Goethe mehr als sechzig Jahre lang arbeitete, bezeichnet der Faust-Experte und Herausgeber des Bandes mit den Faust-Dichtungen in der Frankfurter Ausgabe, Albrecht Schöne, als die „Summe seiner Dichtkunst“. Mit dem Faust griff Goethe einen Renaissance-Stoff über die Hybris des Menschen auf und spitzte ihn auf die Frage zu, ob sich das Streben nach Erkenntnis mit dem Verlangen nach Glück vereinbaren lässt. Heinrich Heine nannte das Faust-Drama „die weltliche Bibel der Deutschen“. Der Philosoph Hegel würdigte das Drama als die „absolute philosophische Tragödie“, in welcher „einerseits die Befriedigungslosigkeit in der Wissenschaft, andererseits die Lebendigkeit des Weltlebens und irdischen Genusses […] eine Weite des Inhalts gibt, wie sie in ein und demselben Werke […] zuvor kein anderer dramatischer Dichter gewagt hat“. Nach der Reichsgründung wurde Faust zum „nationalen Mythos“, zur „Inkarnation deutschen Wesens und deutschen Sendungsbewußtseins“ verklärt. Neuere Interpretationen drängen den überkommenen Deutungsoptimismus des „Faustischen“ mit seiner Vorbildfigur für rastlosen Drang nach Vervollkommnung zurück und verweisen stattdessen auf das „Ruheverbot“ und den „Bewegungszwang“ im modernen Charakter des „Global Player Faust“ hin.
Die auf das französische Drama (vornehmlich das von Pierre Corneille und Jean Baptiste Racine) fixierte Theatertheorie Johann Christoph Gottscheds hat Goethe abgelehnt, wie schon vor ihm Gotthold Ephraim Lessing. Nachdem Herder ihn in Straßburg mit Shakespeares Dramen bekannt gemacht hatte, erschien ihm als Stürmer und Dränger die von Gottsched gemäß Aristoteles geforderte Einheit von Ort, Handlung und Zeit „kerkermäßig ängstlich“ und „lästige Fesseln unserer Einbildungskraft“. Mit Götz von Berlichingens Bericht von seinem Leben fiel ihm ein Stoff in die Hände, der als „deutschnationale[r] Stoff […] dem englischnationalen Stoff Shakespeares entsprach“. Die im Götz gewählte offene dramatische Form wagte Goethe gleichwohl nur noch im Faust. Albrecht Schöne zufolge ging das Stück schon im ersten Teil „aus den gewohnten dramatischen Fugen“ der „traditionell-aristotelischen Einheitsregeln“; im zweiten Teil seien die „Auflösungserscheinungen unübersehbar“. Die späteren Dramen nach dem Götz näherten sich – unter Lessings Einfluss – dem bürgerlichen Drama (Stella, Clavigo) und klassischen Formen an, letzteres am deutlichsten in der Iphigenie, in der die Einheit des Orts (Hain vor Dianas Tempel) und der Zeit gewahrt wird.

### Schriften zur Kunst und Literatur
Beginnend mit seinen Jugendwerken, hat Goethe sich Zeit seines Lebens zu Fragen der Kunst und Literatur geäußert. Am Anfang standen zwei „Prosahymnen“ aus den frühen 1770er Jahren: die Rede zum Shakespeare-Tag (1771) und der Hymnus auf das Straßburger Münster und seinen Erbauer Erwin von Steinbach mit der Schrift Von deutscher Baukunst (1772). Im späten Alter schrieb er eine eingehende Würdigung von Leonardos Gemälde Das Abendmahl (1818), in dem er den sakramentalen Charakter des Werks vernachlässigte und an ihm exemplarisch die künstlerische Autonomie mit ihrer eigenen inneren Gesetzlichkeit aufzeigte. Dazwischen lagen zahlreiche kunst- und literaturtheoretische Arbeiten, wie der 1798 im ersten Band seiner Zeitschrift  Propyläen veröffentlichte Aufsatz Über Laokoon und die Übersetzung der Autobiographie des italienischen Renaissance-Künstlers Leben des Benvenuto Cellini (1803), ferner das von ihm herausgegebene Sammelwerk Winckelmann und sein Jahrhundert. In Briefen und Aufsätzen (1805) mit seinen Skizzen über Person und Werk Winckelmanns sowie zahlreiche Aufsätze zur europäischen und außereuropäischen Literatur, die Goethes Vorstellung einer entstehenden Weltliteratur bekräftigten.

### Briefe
Goethe war nach dem Urteil Nicholas Boyles „einer der größten Briefeschreiber der Welt“, der Brief sei für ihn die „natürlichste literarische Form“ gewesen. Etwa 12.000 Briefe von ihm und 20.000 an ihn sind erhalten. Allein der bedeutsame Briefwechsel zwischen Goethe und Schiller umfasst 1015 überlieferte Briefe. Ungefähr anderthalbtausend Briefe richtete er an Charlotte von Stein.

### Zeichnungen

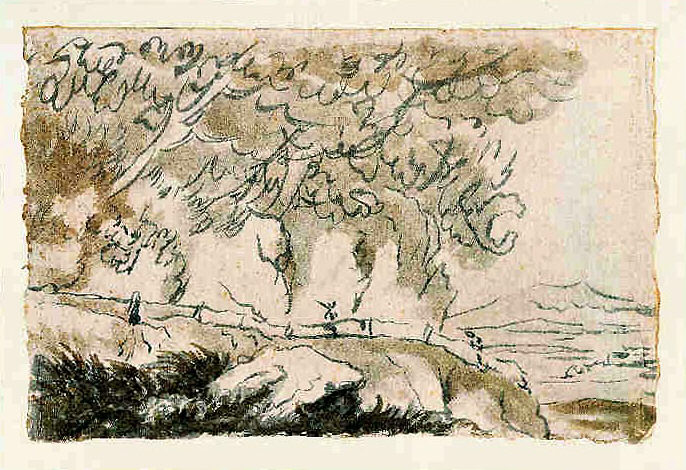
Die Solfatara von Pozzuoli, lavierte Tuschezeichnung von Johann Wolfgang von Goethe, 1787

Zeit seines Lebens hat Goethe gezeichnet, „vorzugsweise mit Bleistift, Kohle, Kreide und kolorierter Tinte“, außerdem sind einige frühe Radierungen überliefert. Seine bevorzugten Sujets waren Porträts von Köpfen, Theaterszenen und Landschaften. Hunderte Zeichnungen entstanden während seiner ersten Reise in die Schweiz mit den Stolberg-Brüdern 1775 und auf seiner Italienreise 1786–1788. In Rom lehrten ihn seine Künstlerkollegen das perspektivische Malen und Zeichnen und motivierten ihn zum Studium der menschlichen Anatomie. So erwarb er bei dem berühmten Chirurgen Lobstein Anatomiekenntnisse. Er erkannte dabei aber auch seine Grenzen in diesem Metier.

### Naturwissenschaftliche Schriften

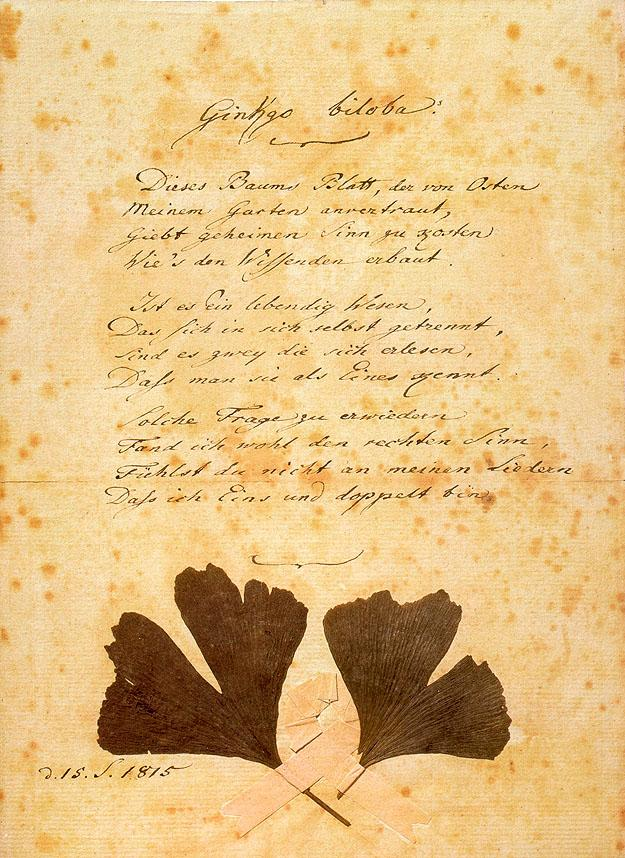
Ginkgo biloba; Goethe erstellte von diesem Gedicht – unter Hinzufügung zweier getrockneter Ginkgo-Blätter – 1815 eine gesonderte Reinschriftfassung; Erstfassung unter Gingo biloba

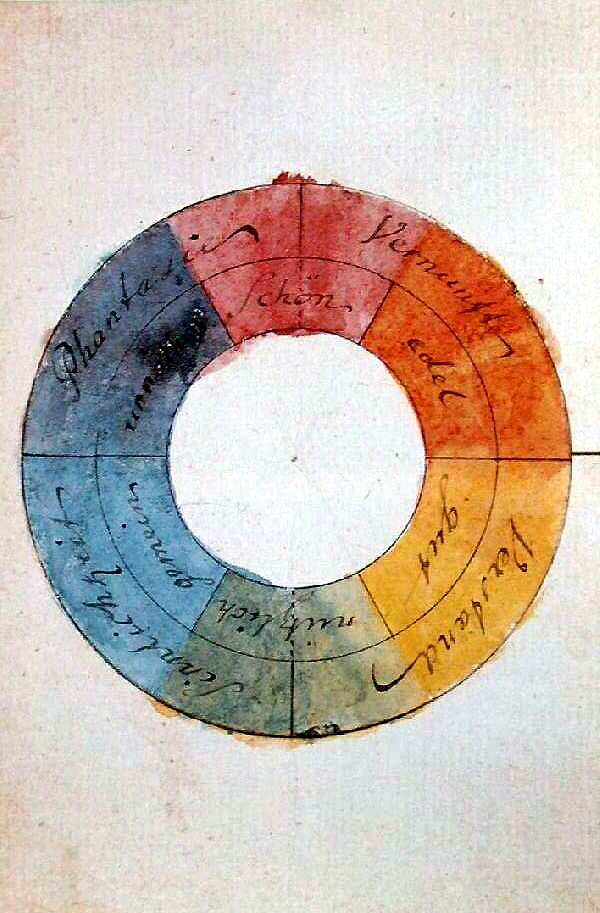
Farbenkreis zur Symbolisierung des menschlichen Geistes- und Seelenlebens, aquarellierte Federzeichnung Goethes, 1809

Goethes Mittel der Naturerkenntnis war die Beobachtung; Hilfsmitteln wie dem Mikroskop stand er misstrauisch gegenüber:

„Der Mensch an sich selbst, insofern er sich seiner gesunden Sinne bedient, ist der größte und genaueste physikalische Apparat, den es geben kann; und das ist eben das größte Unheil der neuern Physik, daß man die Experimente gleichsam vom Menschen abgesondert hat und bloß in dem, was künstliche Instrumente zeigen, die Natur erkennen, ja, was sie leisten kann, dadurch beschränken und beweisen will.“

Er war bestrebt, die Natur in ihrem Gesamtzusammenhang mit Einschluss des Menschen zu erkennen. Die Abstraktion, deren sich die Wissenschaft damals zu bedienen begann, betrachtete Goethe wegen der damit verbundenen Isolierung der Objekte vom Betrachter mit Misstrauen. Sein Verfahren ist mit der modernen exakten Naturwissenschaft jedoch nicht zu vereinbaren: „er […] hat den Bereich des unmittelbar sinnlichen Eindrucks und der unmittelbar geistigen Anschauung nicht überschritten in Richtung auf eine abstrakte, mathematisch verifizierbare, unsinnliche Gesetzlichkeit,“ (Karl Robert Mandelkow) stellte der Physiker Hermann von Helmholtz 1853 fest.
Goethes Beschäftigung mit der Naturwissenschaft fand vielfach Eingang in seine Dichtung, so in den Faust und in die Gedichte Die Metamorphose der Pflanzen und Gingo biloba. Der Goethe zeitlebens beschäftigende Faust registriert für den Philosophen Alfred Schmidt, wie „die Abfolge von Gesteinsschichten, die Stadien seiner Naturerkenntnis“.
Die belebte Natur stellte Goethe sich als in ständigem Wandel begriffen vor. So versuchte er in der Botanik zunächst, die unterschiedlichen Pflanzenarten auf eine gemeinsame Grundform, die „Urpflanze“, zurückzuführen, aus der sich sämtliche Arten entwickelt haben sollten. Später richtete er seine Aufmerksamkeit auf die einzelne Pflanze und glaubte zu erkennen, dass die Teile der Blüte und die Frucht letztlich umgebildete Blätter darstellen. Die Ergebnisse seiner Beobachtungen veröffentlichte er in der Schrift Versuch die Metamorphose der Pflanzen zu erklären (1790). In der Anatomie gelang Goethe 1784, gemeinsam mit dem Anatomieprofessor Justus Christian Loder, zu seiner großen Freude die (vermeintliche) Entdeckung des Zwischenkieferknochens beim menschlichen Embryo. Der Zwischenkieferknochen, zur damaligen Zeit bei anderen Säugetieren bekannt, verwächst beim Menschen vor der Geburt mit den angrenzenden Oberkieferknochen. Seine Existenz beim Menschen wurde von der Mehrheit der damaligen Anatomen bestritten. Aber schon vier Jahre vor Goethes Beobachtung hatte der französische Anatom Félix Vicq d’Azyr vor der Académie Royale des Sciences über seine Existenz an einem menschlichen Fötus berichtet. Sein Nachweis beim Menschen galt damals als wichtiges Indiz für dessen – von vielen Wissenschaftlern bestrittene – Verwandtschaft mit den Tieren.
Seine Farbenlehre (erschienen 1810) hielt Goethe für sein naturwissenschaftliches Hauptwerk und verteidigte die darin vertretenen Thesen hartnäckig gegen zahlreiche Kritiker. Im Alter äußerte er, dass er den Wert dieses Werks höher einschätze als den seiner Dichtung. Mit der Farbenlehre stellte Goethe sich gegen diejenige Isaac Newtons, der nachgewiesen hatte, dass das weiße Licht sich aus Lichtern der unterschiedlichen Farben zusammensetzt. Goethe glaubte dagegen aus eigenen Beobachtungen schließen zu können, „daß das Licht eine unteilbare Einheit sei und die Farben aus dem Zusammenwirken von Hellem und Dunklem, Licht und Finsternis entstünden, und zwar durch die Vermittlung eines ‚trüben‘ Mediums“. So erscheine beispielsweise die Sonne rötlich, wenn sich eine trübe Dunstschicht vor ihr ausbreitet und sie abdunkelt. Schon zu Goethes Zeiten erkannte man allerdings, dass diese Phänomene sich auch mit der Theorie Newtons erklären lassen. Die Farbenlehre wurde in ihrem Kern von der Fachwelt schon bald zurückgewiesen, übte aber auf die zeitgenössischen und nachfolgenden Maler, vor allem Philipp Otto Runge, großen Einfluss aus. Zudem erwies sich Goethe damit als „Pionier der naturwissenschaftlichen Farbpsychologie“. Heute wird „sowohl Newton wie auch Goethe teilweise Recht und teilweise Unrecht“ zugebilligt; beide Forscher seien „Beispiele für unterschiedliche Typen experimentellen Arbeitens innerhalb des Systems der modernen Naturwissenschaft“.
In der Geologie befasste Goethe sich vor allem mit dem Aufbau einer Mineralien-Sammlung, die bei seinem Tode auf 17.800 Steine angewachsen war. Über die Einzelerkenntnis der Gesteinsarten wollte er generelle Einsichten in die materielle Beschaffenheit der Erde und die Erdgeschichte erlangen. Die neuen Erkenntnisse der chemischen Forschung verfolgte er mit großem Interesse. Im Rahmen seiner Zuständigkeit für die Universität Jena begründete er den ersten Lehrstuhl für Chemie an einer deutschen Hochschule.

### Niederschriften von Gesprächen
Für die Goetheforschung sind die umfangreichen Niederschriften von Johann Peter Eckermanns Gespräche mit Goethe in den letzten Jahren seines Lebens, die von Goethes Unterhaltungen mit dem Kanzler Friedrich von Müller und die Mittheilungen über Goethe von Friedrich Wilhelm Riemer von erheblicher Bedeutung für das Verständnis von Goethes Werk und Persönlichkeit. Die von Eckermann nach Goethes Tod in zwei Teilen 1836 und einem dritten Teil 1848 veröffentlichten Niederschriften umfassen den Zeitraum 1823 bis 1832. Der mit Goethe befreundete und als sein Testamentsvollstrecker von ihm bestimmte Kanzler von Müller schrieb erstmals 1808 eine Unterhaltung mit Goethe nieder. In den nachfolgenden Jahren folgten weitere Gesprächsberichte, zunächst in seinem Tagebuch, dann auf gesonderten Blättern ausgearbeitet. Zwei noch zu seinen Lebzeiten 1832 veröffentlichte Gedächtnisreden auf Goethe ließen den Reichtum seiner Goethe-Aufzeichnungen erkennen, die aber erst 1870 gesammelt aus dem Nachlass veröffentlicht wurden. Friedrich Wilhelm Riemer, ein Sprachuniversalist und Bibliothekar in Weimar, war Goethe während dreier Jahrzehnte, zunächst als Hauslehrer seines Sohnes August, sodann als Schreiber und Sekretär zu Diensten. Er gab unmittelbar nach Goethes Tod dessen Briefwechsel mit Zelter heraus und wirkte an den großen Werkausgaben mit. Seine Mittheilungen erschienen erstmals 1841 in zwei Bänden.

### Übersetzungen
Goethe war ein beflissener und vielseitiger Übersetzer. Er übertrug Werke aus dem Französischen (Voltaire, Corneille, Jean Racine, Diderot, de Staël), dem Englischen (Shakespeare, Macpherson, Lord Byron), dem Italienischen (Benvenuto Cellini, Manzoni), dem Spanischen (Calderón) und dem Altgriechischen (Pindar, Homer, Sophokles, Euripides). Auch aus der Bibel übersetzte er neu das Hohe Lied Salomons.

## Ehrungen

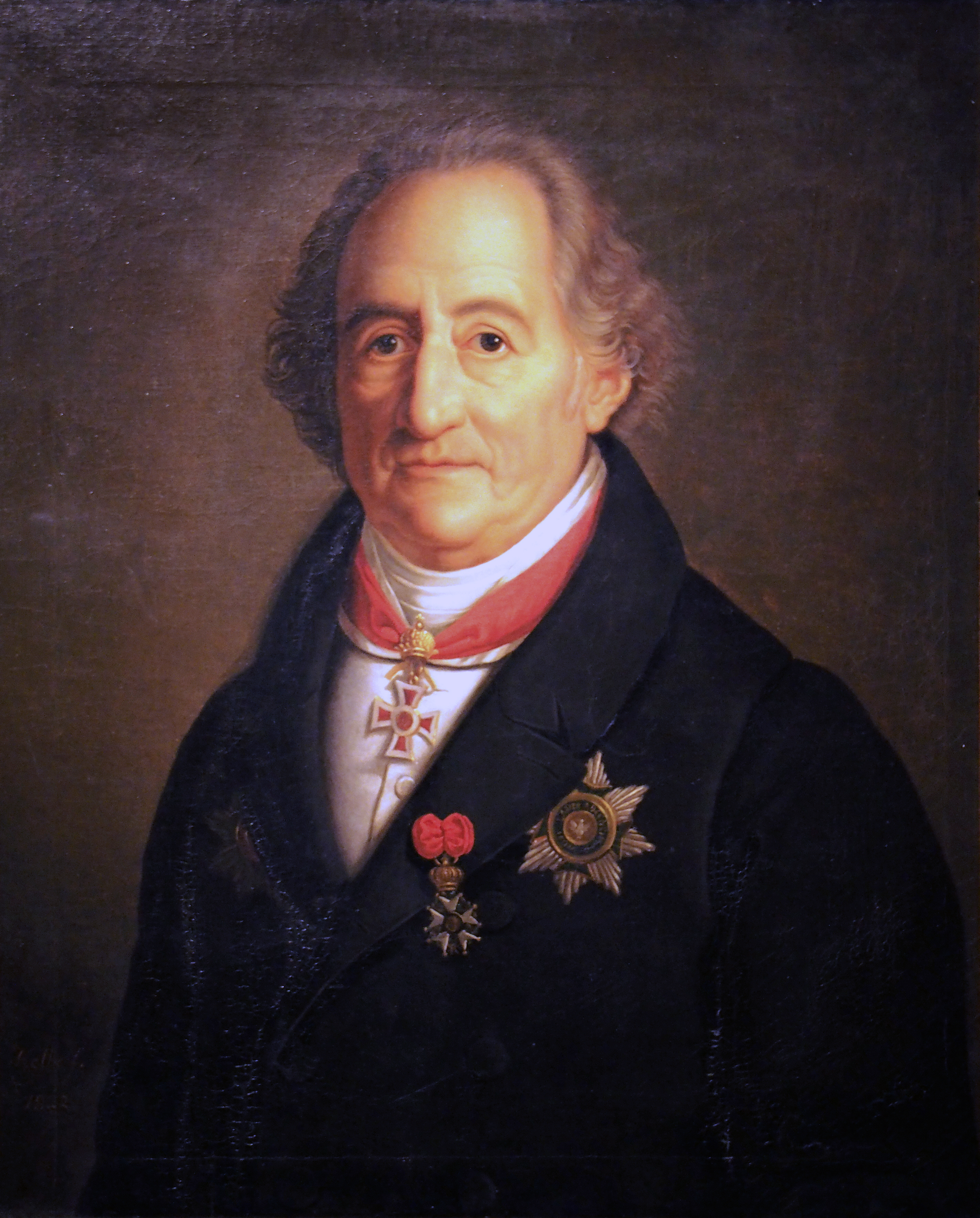
Goethe-Porträt von Heinrich Christoph Kolbe, 1822

Das Dichtergenie Goethe erhielt diverse Orden und Auszeichnungen. Napoleon Bonaparte überreichte ihm am 14. Oktober 1808 das Ritterkreuz der französischen Ehrenlegion (französisch Chevalier de la Légion d’Honneur). Goethe schätzte diesen Orden, da er ein Verehrer des französischen Kaisers war.
Im Jahr 1805 wurde der naturwissenschaftlich tätige Goethe als Ehrenmitglied an der Universität Moskau aufgenommen. Am 15. Oktober 1808 erhielt er vom Zaren Alexander I. den Russischen Orden der Heiligen Anna 1. Klasse. Im Jahr 1815 zeichnete Kaiser Franz I. Goethe mit dem österreichisch-kaiserlichen Leopold-Orden aus. Am 30. Januar 1816 erhielt Goethe das Großkreuz des vom Großherzog Carl August von Sachsen-Weimar-Eisenach neu belebten Hausordens vom Weißen Falken (auch Hausorden der Wachsamkeit). Die Auszeichnung erhielt er für seine amtliche Tätigkeit als Wirklicher Geheimer Rat beziehungsweise für seine politischen Aktivitäten. Im Jahr 1818 erhielt Goethe vom französischen König Ludwig XVIII. das Offizierskreuz des Ordens der Ehrenlegion. An seinem 78. Geburtstag, dem 28. August 1827, bekam er seinen letzten Orden, das Großkreuz des Verdienstordens der Bayerischen Krone. König Ludwig I. von Bayern war zur Verleihung persönlich angereist. 1830 wurde er Ehrenmitglied des Instituto di corrispondenza archeologica.
Goethe hatte ein pragmatisches Verhältnis zu Orden. Gegenüber dem Porträtmaler Moritz Daniel Oppenheim sagte er im Mai 1827: „Ein Titel und ein Orden hält im Gedränge manchen Puff ab …“ Der Asteroid des mittleren Hauptgürtels (3047) Goethe wurde nach ihm benannt.

## Nachkommen
Johann Wolfgang von Goethe und seine Frau Christiane von Goethe hatten fünf Kinder. Nur August von Goethe, der zuerst geborene, (* 25. Dezember 1789; † 27. Oktober 1830) erreichte das Erwachsenenalter. Ein Kind wurde bereits tot geboren, die anderen starben alle sehr früh, was in der damaligen Zeit nicht ungewöhnlich war. August hatte drei Kinder: Walther Wolfgang (* 9. April 1818; † 15. April 1885), Wolfgang Maximilian (* 18. September 1820; † 20. Januar 1883) und Alma Sedina (* 29. Oktober 1827; † 29. September 1844). August starb aus umstrittenen Gründen zwei Jahre vor seinem Vater in Rom. Seine Frau Ottilie von Goethe gebar nach seinem Tod ein weiteres (nicht von August stammendes) Kind namens Anna Sibylle, das nach einem Jahr starb. Ihre Kinder blieben unverheiratet, so dass die direkte Nachkommenslinie von Johann Wolfgang von Goethe 1885 ausstarb. Seine Schwester Cornelia hatte zwei Kinder (Nichten Goethes), deren Nachkommen (Linie Nicolovius) noch heute leben. Siehe Goethe (Familie).
Goethe hatte seine drei Enkel als Universalerben eingesetzt. Als Überlebender der drei Enkel sicherte Walther das Familienerbe für die Öffentlichkeit. In seinem Testament vermachte er Goethes Archiv der Großherzogin Sophie persönlich, die Sammlungen und den Grundbesitz dem Staat Sachsen-Weimar-Eisenach.

## Rezeption

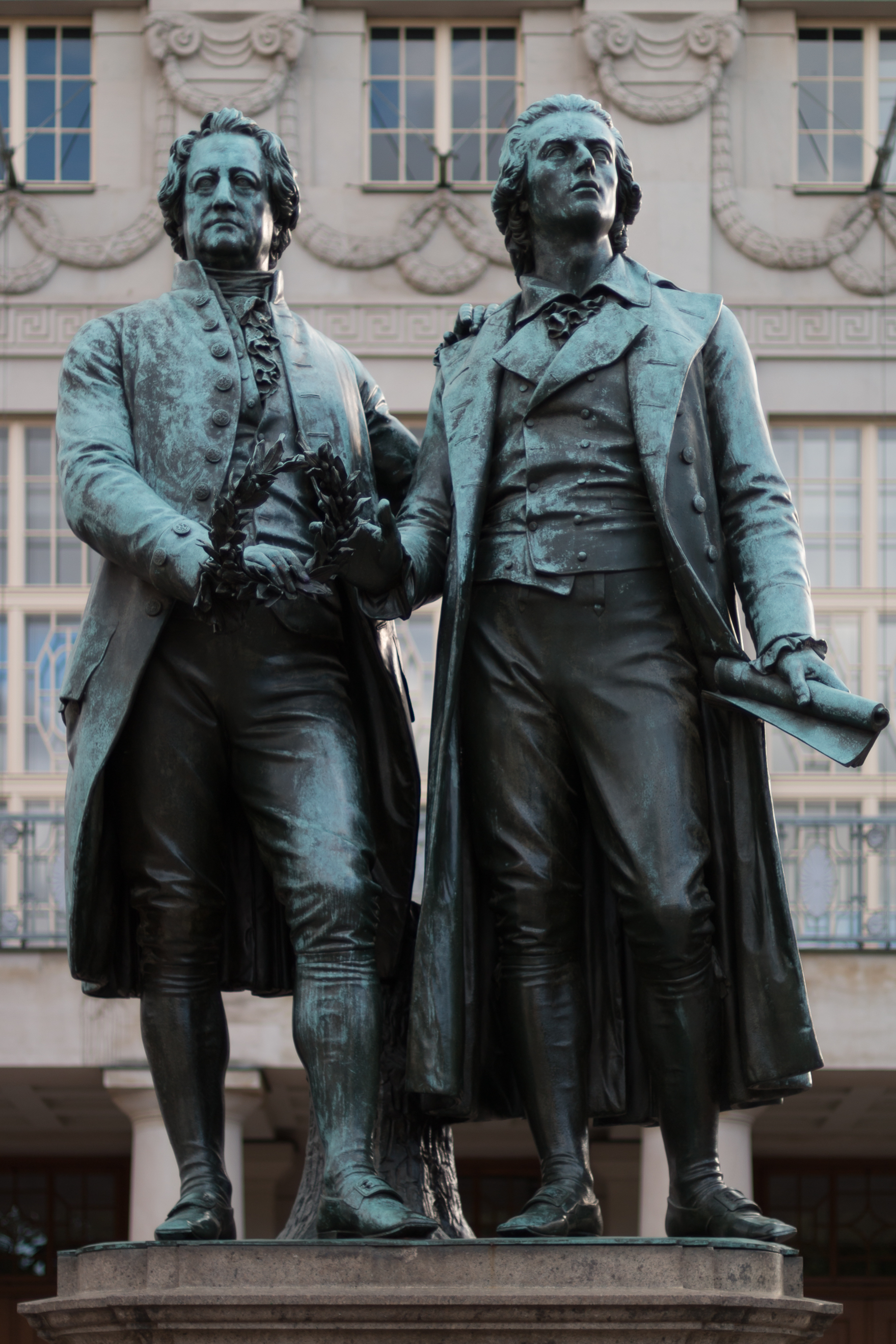
Goethe-Schiller-Denkmal in Weimar

Goethe gilt als ein Autor, „der wie kaum ein anderer weltweit in alle Lebensbereiche hinein gewirkt und seine prägenden Spuren hinterlassen hat“.

### Rezeption zu Lebzeiten im In- und Ausland
Mit dem Götz von Berlichingen (Erstdruck 1773, Uraufführung 1774) erzielte Goethe einen durchschlagenden Erfolg beim literarisch gebildeten Publikum noch vor der Uraufführung im Berliner Comödienhaus. Für Nicholas Boyle war er „von nun an und für den Rest seines langen Lebens eine öffentliche Gestalt, und sehr bald schon sah man in ihm den prominentesten Vertreter einer Bewegung“, die im 19. Jahrhundert als Sturm und Drang bezeichnet wurde. Den Höhepunkt seiner Popularität erreichte Goethe als Fünfundzwanzigjähriger mit dem Werther-Roman. Das Werk fand Zugang zu allen Leserschichten und löste eine breite Auseinandersetzung aus, behandelte es doch „zentrale religiöse, weltanschauliche und gesellschaftspolitische Probleme“, die die „Prinzipien bürgerlicher Lebensordnung“ in Frage stellten.
Deutsche Literaturhistoriker unterteilen Goethes Dichtung gewöhnlich in drei Perioden: Sturm und Drang, Weimarer Klassik und Alterswerk, während von außerhalb Deutschlands das „Zeitalter Goethes“ als eine Einheit und als Teil des „Zeitalters der europäischen Romantik“ gesehen wird. Als Opponent der romantischen Dichtung galt und gilt Goethe der deutschen Literaturkritik – sein Wort „Klassisch ist das Gesunde, romantisch das Kranke“ gehört zu den häufig zitierten. Jene verallgemeinernde Sicht vernachlässigt jedoch diesen Gegensatz und führt zum Bild einer klassisch-romantischen Periode von Klopstock bis Heinrich Heine, in der Goethe die bedeutende Rolle zukam, die klassischen Konventionen französischen Ursprungs mit romantischen Ideen und innovativen poetischen Praktiken durchbrochen zu haben.
Die Wahrnehmung der zeitgenössischen deutschen Romantiker von Goethe war ambivalent. Er war einerseits der „intellektuelle Fokus“ der Jenaer Romantiker, die ihn als „wahren Statthalter des poetischen Geistes auf Erden“ (Novalis) und seine Dichtung als „Morgenröte echter Kunst und reiner Schönheit“ (Friedrich Schlegel) glorifizierten. Mit ihrem Konzept der Universalpoesie antizipierten sie Goethes Begriff der Weltliteratur. Andererseits kritisierten sie nach ihrer Hinwendung zum Katholizismus den zuvor gepriesenen Wilhelm Meister-Roman als „künstlerischen Atheismus“ (Novalis) und Goethe als „deutschen Voltaire“ (Friedrich Schlegel).
Ebenfalls ambivalent, wenn auch in anderer Weise, würdigte Heinrich Heine in seiner Schrift Die romantische Schule Goethes Persönlichkeit und Dichtung: Er feierte ihn einerseits als Olympier und „absoluten Dichter“, dem alles, was er schrieb, zum „abgerundeten Kunstwerk“ gelang, vergleichbar nur mit Homer und Shakespeare, kritisierte aber andererseits seine politische Indifferenz im Hinblick auf die Entwicklung des deutschen Volkes.
Mit ihrem 1813 erschienenen Buch De l’Allemagne (Über Deutschland) machte Madame de Staël Frankreich und im Gefolge auch England und Italien mit deutscher Kultur und Literatur bekannt. In dem europaweit rezipierten Buch charakterisierte sie die zeitgenössische deutsche Literatur als romantische Kunst mit dem Zentrum Weimar und Goethe als exemplarischer Figur, ja als „größten deutschen Dichter“. Erst danach wurde Weimar auch jenseits der deutschen Grenzen zum Inbegriff deutscher Literatur und „erst danach setzten die Pilgerreisen von Intellektuellen aus ganz Europa an den Frauenplan ein, erst danach kam es zu den internationalen Austauschprozessen, die mit Namen wie Manzoni, Carlyle oder Walter Scott verbunden sind“. Gegen Ende seines Lebens fühlte Goethe sich weniger von seinen deutschen als von ausländischen Zeitgenossen akzeptiert, mit denen er in Austausch getreten war und die über seine Werke Artikel publizierten.

### Wandel des Goethebildes
Nach des Dichters Tod bis zur Reichsgründung sprach die akademische Goethephilologie von „einer Epoche der Goetheferne und der Goethefeindschaft“ und bezeichnete dessen 100. Geburtstag als den „tiefsten Stand seines Ansehens in der Nation“. Tatsächlich erschien in der Zeitspanne zwischen 1832 und 1871 „keine einzige Goethebiographie von bleibendem Wert“. Aber, wie Mandelkow zu berichten weiß, bildete dieser Abschnitt der Wirkungsgeschichte Goethes ein „Spannungsfeld zwischen Negation und Apotheose“. Die Weimarer Kunstfreunde und Mitarbeiter Goethes – die drei testamentarischen Verwalter von Goethes Nachlass (Eckermann, Riemer, Kanzler Friedrich Müller) und andere aus dem engeren Umkreis – gründeten gleich nach Goethes Tod den ersten „Goethe-Verein“ und legten mit ihren Nachlass-Editionen und -Dokumentationen „das erste Fundament einer Goethephilologie“. Gegen deren Goetheverehrung standen Heinrich Heines und Ludwig Börnes kritische Aneignung Goethes. Beide kritisierten zwar seine auf Ruhe und Ordnung bedachte „Kunstbehaglichkeit“ in einer Zeit politischer Restauration, aber in fundamentalem Gegensatz zu dem erbitterten „Goethehasser“ Börne schätzte Heine Goethes Dichtung als das Höchste. Für das Junge Deutschland stand Goethe im Schatten Schillers, dessen revolutionäre Tendenzen besser in die Zeit des Vormärz passten als die politisch konservative Haltung Goethes.
Auch eine christliche Opposition, sowohl von katholischer als auch von protestantischer Seite, bildete sich gegen Goethes Leben und Werk, wobei insbesondere die Wahlverwandtschaften und der Faust ins Fadenkreuz der Kritik gerieten. Mit „unverhohlener Schärfe“ richteten sich verschiedene Kampfschriften kirchlicher Parteigänger gegen den im letzten Drittel des 19. Jahrhunderts sich abzeichnenden Klassiker- und Goethekult. Der Jesuit Alexander Baumgartner schrieb eine umfangreiche Goethedarstellung, in der er allerdings Goethe als einen „glänzend begabten“ Dichter charakterisierte, aber dessen „unsittliche“ Lebensführung, „unbekümmerte Lebenslust und Genußsucht“ geißelte: „Mitten in einer christlichen Gesellschaft hat er sich offen zum Heidentum bekannt und ebenso offen nach dessen Grundsätzen sein Leben eingerichtet.“
Nachdem Goethe schon seit den 1860er Jahren zum Lektürekanon an deutschen Schulen gehörte, wurde er nach der Reichsgründung 1871 allmählich zum Genius des neuen Reiches erklärt. Beispielhaft dafür standen die Goethe-Vorlesungen Herman Grimms von 1874/75. Ihm zufolge habe Goethe „auf die geistige Atmosphäre Deutschlands gewirkt […] wie ein tellurisches Ereigniß, das unsere klimatische Wärme um so und soviele Grade im Durchschnitte erhöhte“. – „Goethe’s Prosa ist nach und nach für alle Fächer des geistigen Lebens zur mustergültigen Ausdrucksweise geworden. Durch Schelling ist sie in die Philosophie, durch Savigny in die Jurisprudenz, durch Alexander von Humboldt in die Naturwissenschaften, durch Wilhelm von Humboldt in die philologische Gelehrsamkeit eingedrungen.“
Eine Flut von Goethe-Ausgaben und Goethe-Sekundärliteratur erschien. Seit 1885 widmet sich die Goethe-Gesellschaft der Erforschung und Verbreitung des Goetheschen Werkes; zu ihren Mitgliedern gehörten die Spitzen der Gesellschaft im In- und Ausland, darunter das deutsche Kaiserpaar.
Charakteristisch für den Goethekult des Kaiserreiches war die Verlagerung des Interesses von Goethes Werk auf „das Kunstwerk seines wohlgeführten, bewegten und reichen, und doch durchaus in harmonischer Einheit zusammengehaltenen Lebens“, hinter dem im Allgemeinbewusstsein die dichterische Produktion zu verschwinden drohte. So schrieb der Schriftsteller Wilhelm Raabe 1880: „Goethe ist der deutschen Nation gar nicht der Dichterei usw. wegen gegeben, sondern daß sie aus seinem Leben einen ganzen vollen Menschen vom Anfang bis zum Ende kennenlernen.“ Aus dem Studium von Goethes als beispielhaft empfundenem Leben erhoffte man sich Rat und Nutzen für die eigene Lebensführung. Es gab jedoch auch Stimmen, die die Inhaltsleere des Goethekults in Teilen der Bevölkerung herausstellten. Gottfried Keller bemerkte 1884: „Jedes Gespräch wird durch den geweihten Namen beherrscht, jede neue Publikation über Goethe beklatscht – er selbst aber nicht mehr gelesen, weshalb man auch die Werke nicht mehr kennt, die Kenntnis nicht mehr fortbildet.“ Und Friedrich Nietzsche schrieb 1878: „Goethe ist in der Geschichte der Deutschen ein Zwischenfall ohne Folgen: wer wäre im Stande, in der deutschen Politik der letzten siebenzig Jahre zum Beispiel ein Stück Goethe aufzuzeigen!“
In der Weimarer Republik wurde Goethe als geistige Grundlage des neuen Staates beschworen. 1919 verkündete der spätere Reichspräsident Friedrich Ebert, jetzt gelte es, die Wandlung zu vollziehen, „vom Imperialismus zum Idealismus, von der Weltmacht zur geistigen Größe. […] Wir müssen die großen Gesellschaftsprobleme in dem Geiste behandeln, in dem Goethe sie im zweiten Teil des Faust und in Wilhelm Meisters Wanderjahren erfaßt hat“. Der „Geist von Weimar“ wurde als Kontrapunkt zum überwunden geglaubten „Geist von Potsdam“ gesetzt. Praktische Wirkung hatte dieses Bekenntnis jedoch nicht. Die politische Linke kritisierte den Geniekult um Goethe mit dem „Naturschutzpark“ Weimar (Egon Erwin Kisch). Bertolt Brecht erwiderte in einem Rundfunkgespräch: Die Klassiker sind im Krieg gestorben. Herbert Jhering betrachtete in einem Gespräch mit Brecht den Goethekult als verhängnisvoll für das deutsche Theater, weil er mit der Huldigung von Goethes Privaterlebnissen und seinen Schäferstunden die „Privaterlebnisse einer heraufkommenden Schicht [...] des Bürgertums“ in den Mittelpunkt stellte und eine „unkontrollierbare Erlebniskunst“ förderte. Es gab jedoch auch bedeutende Schriftsteller wie Hermann Hesse, Thomas Mann und Hugo von Hofmannsthal, die der linken Klassikerschelte ein positives Goethebild entgegensetzten. Hermann Hesse fragte 1932: „War er am Ende wirklich, wie die ihn nicht gelesen habenden, naiven Marxisten meinen, eben nur ein Heros des Bürgertums, der Mitschöpfer einer subalternen, kurzfristigen, heute längst schon wieder abgeblühten Ideologie?“
Anders als mit Schiller, Kleist und Hölderlin, tat sich die nationalsozialistische Kulturpolitik schwer, Goethe für ihre Ziele zu vereinnahmen. Alfred Rosenberg hatte 1930 in seinem Buch Der Mythus des 20. Jahrhunderts erklärt, dass Goethe für die kommenden „Zeiten erbitterter Kämpfe“ nicht brauchbar sei, „weil ihm die Gewalt einer typenbildenden Idee verhaßt war und er sowohl im Leben wie im Dichten keine Diktatur eines Gedankens anerkennen wollte“. Gleichwohl hat es nicht an Versuchen gefehlt, auch Goethe für die Ideologie des NS-Regimes in Anspruch zu nehmen, zum Beispiel in Schriften wie Goethes Sendung im Dritten Reich (August Raabe, 1934) oder Goethe im Lichte des neuen Werdens (Wilhelm Fehse, 1935). Diese Schriften waren die vornehmlichen Quellen, auf die sich die Parteioffiziellen bezogen, so auch Baldur von Schirach in seiner Rede zur Eröffnung der Weimarer Festspiele der Jugend von 1937. Als vielbenutztes Zitatreservoir wurde die Faust-Dichtung missbraucht (besonders Mephistos Ausspruch: „Blut ist ein ganz besonderer Saft“) und Faust als eine „Leitfigur des neuen nationalsozialistischen Menschentypus“ hochstilisiert.
In den beiden deutschen Staaten nach 1945 erfuhr Goethe eine Renaissance. Er erschien nun als Repräsentant eines besseren, humanistischen Deutschlands, der über die zurückliegenden Jahre der Barbarei hinwegzutragen schien. Jedoch stand die Goethe-Aneignung in Ost und West unter unterschiedlichen Vorzeichen. In der Deutschen Demokratischen Republik etablierte sich, inspiriert vor allem durch Georg Lukács, eine marxistisch-leninistische Interpretation. Der Dichter wurde nun zum Verbündeten der Französischen Revolution und Wegbereiter der Revolution von 1848/1849 erklärt, sein Faust zur „Produktivkraft für die Errichtung einer sozialistischen Gesellschaft“. Dagegen knüpfte man in der Bundesrepublik Deutschland zunächst an das traditionelle Goethebild an, das heißt an eine zum Mythos erhobene Gestalt eines Dichters, „der aus der Barbarei der vergangenen zwölf Jahre der Naziherrschaft scheinbar unbeschädigt und unberührbar hervorgegangen war“. Ab dem Ende der 1960er Jahre kam es jedoch zu einer Neubewertung von Aufklärung, Französischer Revolution und Weimarer Klassik. Mandelkow spricht von einer „Klassikschelte“ der Neuen Linken, die Friedrich Hölderlin, den „gescheiterten Revolutionär“, als Kontrastfigur zu Goethe entwarf. Gegen Ende der 1970er Jahre zeichnete sich eine Entpolitisierung der Goetherezeption ab durch objektivere Betrachtungsweisen und eine sozialgeschichtliche Analyseperspektive. Mit seinem positiven Goethe- und Klassikbild stellte Peter Hacks innerhalb der DDR-Literatur während der 1970er Jahre eine Ausnahme dar.

### Einfluss auf Literatur und Musik
Goethes Einfluss auf die nachgeborenen deutschsprachigen Dichter und Schriftsteller ist allgegenwärtig, so dass hier nur einige Autoren genannt werden können, die sich mit ihm und seinem Werk in besonderem Maße auseinandersetzten.

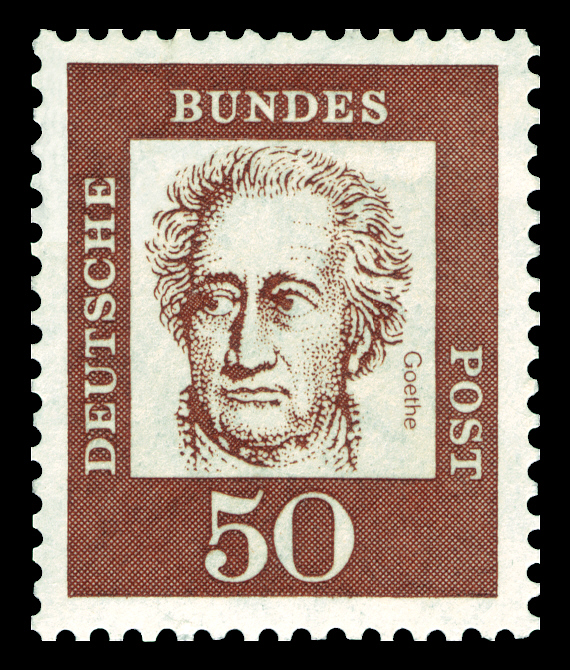
50-Pf-Dauermarke der Deutschen Bundespost (1961) aus der Serie Bedeutende Deutsche

Die Dichter und Schriftsteller der Romantik knüpften an den Gefühlsüberschwang des Sturm und Drang an. Franz Grillparzer bezeichnete Goethe als sein Vorbild und teilte mit diesem neben bestimmten stilistischen Gepflogenheiten die Abneigung gegen politischen Radikalismus jeglicher Art. Friedrich Nietzsche verehrte Goethe sein Leben lang und fühlte sich besonders in seiner skeptischen Haltung zu Deutschland und zum Christentum als dessen Nachfolger. Hugo von Hofmannsthal befand: „Goethe kann als Grundlage der Bildung eine ganze Kultur ersetzen“ und „Von Goethes Sprüchen in Prosa geht heute vielleicht mehr Lehrkraft aus als von sämtlichen deutschen Universitäten“. Er verfasste zahlreiche Aufsätze zu Goethes Werk. Thomas Mann empfand für Goethe tiefe Sympathie. Er fühlte sich ihm wesensverwandt nicht nur in seiner Rolle als Dichter, sondern auch in einer ganzen Reihe von Charakterzügen und Gewohnheiten. Thomas Mann verfasste zahlreiche Essays und Aufsätze zu Goethe und hielt die zentralen Reden zu den Goethe-Jubiläumsfeiern 1932 und 1949. In seinem Roman Lotte in Weimar lässt er den Dichter lebendig werden, mit dem Roman Doktor Faustus griff er den Fauststoff erneut auf. Hermann Hesse, der sich immer wieder mit Goethe auseinandersetzte und sich in einer Szene seines Steppenwolfs gegen eine Verfälschung des Goethebildes wandte, bekannte: „Unter allen deutschen Dichtern ist Goethe derjenige, dem ich am meisten verdanke, der mich am meisten beschäftigt, bedrängt, ermuntert, zu Nachfolge oder Widerspruch gezwungen hat.“ Ulrich Plenzdorf übertrug in seinem Roman Die neuen Leiden des jungen W. das Werther-Geschehen in die DDR der 1970er Jahre. Peter Hacks machte die Beziehung Goethes zur Hofdame Charlotte von Stein zum Thema seines Monodramas Ein Gespräch im Hause Stein über den abwesenden Herrn von Goethe. In dem Dramolett In Goethes Hand. Szenen aus dem 19. Jahrhundert machte Martin Walser Johann Peter Eckermann zur Hauptfigur und stellte ihn in seinem heiklen Verhältnis zu Goethe dar. Goethes letzte Liebe zu Ulrike von Levetzow in Marienbad diente Walser als Stoff für seinen Roman Ein liebender Mann. In Thomas Bernhards Erzählung Goethe schtirbt nennt sich die Figur Goethe einen „Lähmer der deutschen Literatur“, der darüber hinaus den Werdegang zahlreicher Dichter (Kleist, Hölderlin) ruiniert habe.
Zahlreiche Gedichte Goethes wurden – von Komponisten und Komponistinnen vor allem des 19. Jahrhunderts – vertont, wodurch der Dichter die Entwicklung des Kunstliedes förderte, obgleich er das sog. durchkomponierte Lied von Franz Schubert kategorisch ablehnte. Dennoch war Schubert mit 52 Goethe-Vertonungen der produktivste unter den musikalischen Goethe-Interpreten. Zu seinen Vertonungen zählen die populär gewordenen Lieder Heidenröslein, Gretchen am Spinnrade und Erlkönig. Carl Loewe vertonte mehrere von Goethes Balladen. Felix Mendelssohn Bartholdy, mit Goethe persönlich bekannt, vertonte die Ballade Die erste Walpurgisnacht. 1822 lernte auch Fanny Hensel Goethe kennen, nachdem sie sich beklagt hatte, dass es zu wenig gut vertonbare Gedichte gebe. Daraufhin widmete Goethe, der eine hohe Meinung von ihr als Pianistin und Komponistin hatte, ihr sein Gedicht Wenn ich mir in stiller Seele. Sie setzte das Gedicht dann auch in Töne. Neben Robert und Clara Schumann hinterließ auch Hugo Wolf Goethe-Vertonungen. Robert Schumann vertonte nicht nur Szenen aus Goethes Faust, sondern auch Gedichttexte aus Wilhelm Meisters Lehrjahre sowie ein Requiem für Mignon. Hugo Wolf vertonte unter anderem Gedichte aus dem Wilhelm Meister und dem West-östlichen Divan. Auch im 20. und 21. Jahrhundert befassten sich zahlreiche Komponisten mit Goethes Werk, wobei die musikalische Darstellung neben der bewährten Gattung des Klavierliedes vielfach in neuen Besetzungen und Rezitationsformen erfolgte. Von Gustav Mahler stammt die „gewaltigste und bedeutendste“ Goethe-Vertonung, deren „Ausstrahlung auf die Musik der Wiener Schule um Arnold Schönberg, Alban Berg und Anton Webern nicht zu unterschätzen ist“: Die groß angelegte 8. Sinfonie („Sinfonie der Tausend“) gipfelt in einer Vertonung der Bergschluchten-Szene des Faust II (1910). Zeit seines Lebens hat auch Richard Strauss regelmäßig Gedichte von Goethe vertont. Zunehmend benutzten die Komponisten neben Gedichten auch andere Texte des Dichters. So verband die Österreichische Komponistin Olga Neuwirth kleinere Passagen aus der Italienischen Reise sowie aus der Metamorphose der Pflanzen in ihren …morphologischen Fragmenten… für Sopran und Kammerensemble (1999). Goethes naturwissenschaftliche Abhandlung über die Metamorphose diente auch Nicolaus A. Huber als Grundlage für Lob des Granits für Sopran und Kammerensemble (1999). Textauszüge aus Goethes Briefen bilden neben Gedichten wie Gretchen am Spinnrade die Grundlage der Goethe-Musik (2000) des Schweizer Komponisten Rudolf Kelterborn. Bemerkenswert sind auch die vom Geist strenger Zwölftontechnik geprägten Römischen Elegien von Giselher Klebe (1952) insofern, als der Vokalpart nicht von einer Gesangsstimme, sondern von einem Sprecher ausgeführt wird. Goethes Proserpina diente Wolfgang Rihm als Libretto für eine gleichnamige Oper (Proserpina, Schwetzingen 2009). Sechs Goethe-Texte unterschiedlicher Provenienz verband derselbe Komponist zum Zyklus seiner Goethe-Lieder (2004/07). Aribert Reimann komponierte eine Szene für Sopran und Klavier mit dem Titel Ein Blick war’s, der mich ins Verderben riss. Zweiter Monolog der Stella aus dem gleichnamigen Schauspiel von Johann Wolfgang von Goethe (erschienen 2014). Jörg Widmann will seine musikalische Umsetzung von Wanderers Nachtlied für Sopran und Instrumentalensemble (1999) weder als „Text-Transport“ noch als „Ver-Tonung“ im herkömmlichen Sinn verstanden wissen. Vielmehr sei „im Nachlauschen und Hineinhorchen eine beklemmend dichte ‚Szene‘“ entstanden.

### Rezeption als Naturwissenschaftler
Goethes naturwissenschaftliche Arbeit wurde von den zeitgenössischen Fachkollegen anerkannt und ernst genommen; er stand in Kontakt mit angesehenen Forschern wie Alexander von Humboldt, mit dem er in den 1790er Jahren anatomische und galvanische Experimente unternahm, dem Chemiker Johann Wolfgang Döbereiner und dem Arzt Christoph Wilhelm Hufeland, der von 1783 bis 1793 sein Hausarzt war. In der Fachliteratur wurden seine Schriften, allen voran die Farbenlehre, von Beginn an kontrovers diskutiert; mit der Fortentwicklung der Naturwissenschaften wurden Goethes Theorien in weiten Teilen als überholt betrachtet. Eine vorübergehende Renaissance erfuhr er ab 1859, dem Erscheinungsjahr von Charles Darwins Werk Über die Entstehung der Arten. Goethes Annahme eines ständigen Wandels der belebten Welt und der Zurückführbarkeit der organischen Formen auf eine gemeinsame Urform führte nun dazu, dass er als ein Vordenker der Evolutionstheorien galt.
Nach Carl Friedrich von Weizsäcker ist es Goethe nicht gelungen „die Naturwissenschaft zu einem besseren Verständnis ihres eigenen Wesens zu bekehren […]. Wir heutigen Physiker sind […] Schüler Newtons und nicht Goethes. Aber wir wissen, daß diese Wissenschaft nicht absolute Wahrheit, sondern ein bestimmtes methodisches Verfahren ist.“
Die Klassikstiftung Weimar veranstaltete vom 28. August 2019 bis zum 16. Februar 2020 die Sonderausstellung Abenteuer der Vernunft: Goethe und die Naturwissenschaften um 1800, zu der ein Katalogband erschien.

### Exemplarische Monographien und Biographien
Aufgrund der umfangreichen Literatur werden nachfolgend nur einige exemplarische Werke vorgestellt, die das Phänomen Goethe in einer Gesamtschau analysieren und interpretieren.
Zu den frühen Werken dieser Art zählen:
- Herman Grimm: Goethe. Vorlesungen, gehalten an der Kgl. Universität zu Berlin. (2 Bände. 1. Auflage. W. Hertz, Berlin 1877; 10. Auflage. Cotta, Stuttgart 1915).
Grimms legendäre Goethe-Vorlesungen von 1874/75 (Wintersemester) und 1875 (Sommersemester) wurden in einem zweibändigen Werk von über 600 Seiten (1. Auflage) mit zahlreichen Nachauflagen publiziert. Sie prägten das Goethe-Verständnis von Generationen von Lesern und Studenten. Als einer der bedeutendsten Essayisten des 19. Jahrhunderts gilt Grimm mit seiner Vorgehensweise des „ganzheitlichen“ Nacherlebens großer Künstlerpersönlichkeiten und Werke als ein Vorläufer der geistesgeschichtlichen Kunst- und Literaturbetrachtung im Sinne Wilhelm Diltheys. Der zeitgenössischen Fachwelt erschien er eher als eigenwilliger Essayist denn als Wissenschaftler. Grimm war Mitbegründer der Goethe-Gesellschaft und Mitglied des Herausgeber-Gremiums der 143-bändigen Weimarer Goethe-Ausgabe.[394]
- Georg Simmel: Goethe. (1. Auflage. Klinkhardt & Biermann, Leipzig 1913; 5. Auflage. 1923)
Simmels mehrfach aufgelegte und „fast einhellig positiv aufgenommene“ philosophische Monographie über Goethe umfasst nur 264 Seiten. Mit einer „programmatischen Abkehr vom Typus der positivistischen Biographie“[395] verarbeitet sie Goethes biographische Daten, um ihn als exemplarische geistige Existenz und Verkörperung einer unverwechselbaren Individualität darzustellen, die „nicht nur ein Punkt in der Welt, sondern selbst eine Welt ist“. Diese Individualitäts-Auffassung habe Goethe auch auf seine hauptsächlichen Gestalten übertragen, „die jede das Zentrum einer individuellen geistigen Welt ist“.[396]
- Friedrich Gundolf: Goethe. (1. Auflage. Bondi, Berlin 1916; 7. Auflage 1920; 13. Auflage. 1930).
Gundolf, ein George-Schüler, hat mit seinem fast 800 Seiten starken Werk Goethe als eine symbolische Person ihrer Zeit dargestellt; Goethe erscheint ihm als „der gestalterische Deutsche schlechthin“. Seine Publikation löste eine bis dahin ungewohnt heftige Diskussion aus, an der namhafte Fachkollegen teilnahmen. Die Zeitschrift Euphorion widmete der Kontroverse um die Publikation 1921 ein Sonderheft. Der Streit entzündete sich an Gundolfs geistesgeschichtlicher Vorgehensweise, die die Vertreter einer historisch-philologisch orientierten Literaturforschung als „schroffsten Gegensatz“ zur Goethe-Philologie wahrnahmen. Sie bezeichneten Gundolf als „Wissenschaftskünstler“.[397] Walter Benjamin kritisierte an Gundolfs Buch, es habe „das gedankenloseste Dogma des Goethekults, das blasseste Bekenntnis der Adepten: dass unter allen Goetheschen Werken das größte sein Leben sei […] aufgenommen“ und würde demnach nicht streng zwischen Goethes Leben und seinen Werken unterscheiden.[398]

Für die gegenwärtige Literaturwissenschaft bieten die drei Monographien keine direkten Anknüpfungspunkte.
Zwei bedeutende Werke aus den 1950er/1960er Jahren bereicherten die Goetherezeption durch ihre innovativen Zugriffe:
- Emil Staiger: Goethe. Band I: 1749–1786; Band II: 1786–1814; Band III: 1814–1832. (1. Auflage Artemis & Winkler, Zürich 1958–1960; 5. Auflage. 1978).
In seiner dreibändigen Monographie sucht Staiger „den Dichter in den Bedingungen seiner Zeit und seines Raums“ auf.[399] Als Bedingungen, unter denen das dichterische und naturwissenschaftliche Werk steht, werden Geschichte, Ideengeschichte und Psychologie herangezogen, wobei gleichwohl die Interpretation das Zentrum des Werkes bildet.[400] Für Karl Robert Mandelkow ist diese Publikation „nicht nur der bedeutendste Versuch einer Gesamtdarstellung des Dichters seit Gundolf, sondern die für die fünfziger Jahre repräsentativste Leistung der Goetheforschung“.[401] Staigers beeindruckende Goetherezeption habe durch seine werkimmanente Interpretation, die mit den Mitteln der damals neuen strukturanalytischen Literaturwissenschaft arbeitete, seinen Gegenstand der damaligen nihilistischen Zeitstimmung entzogen.[402]
- Richard Friedenthal: Goethe. Sein Leben und seine Zeit. (1. Auflage Piper, München 1963, 16. Auflage. 1989).
Mit dieser knapp 800 Seiten umfassenden, „groß angelegten und akribischen Arbeit […] erzielte Friedenthal einen weltweiten Erfolg“.[403] Mit der Biographie wählte er keine akademische, sondern eine romanartige Darstellungsform oder „geistige Reportage“.[404] Dadurch, dass Friedenthal das historisch-soziologisch-politische Umfeld, das heißt: die Misere der Weimarer Verhältnisse umreißt, unter denen Goethe seine Werke produzierte, wurde sein Werk zu einem Vorläufer der sich seit Mitte der 1960er Jahre in der Bundesrepublik „vollziehenden Wendung zur politischen Literaturinterpretation und zur Sozialgeschichte der Literatur“.[405] Zu den schwächsten Teilen der sonst verdienstvollen Biographie rechnet Mandelkow die über den Naturforscher Goethe, die dessen Morphologie und Farbenlehre als falsch und wirkungslos kennzeichneten.[406]

Drei weitere umfassende biographische Werke sind hervorzuheben:
- Karl Otto Conrady: Goethe. Leben und Werk. Band I: Hälfte des Lebens. Band II: Summe des Lebens. (2 Bände. 1. Auflage. Athenäum, Königstein/Ts. 1985; Neuausgabe in einem Band. Artemis & Winkler, München 1994).
Mit seiner 1100 Seiten umfassenden Biographie versteht Conrady, das gelehrte Sachwissen des Philologen ohne Zuhilfenahme eines wissenschaftlichen Apparats geschickt zu vermitteln. Als erster Goethebiograph verzichtet er auf eine autoritative Sicht auf seinen Gegenstand „zugunsten einer Darstellungsmethode, die die Möglichkeit anderer, alternativer Deutungen offenhält“.[407]
- Nicholas Boyle: Goethe: der Dichter in seiner Zeit (2 Bände. Band I: 1749–1790; Band II: 1790–1803. C. H. Beck, München 1995 und 1999. TB-Ausgabe Insel, Frankfurt am Main 2004).
Der britische Germanist an der Universität Cambridge hat eine monumentale Goethe-Biographie in Angriff genommen, die als die bei weitem umfangreichste nach 1945 gilt. Rund 2.000 Seiten umfassen die ersten beiden Bände; der abschließende dritte Band steht noch aus. Der Autor befindet sich „auf der Höhe der deutschen Goetheforschung“ und in der Fülle an Details ist er „gründlicher als seine Vorgänger [Staiger, Friedenthal, Conrady] in den vergangenen Jahrzehnten“.[408]
- Rüdiger Safranski: Goethe. Kunstwerk des Lebens. Biographie. (1. Auflage Hanser, München 2013; 11. Auflage. 2013).
Ähnlich wie Friedenthal stellt Safranski den engen Zusammenhang zwischen dem Leben und Werk ins Zentrum dieses „Hausbuchs der Goetheliebhaber“ (Lorenz Jäger). Safranski zeigt zugleich, dass Goethes „Lebenskunst“ darin bestand, die Sphären der Dichtung und der politisch-administrativen Verantwortlichkeit voneinander zu trennen;[409] beide Bereiche werden in dem 750 Seiten umfassenden Buch ausführlich dargestellt.

### Goethe als Namensstifter
Die eminente Bedeutung Goethes für die deutsche Kultur und deutschsprachige Literatur spiegelt sich wider in der Namensgebung zahlreicher Preise, Denkmäler, Gedenkstätten, Institutionen, Museen und Gesellschaften, wie sie kaum ein anderer Deutscher im Kulturleben seines Landes erreicht hat. So trägt das Institut, dem die Verbreitung der deutschen Kultur und Sprache im Ausland übertragen wurde, seinen Namen: Goethe-Institut, das mit Niederlassungen in aller Welt großes Ansehen erworben hat. Der Geburtsort des Dichters, Frankfurt, und seine Hauptwirkungsstätte, Weimar, ehren ihn mit dem Goethe-Nationalmuseum (Weimar), der Johann Wolfgang Goethe-Universität (Frankfurt) und dem Goethepreis der Stadt Frankfurt am Main. Die seit 1885 existierende Goethe-Gesellschaft mit Hauptsitz in Weimar vereinigt mehrere Tausend Leser und Wissenschaftler im In- und Ausland. Schließlich hat der Dichter einer ganzen literarischen Epoche, die Klassik und Romantik umfasst, seinen Namen gegeben: Goethezeit.

### Denkmäler
Goethe wurden weltweit Denkmäler errichtet. Das 1819 initiierte erste Projekt in Frankfurt am Main scheiterte an der Finanzierung. Erst 1844 wurde das erste Goethedenkmal von Ludwig Schwanthaler geschaffen und auf dem Goetheplatz aufgestellt. Auch Gebäudefassaden zieren Goethe-Skulpturen, so zum Beispiel das Hauptportal der Semperoper in Dresden und das Hauptportal der Kirche St. Lamberti in Münster.

## Werke (Auswahl)
Es war eine der besonderen Eigenarten Goethes, begonnene Dichtungen oft jahrelang, manchmal jahrzehntelang liegen zu lassen, bereits gedruckte Werke erheblichen Umarbeitungen zu unterwerfen und manches Fertiggestellte erst nach langer Zeit in den Druck zu geben. Eine Datierung der Werke nach Entstehungszeit ist deshalb manchmal sehr schwierig. Die Liste orientiert sich am (vermuteten) Zeitpunkt der Entstehung.

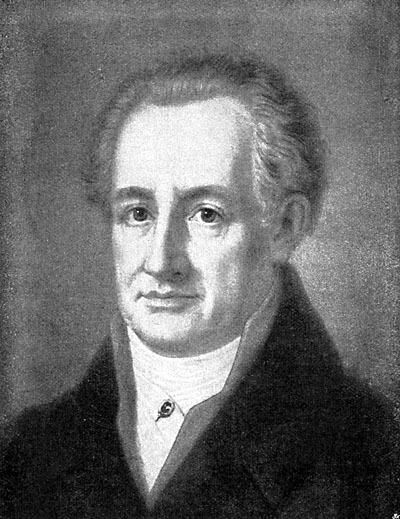
Johann Wolfgang von Goethe im 62. Lebensjahr (nach dem Gemälde von Louise Seidler, Weimar 1811)

### Werkausgaben
- Sämtliche Werke. Briefe, Tagebücher und Gespräche. Frankfurter Ausgabe in 40 Bänden, einschließlich der amtlichen Schriften und der Zeichnungen, mit Kommentar und Registern (die vollständigste aktuelle Gesamtausgabe der Werke Goethes). Deutscher Klassiker Verlag, Frankfurt am Main 1985 ff., ISBN 3-618-60213-8.

- Goethes Werke. Hamburger Ausgabe in 14 Bänden, mit Kommentar und Registern, herausgegeben von Erich Trunz. Christian Wegner Verlag, Hamburg 1948–1960. Neuausgabe: C. H. Beck, München 1982–2008, ISBN 978-3-406-08495-9.
  - Band 1: Gedichte und Epen. Bd. 1. 1948.
  - Band 2: Gedichte und Epen. Bd. 2. 1949.
  - Band 3: Dramatische Dichtungen. Bd. 1. 1949.
  - Band 4: Dramatische Dichtungen. Bd. 2. 1953.
  - Band 5: Dramatische Dichtungen. Bd. 3. 1952.
  - Band 6: Romane und Novellen. Bd. 1. 1951.
  - Band 7: Romane und Novellen. Bd. 2. 1950.
  - Band 8: Romane und Novellen. Bd. 3. 1950.
  - Band 9: Autobiographische Schriften. Bd. 1. 1955.
  - Band 10: Autobiographische Schriften. Bd. 2. 1959.
  - Band 11: Autobiographische Schriften. Bd. 3. 1950.
  - Band 12: Schriften zur Kunst, Schriften zur Literatur, Maximen und Reflexionen. 1953.
  - Band 13: Naturwissenschaftliche Schriften. Bd. 1. 1955.
  - Band 14: Naturwissenschaftliche Schriften. Bd. 2. 1960.

- Sämtliche Werke nach Epochen seines Schaffens. Münchner Ausgabe in 20 Bänden, herausgegeben von Karl Richter. Hanser, München 1986–1999. Taschenbuchausgabe: btb, Berlin 2006.
  - Band 1: Der junge Goethe. 2 Teile. 1985, 1987.
  - Band 2: Erstes Weimarer Jahrzehnt. 2 Teile. Hrsg. von Hartmut Reinhardt. 1987.
  - Band 3: Italien und Weimar. 2 Teile.
    - Teil 1: Hrsg. von Norbert Miller und Hartmut Reinhardt. 1990.
    - Teil 2. Hrsg. von Hans J. Becker. 1990.

  - Band 4: Wirkungen der Französischen Revolution. 2 Teile. 1988.
  - Band 5: Wilhelm Meisters Lehrjahre. 1988.
  - Band 6: Weimarer Klassik. 2 Teile. 1986.
  - Band 7: Leben des Benvenuto Cellini, Diderots Versuch über die Malerei, Rameaus Neffe. 1991.
  - Band 8: Briefwechsel zwischen Schiller und Goethe in den Jahren 1794 bis 1805.
    - Teil 1: Text. 1990.
    - Teil 2: Kommentar. 1990.

  - Band 9: Epoche der Wahlverwandschaften. 1987.
  - Band 10: Zur Farbenlehre. 1989.
  - Band 11: Divan.
    - Teil 1. Divan-Jahre. 1994, 1998.
    - Teil 2: West-östlicher Divan. 1998.

  - Band 12: Zur Naturwissenschaft überhaupt, besonders zur Morphologie. 1989.
  - Band 13: Die Jahre 1820–1826. 2 Teile. 1992.
  - Band 14: Autobiographische Schriften der frühen Zwanzigerjahre. 1986.
  - Band 15: Italienische Reise. 1992.
  - Band 16: Aus meinem Leben. 1985.
  - Band 17: Wilhelm Meisters Wanderjahre, Maximen und Reflexionen. 1991.
  - Band 18: Letzte Jahre. 2 Teile. 1997, 1996.
  - Band 20: Briefwechsel zwischen Goethe und Zelter in den Jahren 1799 bis 1832.
    - Teil 1: Text 1799–1827. Hrsg. von Hans-Günter Ottenberg und Edith Zehm in Zusammenarbeit mit Anita Golz. 1991.
    - Teil 2: Text 1828–1832, Dokumente, Register. 1998.
    - Teil 3: Einführung, Kommentar. 1998.

  - Band 21: Register sämtlicher Werke. 1998.
  - ohne Bandangabe: Register. Namen. Werke. Orte. 2014.
- Poetische Werke. Kunsttheoretische Schriften und Übersetzungen. Berliner Ausgabe in 22 Bänden, herausgegeben von einem Bearbeiter-Kollektiv unter Leitung von Siegfried Seidel u. a. Aufbau-Verlag, Berlin, Weimar 1961–1978.
  - Band 1: Gedichte und Singspiele I. 1964, 1047 Seiten.
  - Band 2: Gedichte und Singspiele II. Gedichte Nachlese und Nachlaß. 1966, 965 Seiten.
  - Band 3: Gedichte und Singspiele III. West-östlicher Divan, Epen. 1965, 859 Seiten.
  - Band 4: Gedichte und Singspiele IV. Singspiele, Opernfragmente, Theaterreden, Maskenzüge. 1968, 1087 Seiten.
  - Band 5: Dramatische Dichtungen I. Kleine Dramen (1767-1788), Dramatische Fragmente (1765-1787). 1964, 712 Seiten.
  - Band 6: Dramatische Dichtungen II. Kleine Dramen (1791-1815), Dramatische Fragmente (1793-1823), Bearbeitungen. 1964, 777 Seiten.
  - Band 7: Dramatische Dichtungen III. Götz von Berlichingen, Egmont, Iphigenie auf Tauris, Torquato Tasso. 1963, 993 Seiten.
  - Band 8: Dramatische Dichtungen IV. Faust. 1965, 987 Seiten.
  - Band 9: Romane und Erzählungen I. Die Leiden des jungen Werther, Wilhelm Meisters theatralische Sendung. 1961, 701 Seiten.
  - Band 10: Romane und Erzählungen II. Wilhelm Meisters Lehrjahre. 1962, 699 Seiten.
  - Band 11: Romane und Erzählungen III. Wilhelm Meisters Wanderjahre. 1963, 677 Seiten.
  - Band 12: Romane und Erzählungen IV. Die Wahlverwandtschaften, Unterhaltungen deutscher Ausgewanderter, Novelle, Kleine Prosa. 1963, 627 Seiten.
  - Band 13: Autobiographische Schriften I. Aus meinem Leben Dichtung und Wahrheit. 1960, 1065 Seiten.
  - Band 14: Autobiographische Schriften II. Italienische Reise. 1961, 1037 Seiten und 1 Karte.
  - Band 15: Autobiographische Schriften III. Briefe aus der Schweiz 1779, Kampagne in Frankreich, Belagerung von Mainz, Reise in die Schweiz 1797, Aus einer Reise am Rhein, Main und Neckar. 1962, 813 Seiten.
  - Band 16: Autobiographische Schriften IV. Tag- und Jahreshefte, Biographische Einzelheiten, Reden, Testamente und Verfügungen. 1964, 979 Seiten.
  - Band 17: Kunsttheoretische Schriften und Übersetzungen. Schriften zur Literatur I. Aufsätze zu Schauspielkunst und Musik, Aufsätze zur deutschen Literatur. 1970, 1063 Seiten.
  - Band 18: Kunsttheoretische Schriften und Übersetzungen. Schriften zur Literatur II. Aufsätze zur Weltliteratur, Maximen und Reflexionen. 1972, 1093 Seiten.
  - Band 19: Schriften zur Bildenden Kunst I. 1973, 1047 Seiten.
  - Band 20: Schriften zur Bildenden Kunst II. 1974, 815 Seiten.
  - Band 21: Übersetzungen I: 1977, 969 Seiten.
  - Band 22: Übersetzungen II. 1978, 685 Seiten.
  - Band 23: Abbildungen zu den Schriften zur Bildenden Kunst. 1978 (Supplementband).

- Gedenkausgabe der Werke, Briefe und Gespräche in 24 Bänden und 3 Ergänzungsbänden. Herausgegeben von Ernst Beutler. Artemis, Zürich 1948–1971 (Große Artemis-Ausgabe). Auf Grundlage dieser Ausgabe erschien 1961/1962 eine von Peter Boerner besorgte Auswahl der Werke in 10 Bänden (Kleine Artemis-Ausgabe).
  - Band 1: Gedichte. 1950.
  - Band 2: Gedichte. 1953.
  - Band 3: Epen, Divan, Theatergedichte. 1948.
  - Band 4: Der junge Goethe. 1953.
  - Band 5: Faust-Dichtungen. 1950.
  - Band 6: Weimarer Dramen. 1954.
  - Band 7: Wilhelm Meisters Lehrjahre. 1948.
  - Band 8: Wanderjahre Urmeister. 1949.
  - Band 9: Wahlverwandschaften, Novellen, Maximen. 1949.
  - Band 10: Dichtung und Wahrheit. 1948.
  - Band 11: Italienische Reise, Annalen. 1950.
  - Band 12: Biographische Einzelschriften. 1949.
  - Band 13: Schriften zur Kunst. 1954.
  - Band 14: Schriften zur Literatur. 1950.
  - Band 15: Übertragungen. 1953.
  - Band 16: Naturwissenschaftliche Schriften. 1949.
  - Band 17: Naturwissenschaftliche Schriften II. 1952.
  - Band 18: Briefe 1764-1786. 1951.
  - Band 19: Briefe 1786-1814. 1949.
  - Band 20: Briefe Goethe-Schiller. 1950.
  - Band 21: Briefe 1814-1832. 1951.
  - Band 22: Gespräche 1752-1817. 1949.
  - Band 23: Gespräche 1817-1832. 1950.
  - Band 24: Gespräche mit Eckermann. 1948.
  - Ergänzungsband 1: Briefe aus dem Elternhaus. 1960.
  - Ergänzungsband 2: Tagebücher. 1964.
  - Ergänzungsband 3: Registerband. 1971.

- Goethes Werke. Weimarer Ausgabe (oder Sophienausgabe) in 143 Bänden. Hermann Böhlau, Weimar 1887–1919. Fotomechanischer Nachdruck: Deutscher Taschenbuch Verlag, München 1987, ISBN 3-423-05911-7.
  - I. Abteilung (55 Bde. in 63 Tln.): Werke im engern Sinne
  - II. Abteilung (13 Bde. in 14 Tln.): Naturwissenschaftliche Schriften
  - III. Abteilung (15 Bde. in 16 Tln.): Tagebücher
  - IV. Abteilung (50 Bde.): Briefe
- Goethe’s Werke. Vollständige Ausgabe letzter Hand in 60 Bänden + Registerband. J. G. Cotta, Stuttgart, Tübingen 1827–1842. Die Bände 1–40 erschienen, zu Lebzeiten Goethes, bis 1830.
- Die Schriften zur Naturwissenschaft. (Im Auftrage der Deutschen Akademie der Naturforscher Leopoldina begründet von K. Lothar Wolf und Wilhelm Troll.) Vollständige, mit Erläuterungen versehene Ausgabe von Dorothea Kuhn, Wolf von Engelhardt und Irmgard Müller. Weimar 1947 ff., ISBN 3-7400-0024-4 (online (Memento vom 19. Februar 2001 im Internet Archive)).

### Einzelwerke
Dramen:
- Die Laune des Verliebten (Schäferspiel), verfasst 1768, im Druck 1806
- Die Mitschuldigen (Lustspiel), begonnen 1769, im Druck 1787
- Götz von Berlichingen mit der eisernen Hand (Schauspiel), 1773
- Satyros oder Der vergötterte Waldteufel (Schauspiel), entstanden 1773, veröffentlicht 1817
- Ein Fastnachtsspiel vom Pater Brey (Posse), 1774
- Das Jahrmarktsfest zu Plundersweilern (Farce), 1774
- Hanswursts Hochzeit (Farce), 1775
- Götter, Helden und Wieland (Farce), 1774
- Clavigo (Trauerspiel), 1774
- Egmont (Trauerspiel), begonnen 1775, im Druck 1788
- Erwin und Elmire (Schauspiel mit Gesang), 1775
- Die Geschwister. Ein Schauspiel in einem Akt, 1776
- Claudine von Villa Bella (Singspiel), 1776
- Stella. Ein Schauspiel für Liebende, 1776
- Der Triumph der Empfindsamkeit. Eine dramatische Grille, verfasst 1777
- Lila (Singspiel), 1777
- Proserpina (Monodram), 1778/1779
- Iphigenie auf Tauris (Drama), Prosafassung 1779, im Druck 1787
- Torquato Tasso (Drama), ab 1780, im Druck 1790
- Faust. Ein Fragment, 1790 (Digitalisat und Volltext im Deutschen Textarchiv)
- Der Groß-Cophta (Lustspiel), 1792
- Der Bürgergeneral (Lustspiel), 1793
- Die Aufgeregten (Politisches Drama in fünf Aufzügen, Fragment), 1793
- Faust. Eine Tragödie, ab 1797, im Druck unter diesem Titel zuerst 1808 erschienen
- Mahomet der Prophet, Übersetzung und Bearbeitung einer Tragödie von Voltaire, 1802
- Die natürliche Tochter (Trauerspiel), 1803
- Pandora. Ein Festspiel, entstanden 1807/08, im Druck 1817
- Des Epimenides Erwachen (Festspiel), 1815
- Faust. Der Tragödie zweiter Teil, 1832 (postum veröffentlicht)

Romane und Novellen:
- Die Leiden des jungen Werthers (Briefroman), 1774, 2. Fassung 1787 (Digitalisat)
- Wilhelm Meisters theatralische Sendung („Urmeister“, Roman), ab 1776, Im Druck 1911
- Unterhaltungen deutscher Ausgewanderten (Rahmenerzählung), 1795
- Wilhelm Meisters Lehrjahre, 1795/96
- Novelle, ab 1797
- Wilhelm Meisters Wanderjahre (Roman), ab 1807, im Druck 1821, erweiterte Fassung 1829
- Die Wahlverwandtschaften, 1809

Versepen:
- Reineke Fuchs (Tierepos), 1794

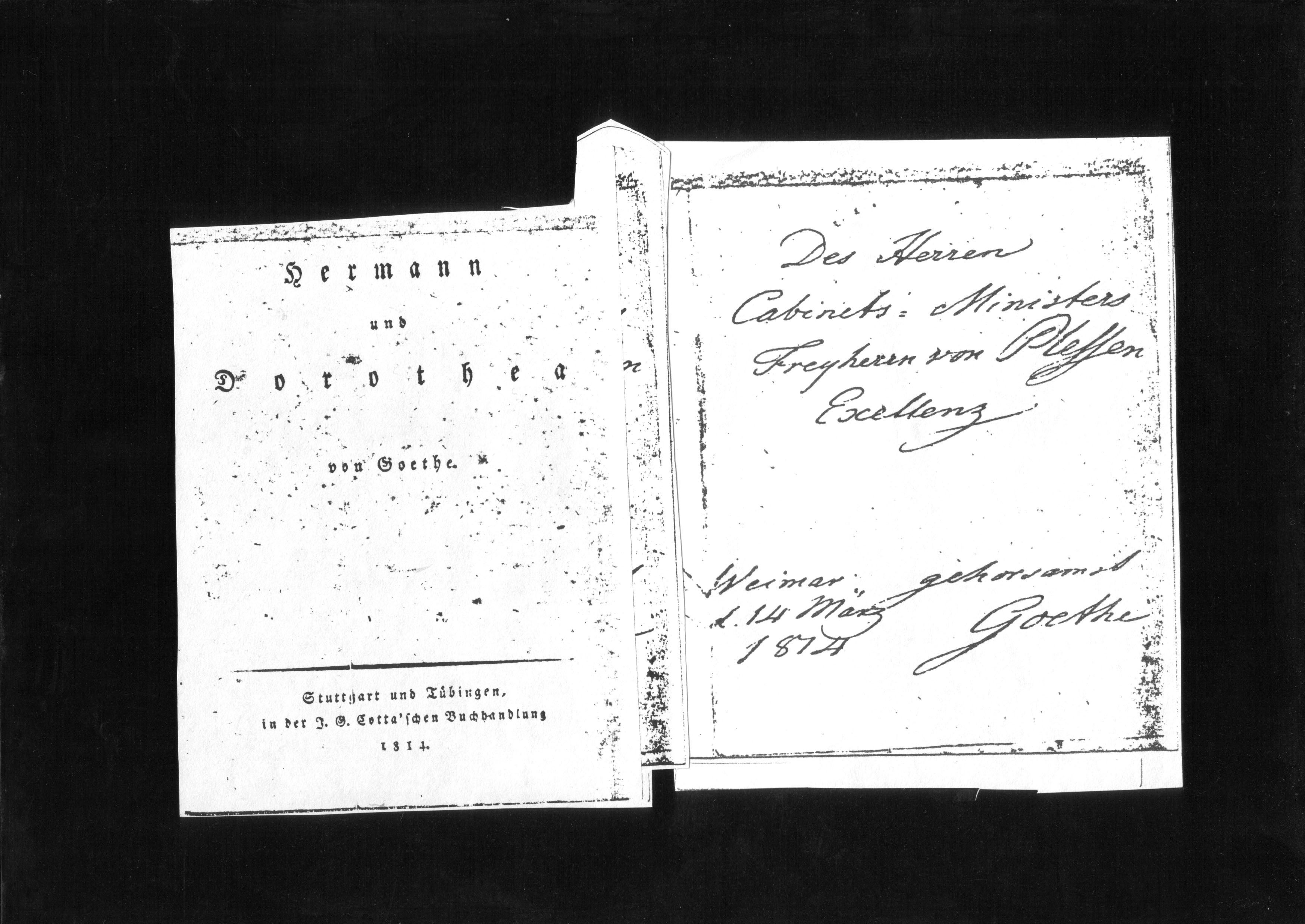
Einladungskarte Johann Wolfgang von Goethes an den mecklenburgischen Staatsminister Leopold von Plessen zu einer Lesung von Hermann und Dorothea in der Cotta’schen Buchhandlung, 1814

- Hermann und Dorothea (Idylle in Hexametern), 1798
- Achilleis (Fragment), 1799.

Gedichte:
- 1771: Mailied
- 1771: Heidenröslein
- 1772: Wandrers Sturmlied
- 1774: Prometheus
- 1774: Ganymed
- 1774: Der König in Thule (Frühe Fassung: Der König von Thule)
- 1774/1775: Vor Gericht
- 1775: Willkommen und Abschied (2. Fassung 1789)
- 1776: Warum gabst du uns die tiefen Blicke
- 1776: Rastlose Liebe
- 1778: An den Mond
- 1780: Wandrers Nachtlied
- 1780: (Wandrers Nachtlied) Ein Gleiches (Über allen Gipfeln)
- 1782: Der Erlkönig (Ballade)
- 1797: Der Zauberlehrling und Der Schatzgräber (Balladen)
- 1797: Die Braut von Korinth und Der Gott und die Bajadere (Balladen)
- 1798: Die Metamorphose der Pflanzen
- 1799: Die erste Walpurgisnacht (Ballade, von Felix Mendelssohn Bartholdy in Form einer Kantate für Soli, Chor und Orchester vertont)
- 1813: Der Totentanz
- 1823: (Marienbader) Elegie
- 1829: Vermächtnis

Gedichtzyklen und Epigramm-Sammlungen:
- Römische Elegien, 1788–1790
- Venezianische Epigramme, 1790
- Xenien (Epigramme, zusammen mit Friedrich Schiller), veröffentlicht 1796
- Sonette, 1807/08
- West-östlicher Divan, erschienen 1819, erweitert 1827
- Trilogie der Leidenschaft, erschienen 1827.
- Chinesisch-deutsche Tages- und Jahreszeiten, erschienen 1830.

Übertragungen:
- Diderots Versuch über die Malerei. Übersetzt und mit Anmerkungen begleitet von Goethe, erschienen 1799.
- Leben des Benvenuto Cellini, florentinischen Goldschmieds und Bildhauers, von ihm selbst geschrieben. Übersetzt und mit einem Anhange herausgegeben von Goethe, erschienen 1803.
- Rameaus Neffe. Ein Dialog von Diderot. Aus dem Manuskript übersetzt und mit Anmerkungen begleitet von Goethe erschienen 1805.

Aufzeichnungen und Aphorismen:

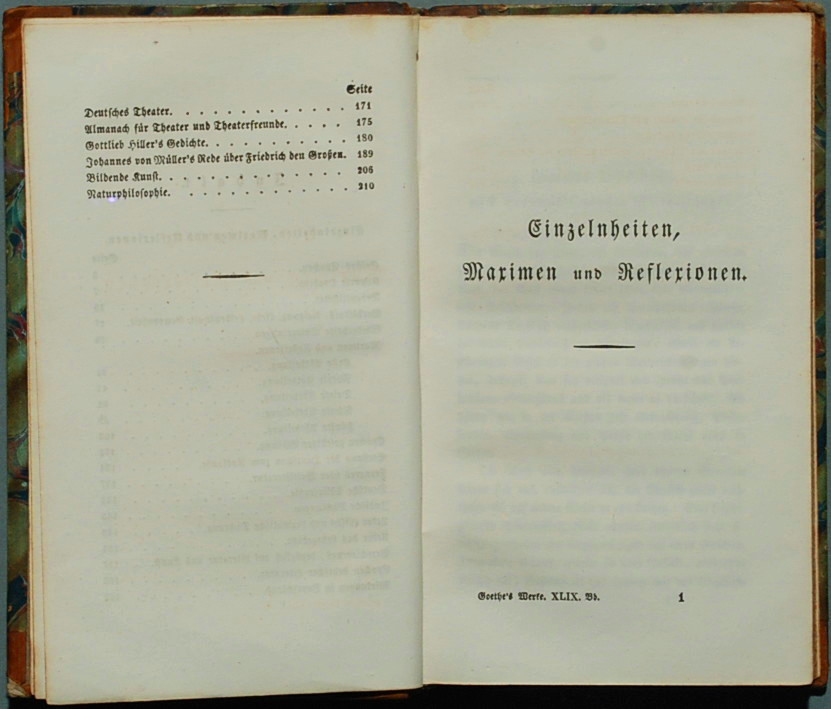
Einzelnheiten, Maximen und Reflexionen, Titelblatt der ersten Zusammenstellung

- Einzelnheiten, Maximen und Reflexionen, 1833 (postum veröffentlicht)

Ästhetische Schriften:
- Kunst und Handwerk, 1797
- Über den Dilettantismus (Fragment, zusammen mit Friedrich Schiller), 1799
- Über Kunst und Altertum (6 Bde., zusammen mit Johann Heinrich Meyer), 1816–1832

Naturwissenschaftliche Schriften:
- Über den Granit 1784
- Über den Zwischenkiefer der Menschen und der Tiere, 1786.
- Beiträge zur Optik (Abhandlungen, 2 Bde.), 1791/92
- Zur Farbenlehre (wissenschaftliche Abhandlung), 1810

Autobiographische Prosa:
- Aus meinem Leben. Dichtung und Wahrheit (autobiografische Dichtung, 4 Bde.), 1811–1833
- Italienische Reise, 1816/17
- Kampagne in Frankreich (Bericht), 1822

Briefsammlungen:
- Goethes Briefe und Briefe an Goethe. Hamburger Ausgabe. 6 Bände. C. H. Beck, München 1988.
- Goethe – Schiller: Briefwechsel. Mit einem Nachwort von Emil Staiger. Fischer Bücherei, Frankfurt am Main 1961.
- Schiller – Goethe: Der Briefwechsel. Text und Kommentar. Historisch-kritische Ausgabe. Hrsg. und kommentiert von Norbert Oellers unter Mitarbeit von Georg Kurscheidt. 2 Bände. Reclam, Leipzig 2009, ISBN 978-3-15-010712-6 und ISBN 978-3-15-010737-9.
- Goethe und Martius. Nemayer, Mittenwald 1932. Digitalisierte Ausgabe der Universitäts- und Landesbibliothek Düsseldorf
- Hans Gerhard Gräf (Hrsg.): Goethes Ehe in Briefen. Insel, Frankfurt am Main 1998, ISBN 3-458-33325-8.
- Richard M. Meyer (Hrsg.): Goethe und seine Freunde im Briefwechsel. 3 Bände. Bondi, Berlin 1909–1911.
- Jan Volker Röhnert (Hrsg.): Lotte meine Lotte. Die Briefe von Goethe an Charlotte von Stein. 1776–1787. 2. Bände. Die Andere Bibliothek, Berlin 2014/2015.

Gespräche:
- Johann Peter Eckermann: Gespräche mit Goethe. Herausgegeben von Christoph Michel unter Mitwirkung von Hans Grüters. Deutscher Klassiker Verlag, Frankfurt am Main 2011. TB-Ausgabe, ISBN 978-3-618-68050-5.